# Emscherkunstweg
Der Emscherkunstweg ist im Ruhrgebiet ein 101 Kilometer langer permanenter Skulpturenweg von künstlerischen Arbeiten im öffentlichen Raum.

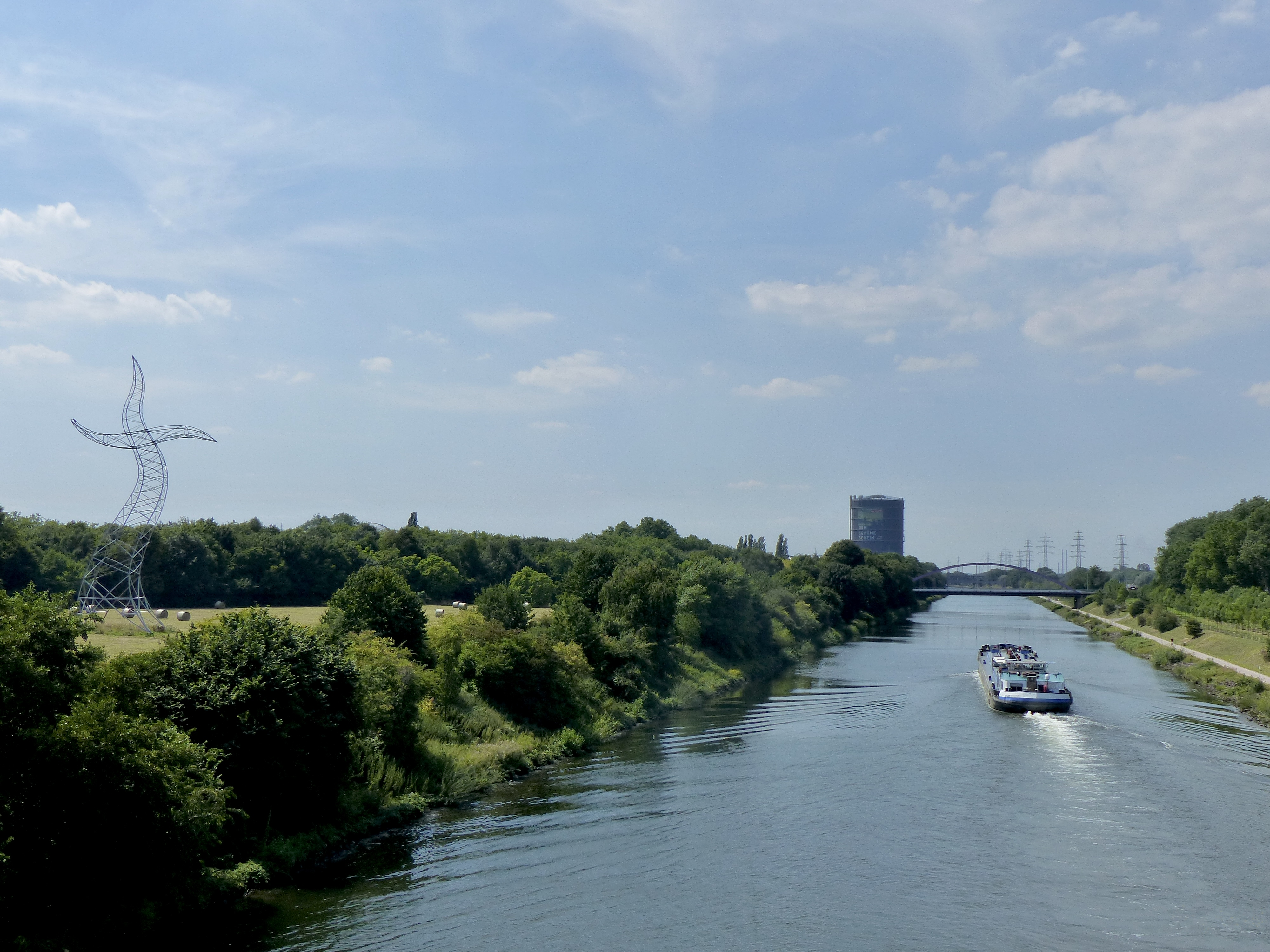
Oberhausen
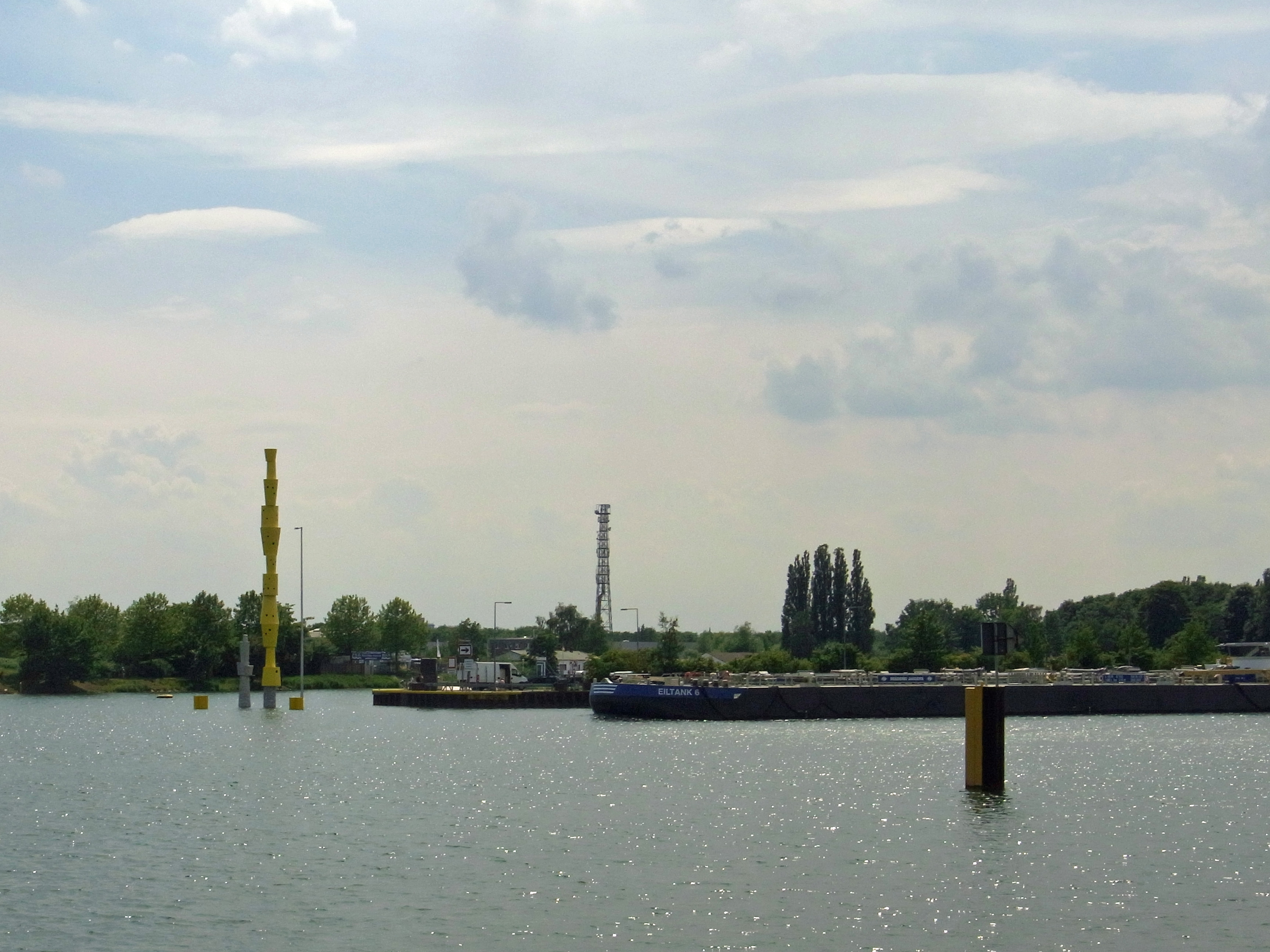
Herne
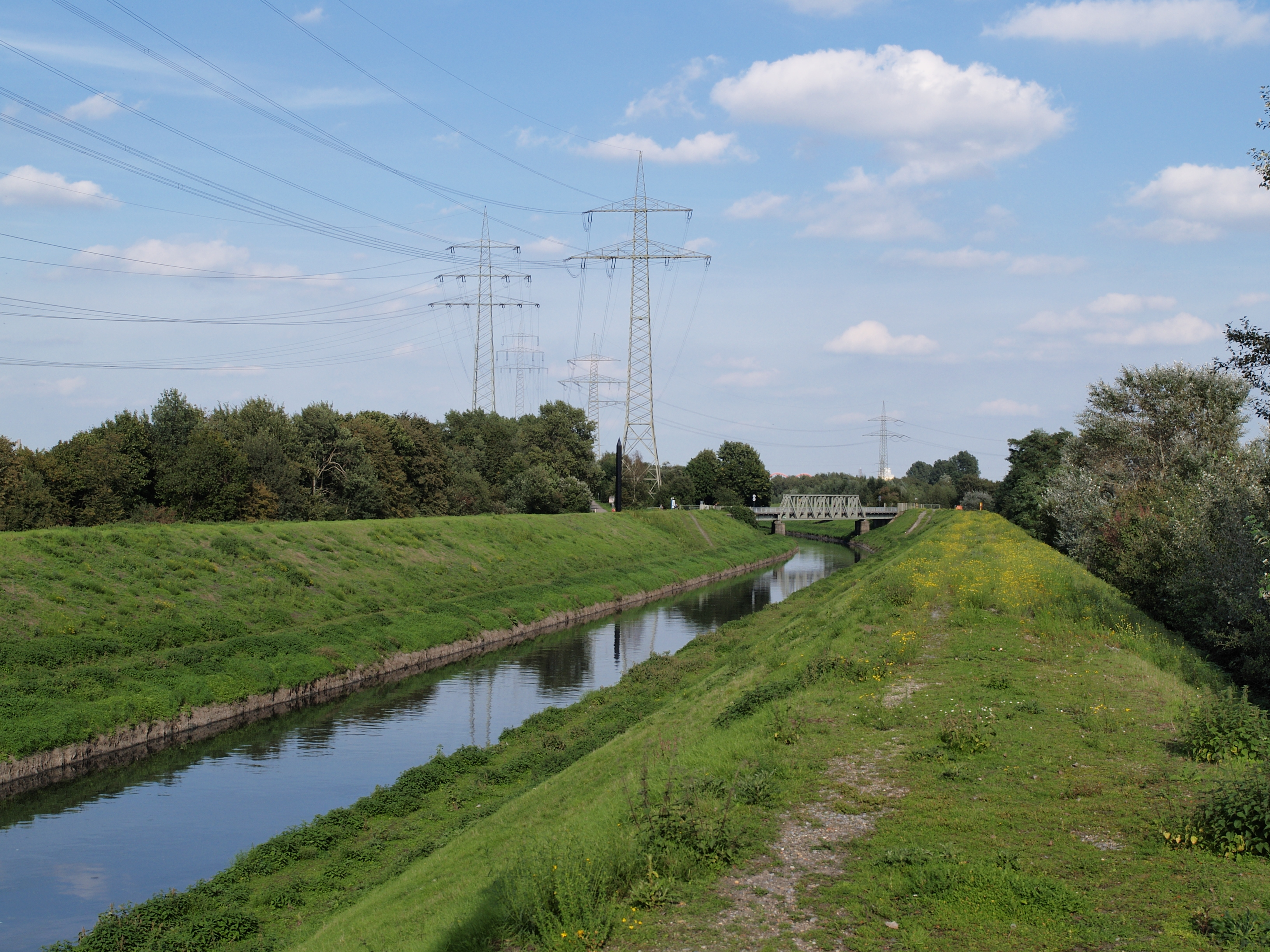
Essen
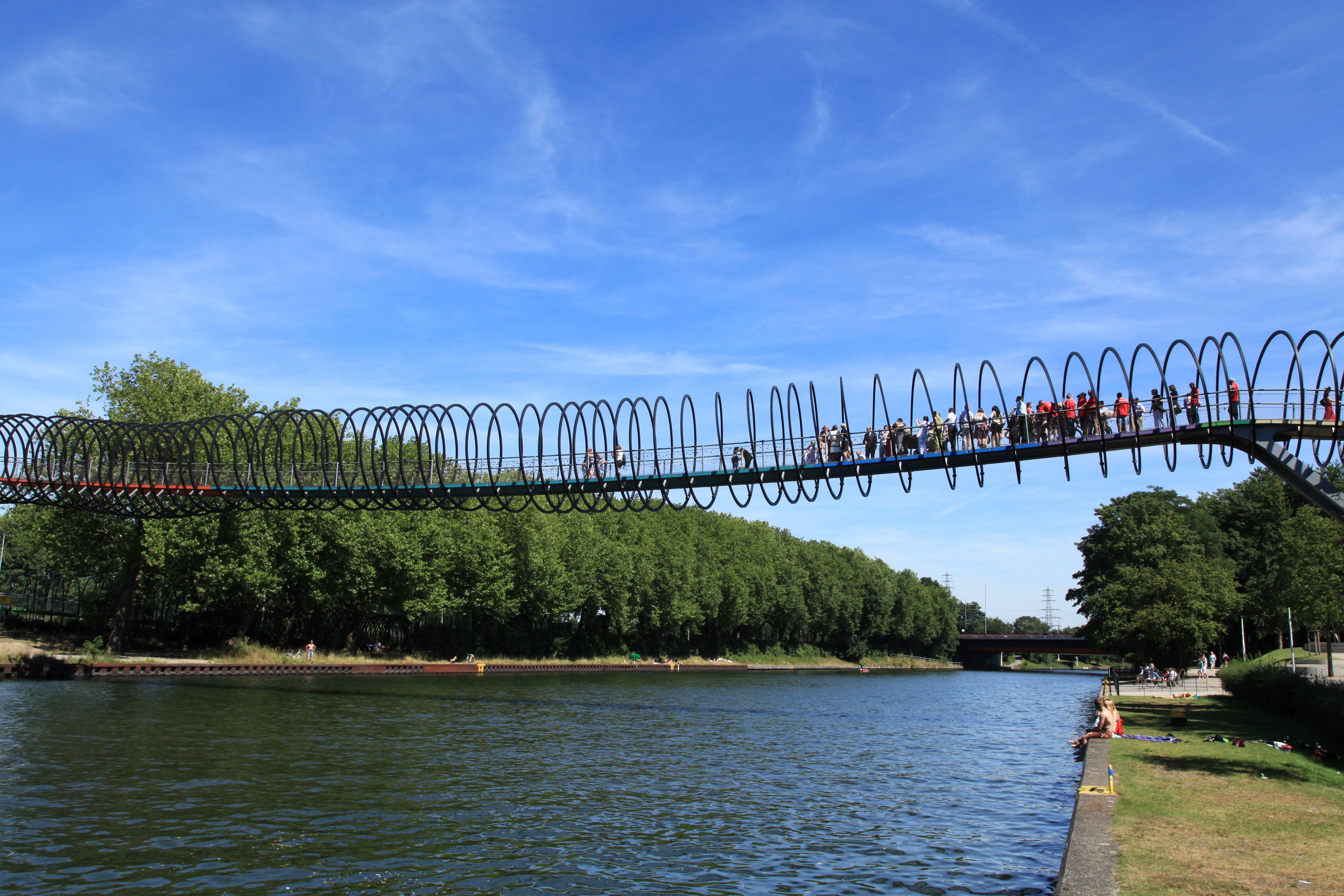
Oberhausen

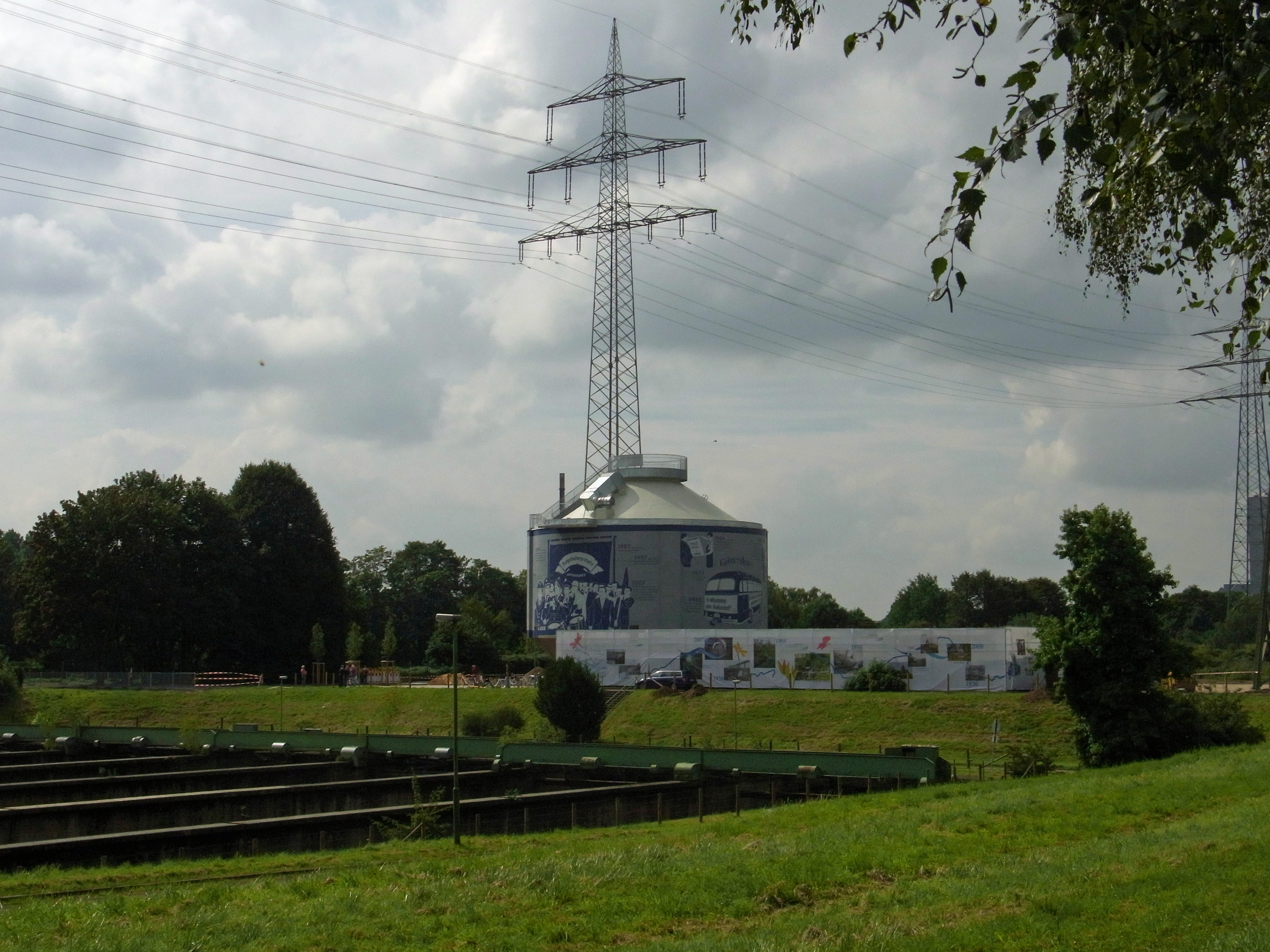
Herne
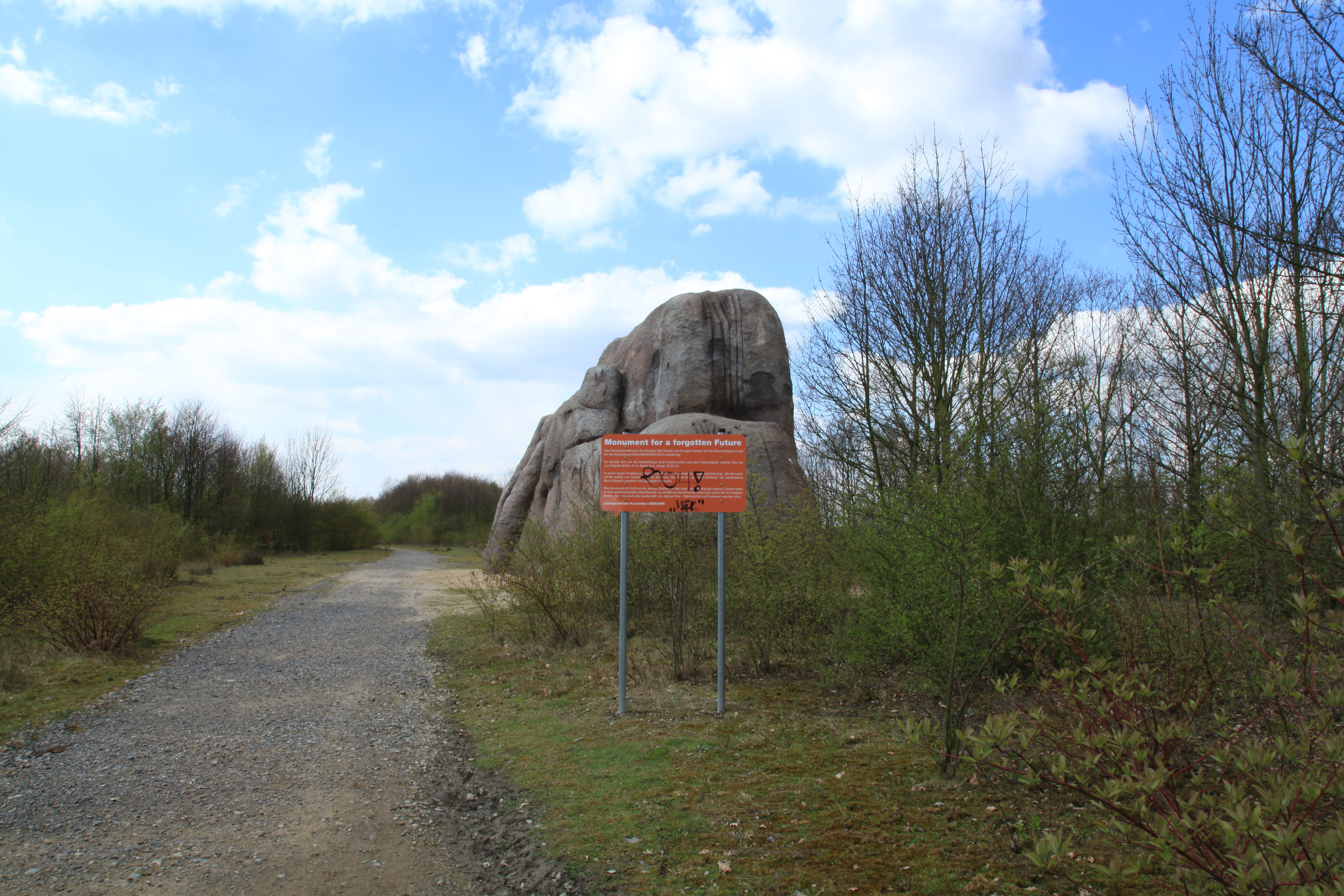
Gelsenkirchen
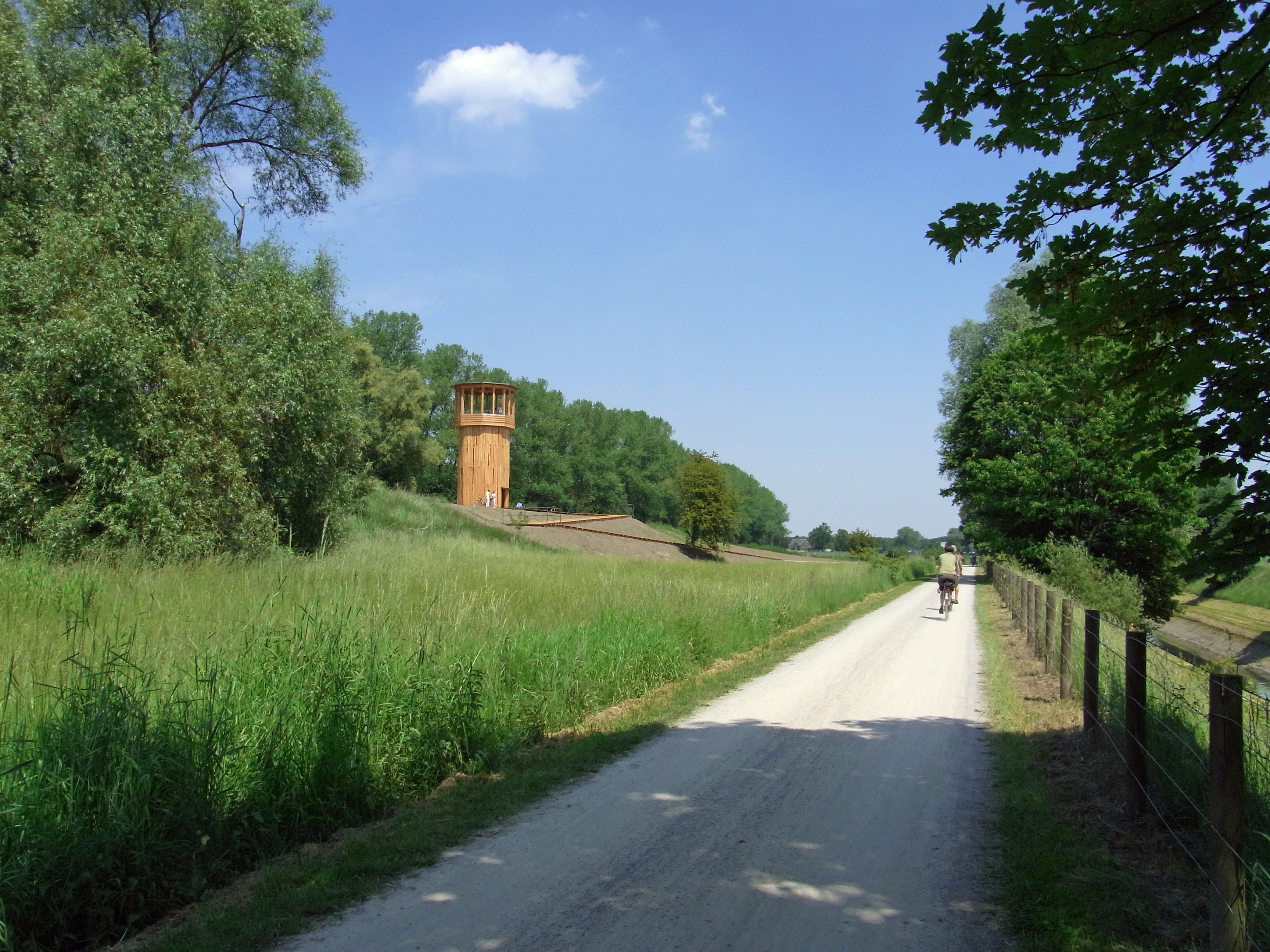
Recklinghausen
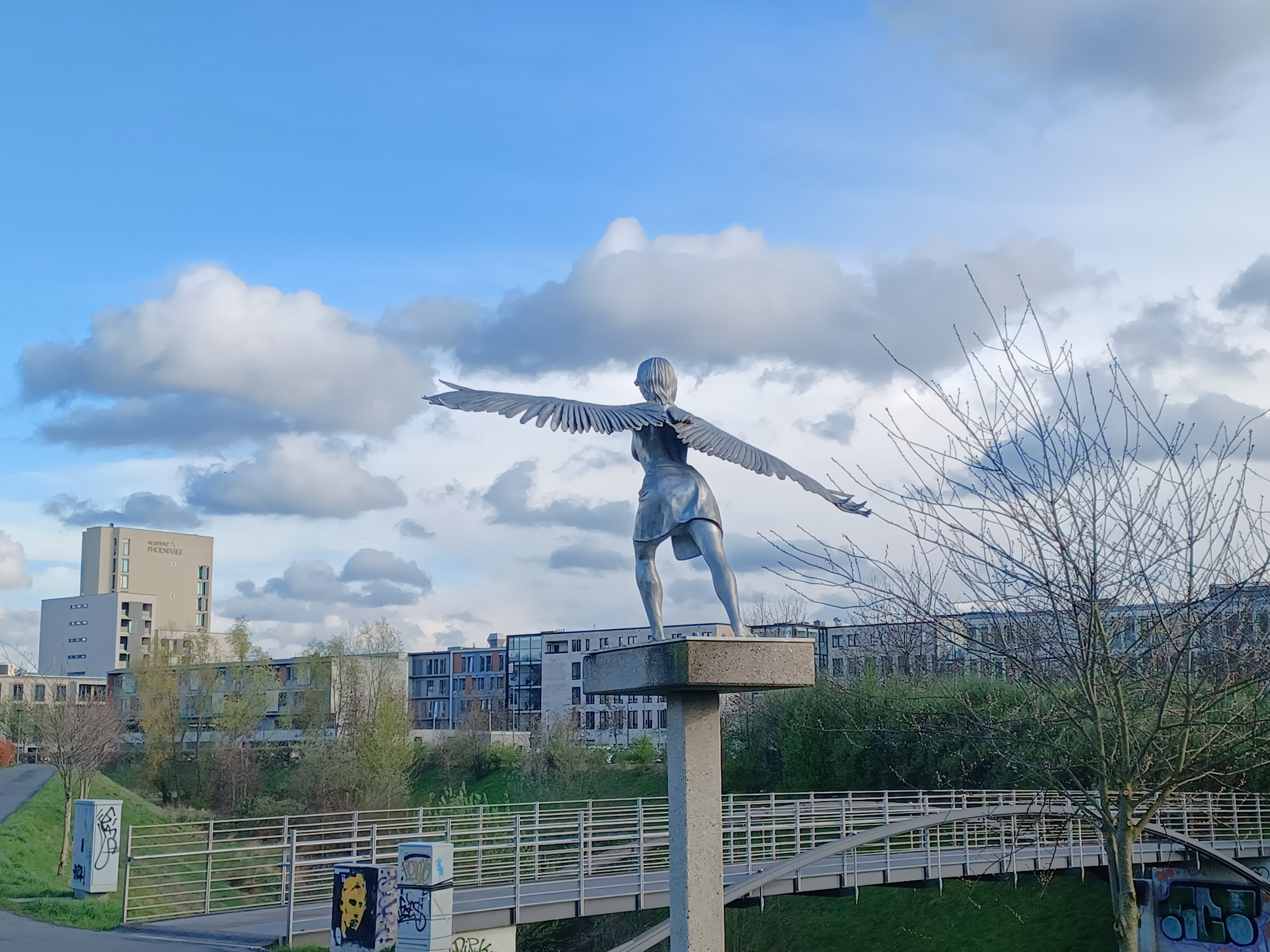
Dortmund

## Kunstweg

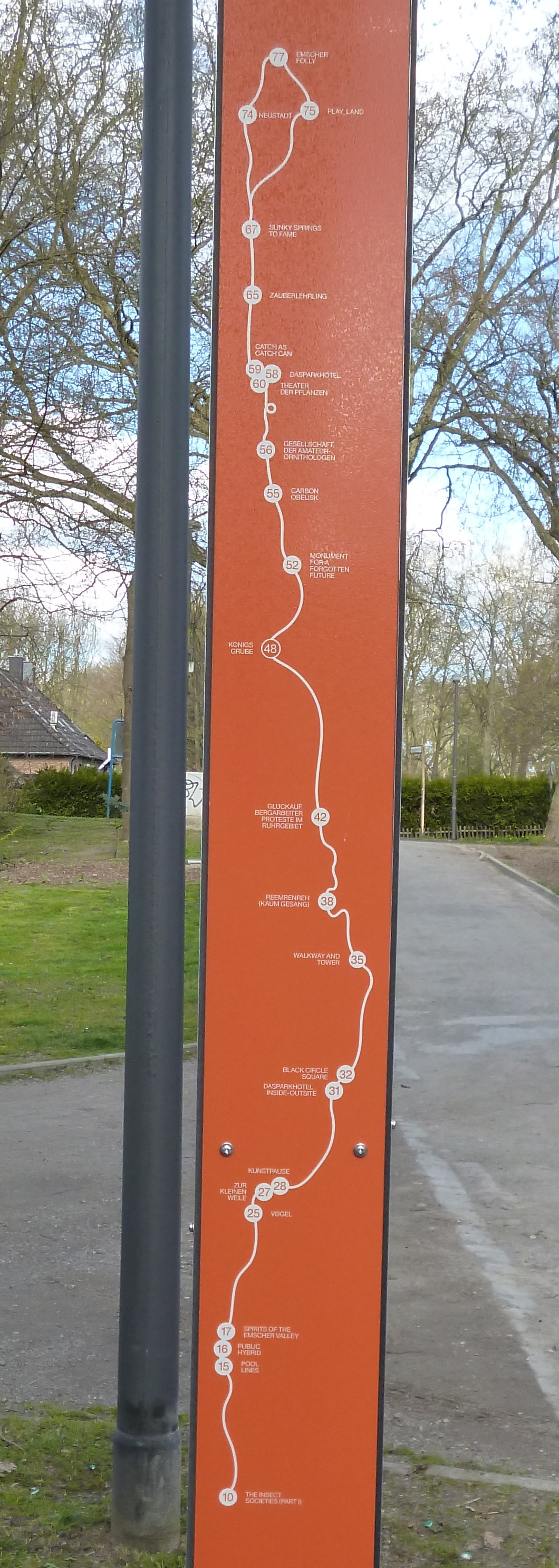
Infostele

Der Emscherkunstweg ist eine Sammlung von Kunst im öffentlichen Raum entlang der Emscher von ihrer Quelle in Holzwickede bis Duisburg-Bruckhausen. Die Kunstwerke in der Emscherzone sind an ungewöhnlichen Orten entlang der Emscher positioniert, etwa auf ehemaligen Industriebrachen, an früheren Kläranlagen und in Naturräumen. Ein Großteil von ihnen befindet sich auf der Emscherinsel. Die Werke nehmen thematisch Bezug auf den Strukturwandel im Ruhrgebiet, die Emscher und ihre Renaturierung.
Die Sammlung ist im Rahmen der Emscherkunst entstanden und wurde seit 2019 als Kooperationsprojekt von Urbane Künste Ruhr, der Emschergenossenschaft und dem Regionalverband Ruhr unter der Künstlerischen Leitung von Britta Peters als Emscherkunstweg verstetigt und erweitert. Er steht unter der Schirmherrschaft der Ministerin für Kultur und Wissenschaft des Landes Nordrhein-Westfalen Ina Brandes und wird vom Ministerium für Kultur und Wissenschaft des Landes Nordrhein-Westfalen gefördert.

## Geschichte
Der Emscherkunstweg entstand aus dem Kunstprojekt Emscherkunst, das seit 2010 den Umbau des Emschersystems durch die Emschergenossenschaft begleitete. Es wurde anlässlich der RUHR.2010 – Kulturhauptstadt Europas initiiert, die das Ruhrgebiet im Jahr 2010 als Europäische Kulturhauptstadt präsentierte. Anschließend wurde es 2013 und 2016 als Triennale weitergeführt mit dem Ziel, eine Sammlung künstlerischer Arbeiten im öffentlichen Raum aufzubauen.

## Kunstwerke auf der Route
Während nach Ende der Emscherkunst.2010 viele Kunstwerke permanent verblieben, entstanden 2013 und 2016 hauptsächlich temporäre Werke für eine jeweils dreieinhalbmonatige Ausstellungsdauer. Seit 2019 ist der Emscherkunstweg ein permanenter Skulpturenweg, der seitdem erweitert wird. Zusätzlich zu den im Rahmen der drei Emscherkunst-Ausstellungen zwischen 2010 und 2016 vor Ort verbleibenden 18 Kunstwerken, die teilweise von den Künstlerinnen und Künstlern überarbeitet wurden, wurde der Emscherkunstweg bis Ende März 2025 um sechs Werke ergänzt. Dazu gehören die fünf Installationen Neustadt und Emscher Folly in Duisburg, Königsgrube in Herne, Pool Lines und Public Hybrid in Dortmund sowie die Schlafröhren dasparkhotel_inside-outsite in Castrop-Rauxel, die einen zweiten Standort zu den Röhren das_parkhotel im BernePark in Bottrop bilden.

### Holzwickede

The Insect Societies (Part I)
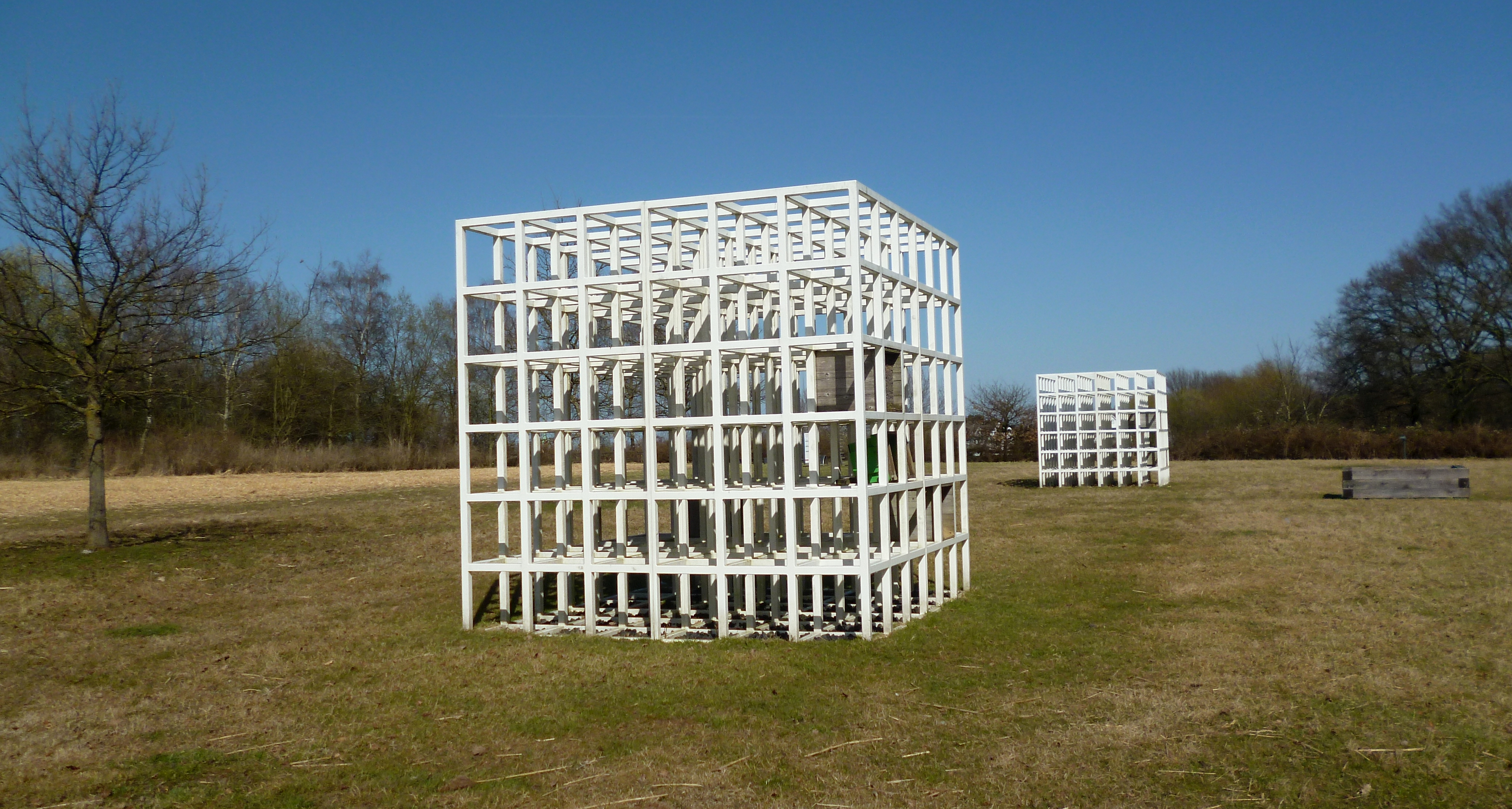
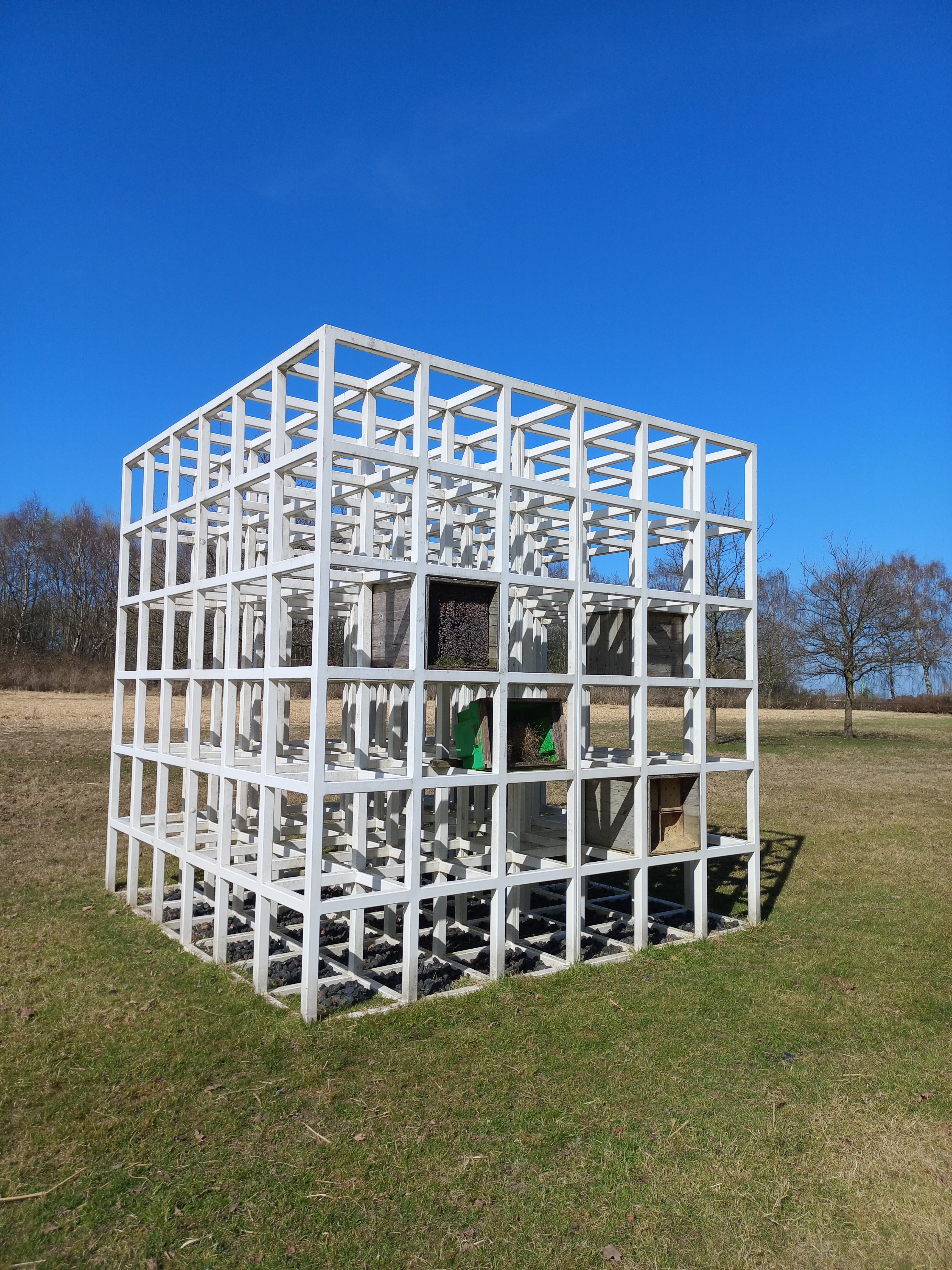
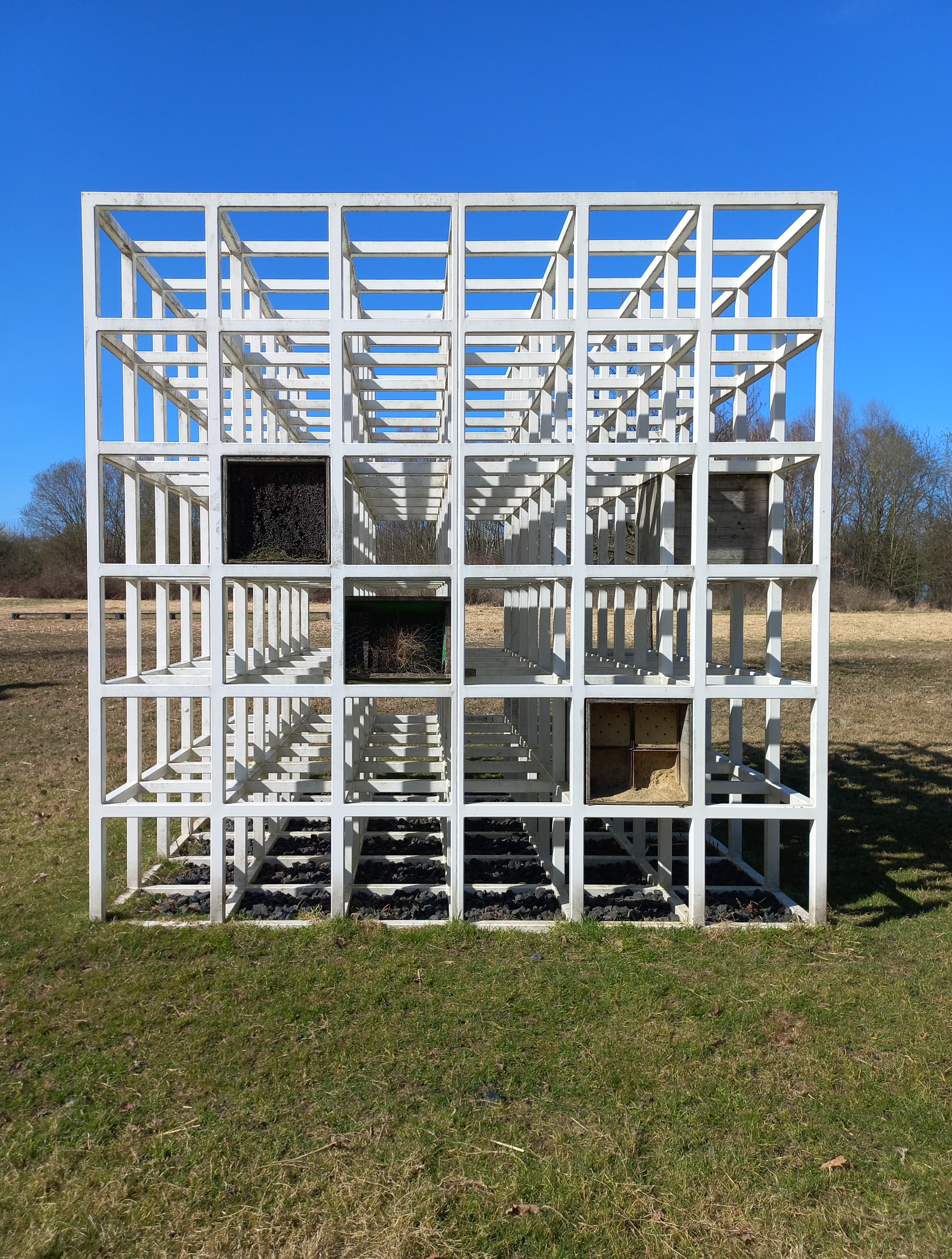
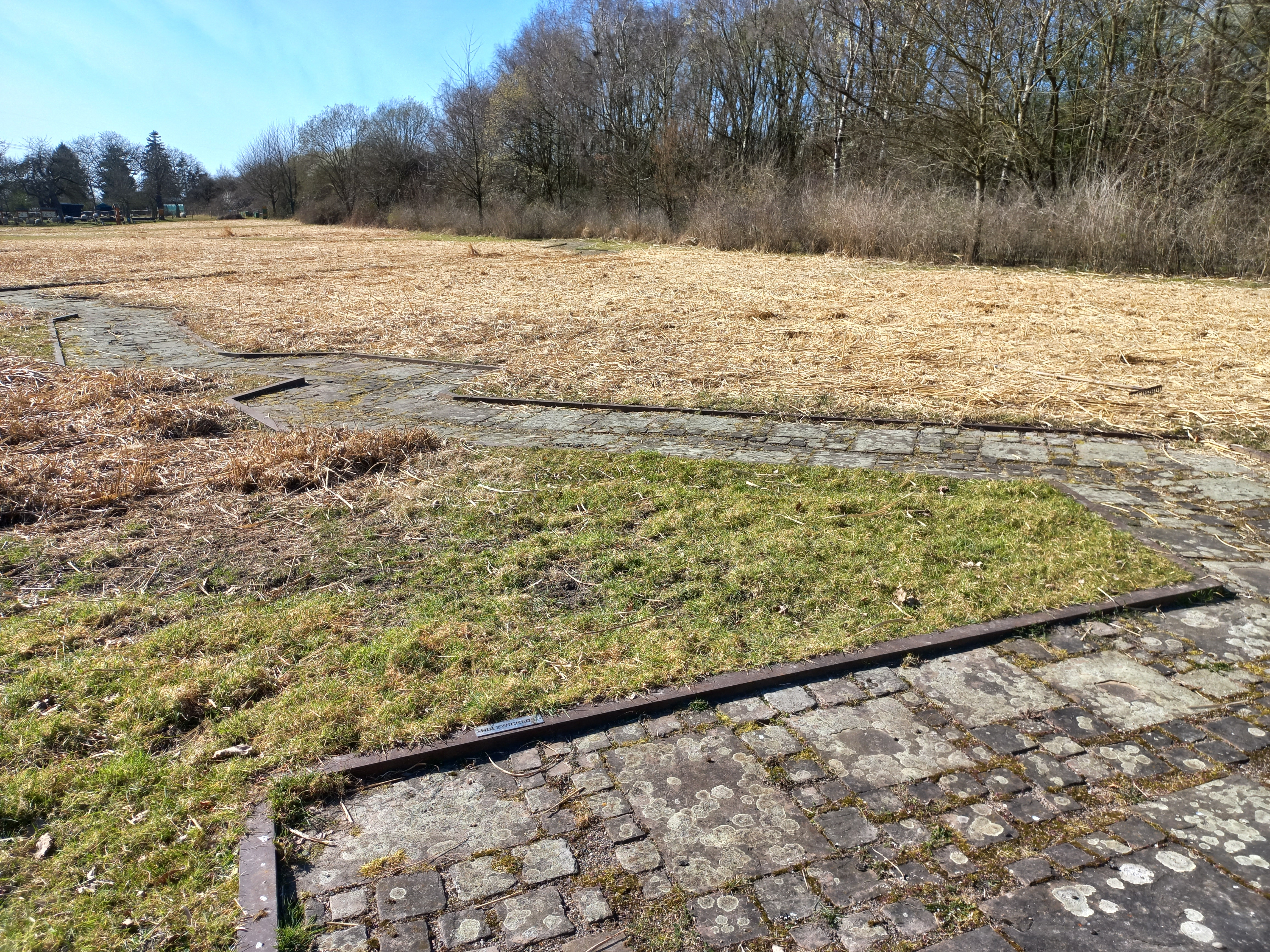

- The Insect Societies (Part I): Das Werk besteht aus zwei kubusförmigen Objekten aus feuerverzinktem und in Weiß pulverbeschichtetem Stahlrohr mit je fast dreieinhalb Meter Kantenlänge. Sie sind in etwa 26 Metern Abstand voneinander auf einem 2000 Quadratmeter großen Feld aufgestellt, auf dem als Bienennahrung heimische Wildblumenarten ausgesät wurden. In jeweils acht Hohlräume der Plastiken wurden hölzerne Honigbienenbeuten und Wildbienenkuben eingesetzt.[6][7] Künstler: Henrik Håkansson, 2016. Am Rand des Feldes führt ein gepflasterter, mit Metall eingefasster Weg entlang, der den Verlauf der Emscher von der Quelle bis zur Mündung abbildet. Lage: Emscherquellhof, Quellenstraße 2, Hixterwald, Holzwickede  (Weitere Ansichten)

### Dortmund

Pool Lines
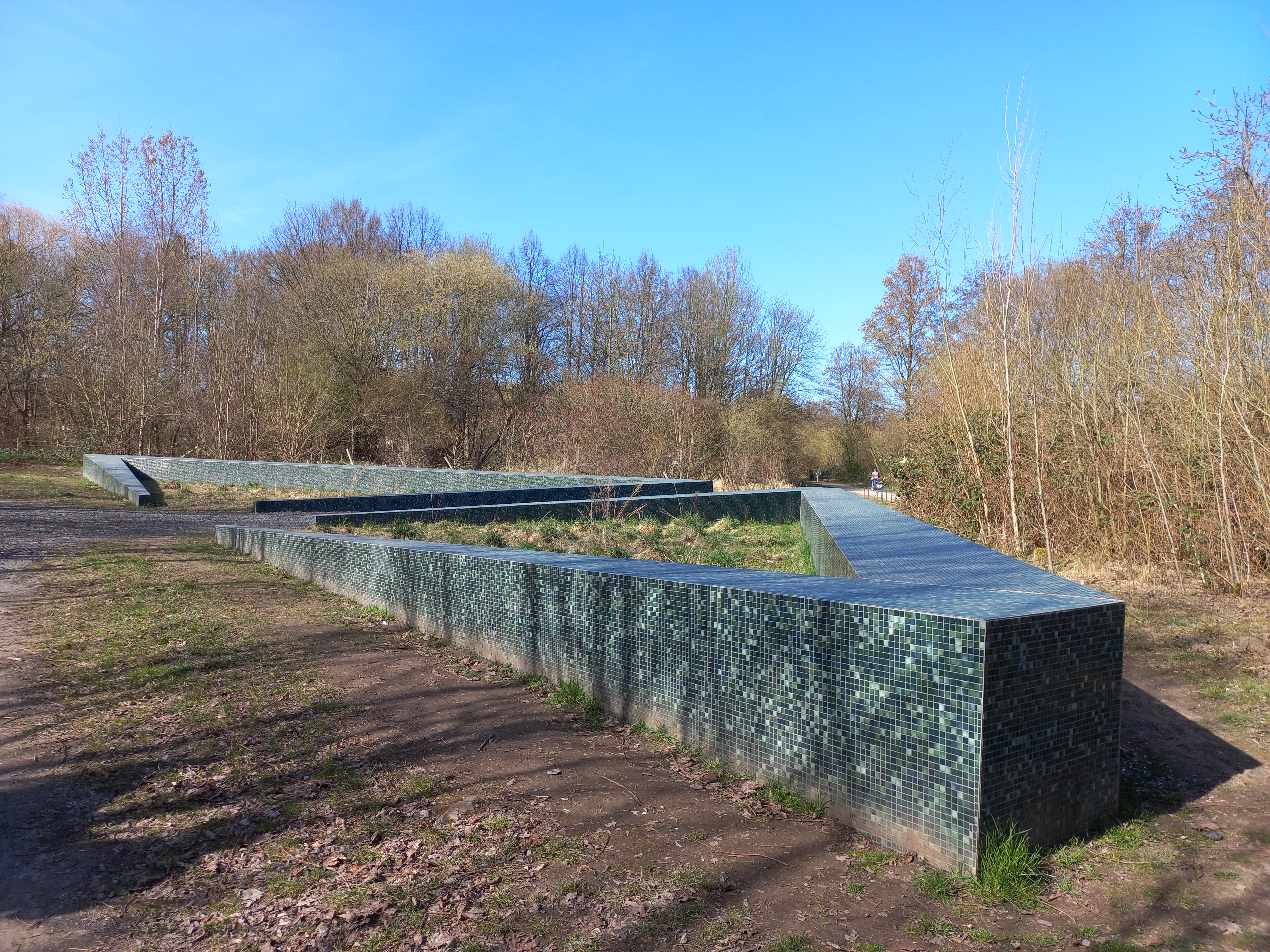
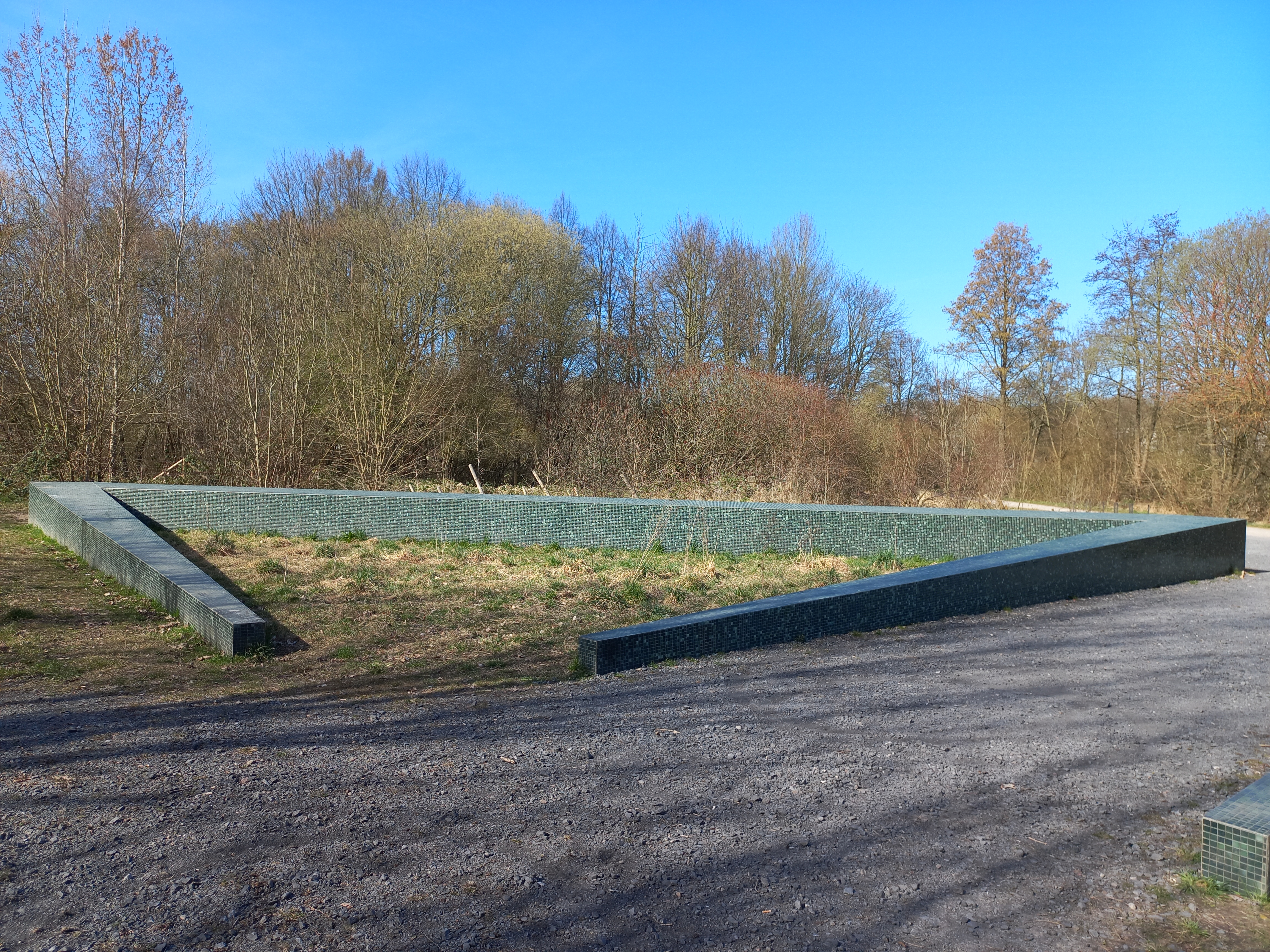
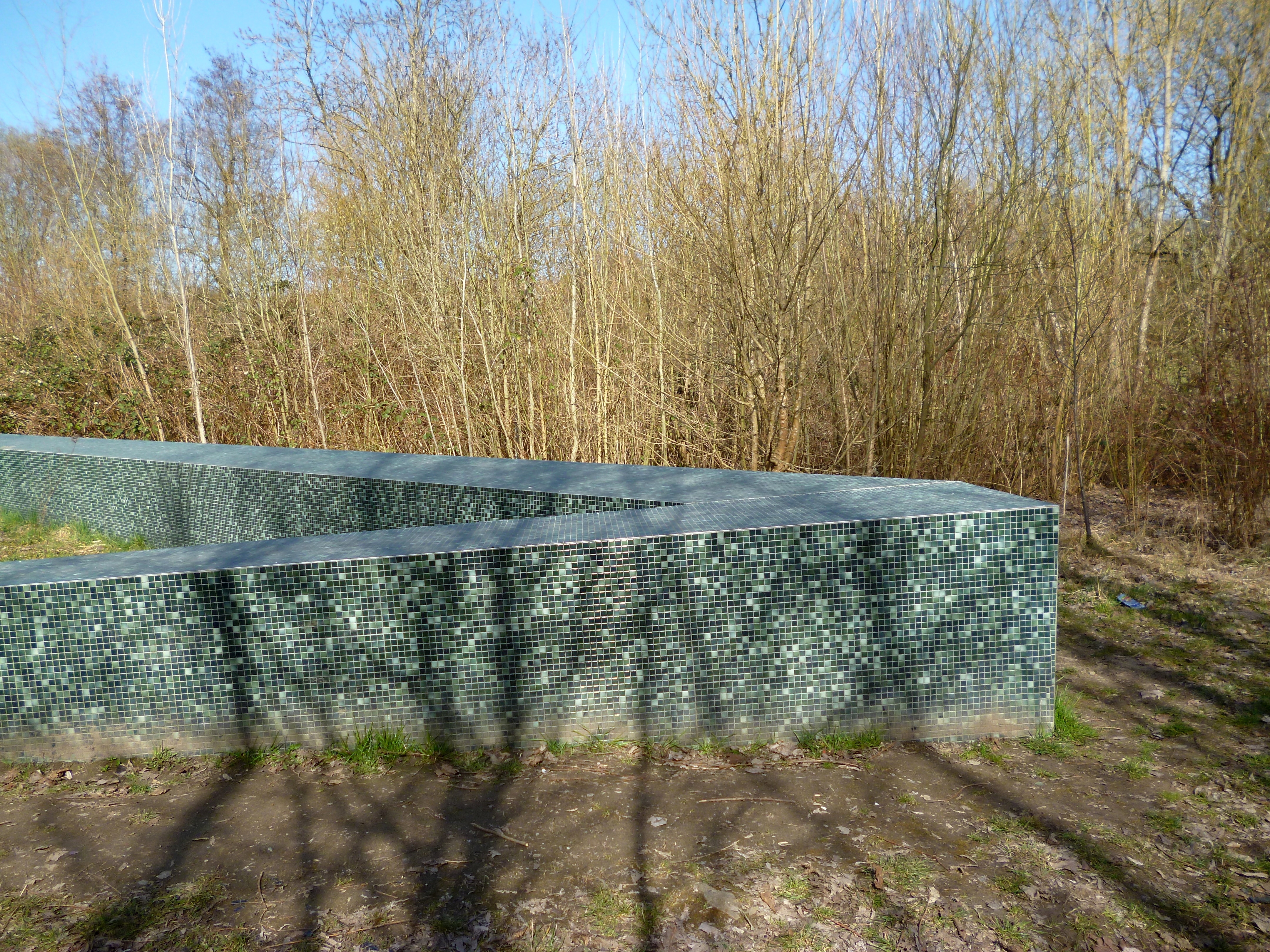
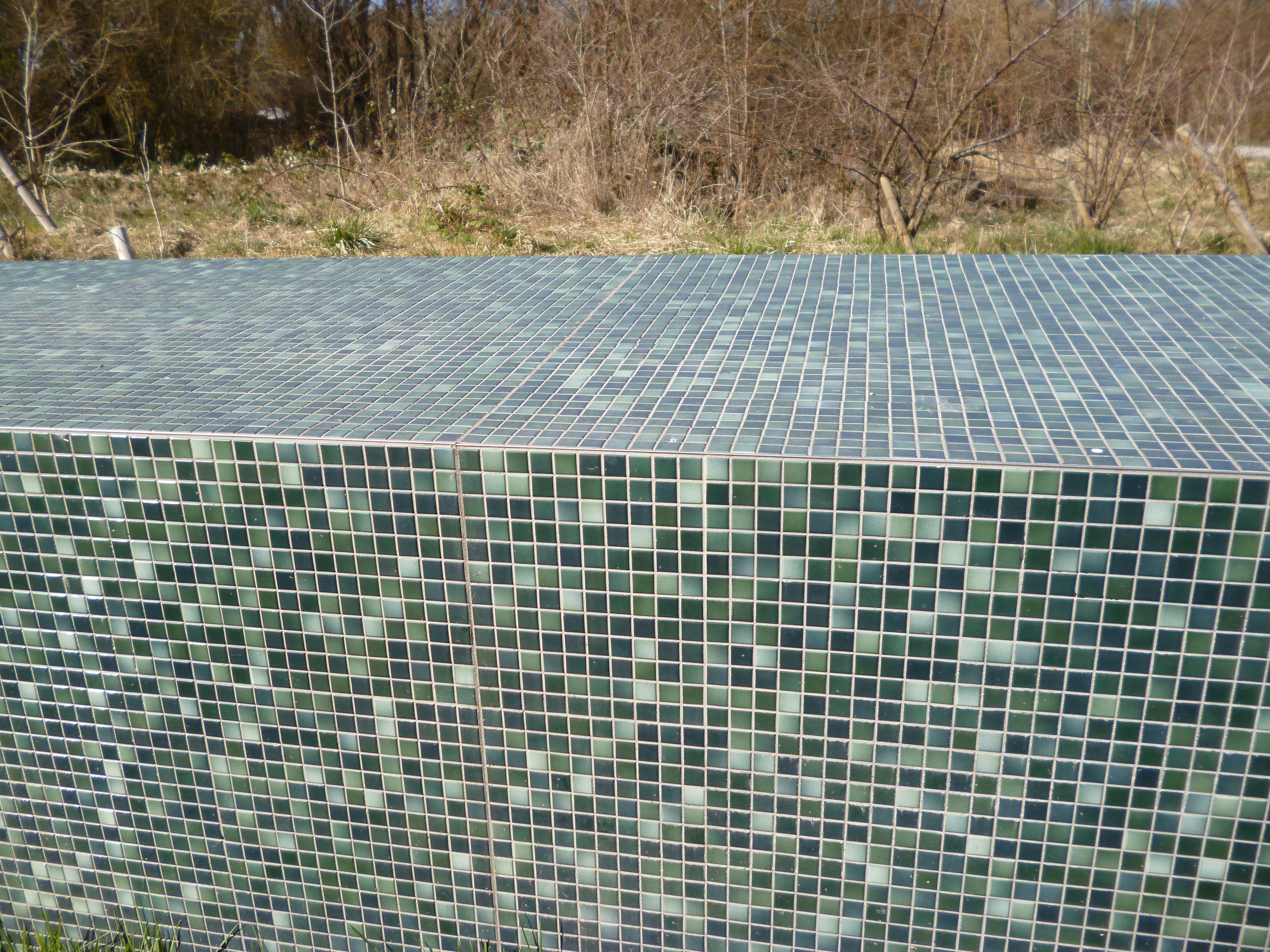

- Pool Lines: Das Kunstwerk besteht aus hüfthohen und ein Meter breiten Betonmauern. Die Mauern bilden auf einer Wiese zwei liegende Dreiecke mit den Maßen 19 × 34 Meter und sind vollständig mit kleinen in verschiedenen Grüntönen schimmernden Mosaikfliesen aus Keramik verkleidet, die an die Fliesenpflasterung in Hallenbädern erinnern. Das Innere weist denselben Gras- und Wildbewuchs wie die umgebende Landschaft auf.[8] Zur Mitte hin sind die Mauern geöffnet und abgeflacht und zwischen ihnen verläuft ein Weg.[9] Künstlerin: Sofía Táboas, 2023. Lage: Ringofenstraße 45A, Schüren  (Weitere Ansichten)

Public Hybrid
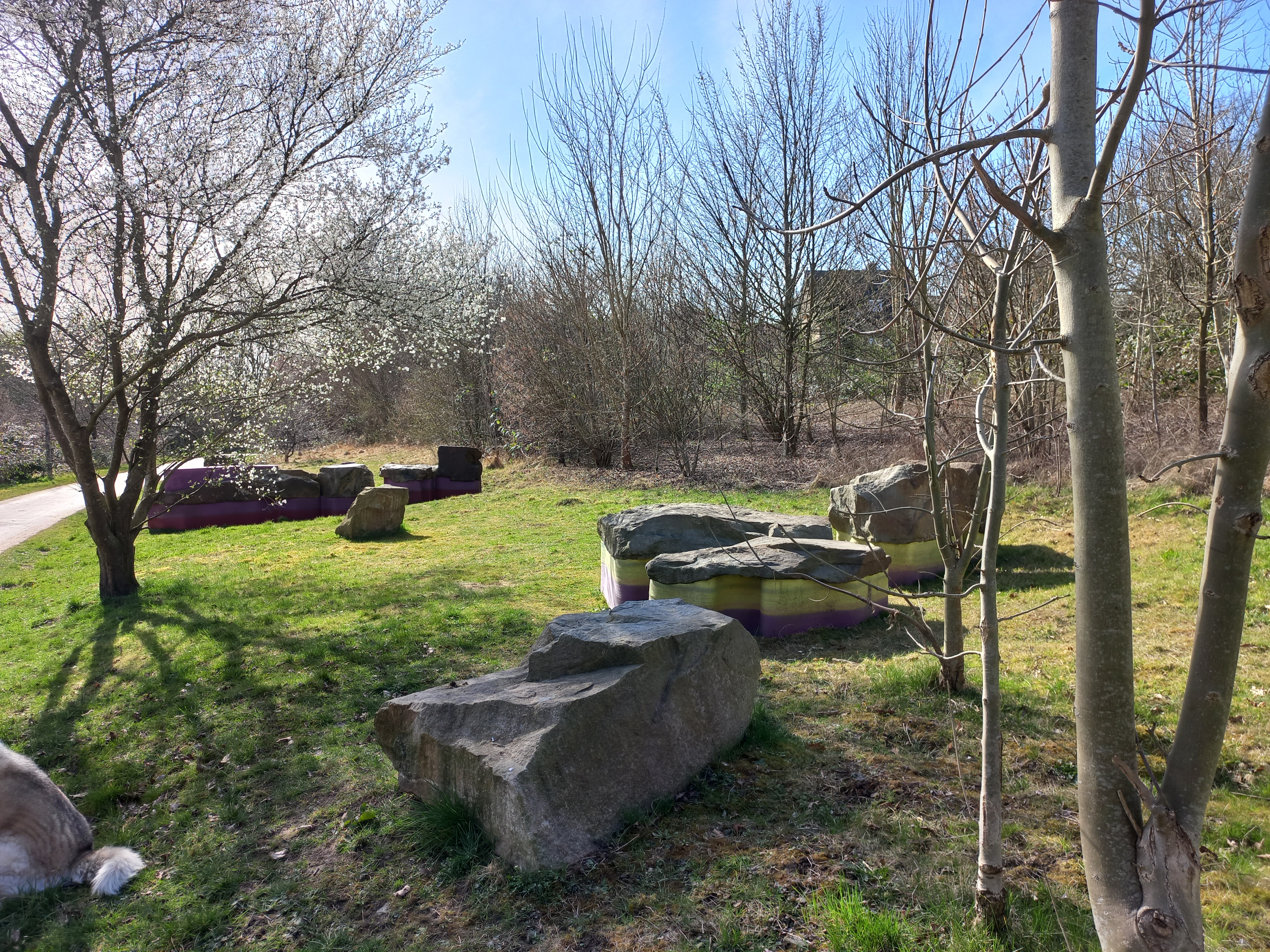
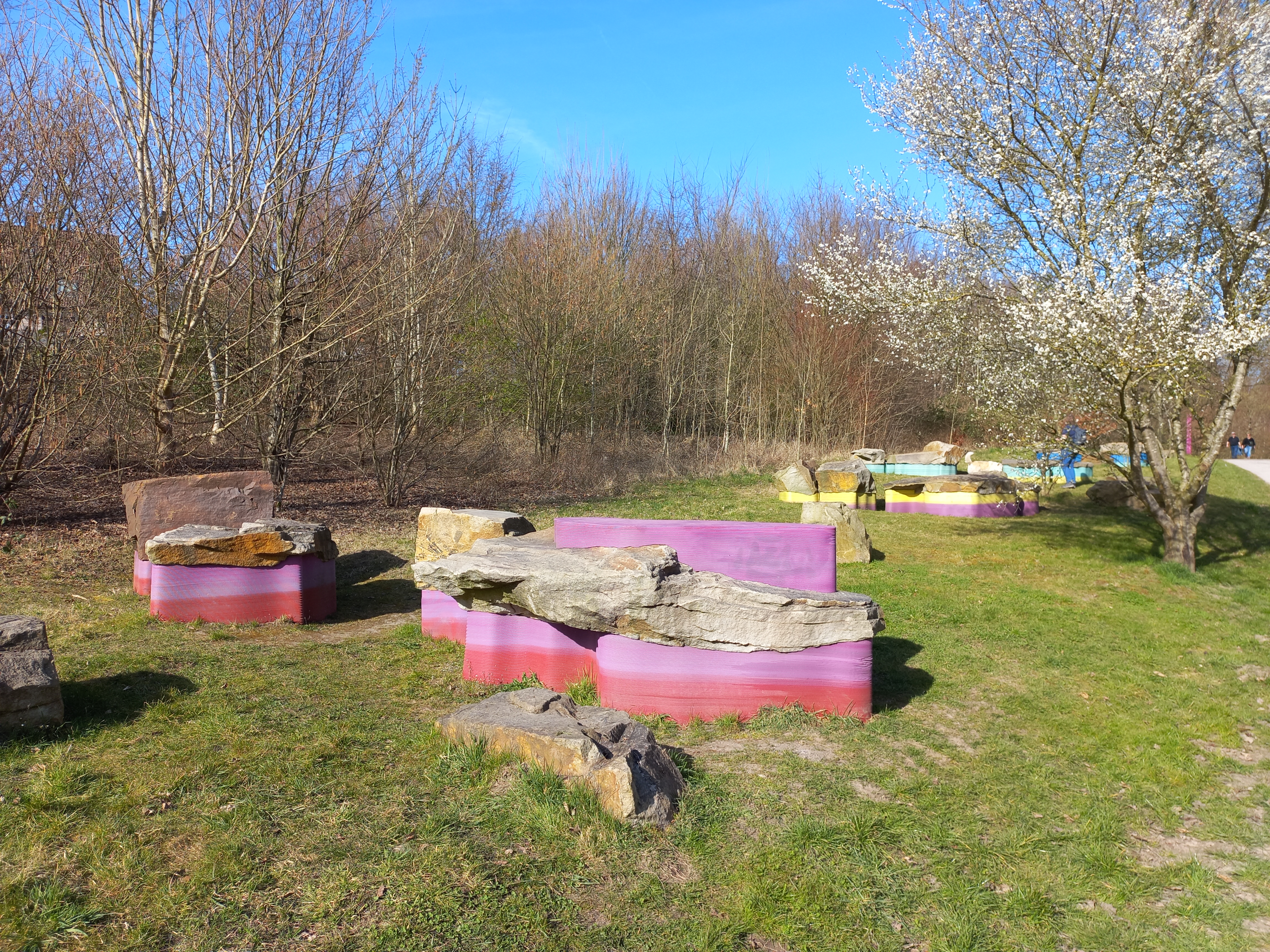
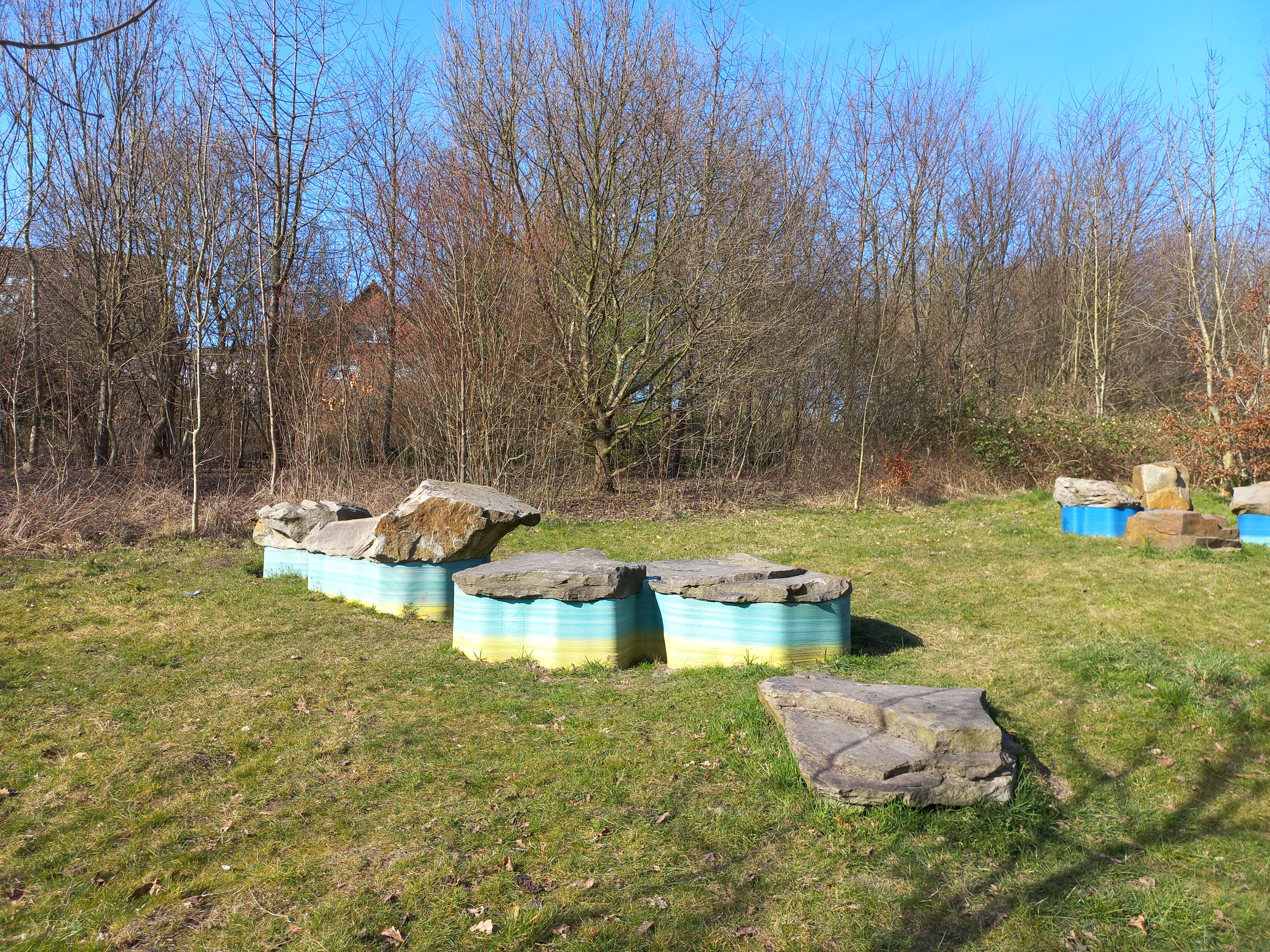
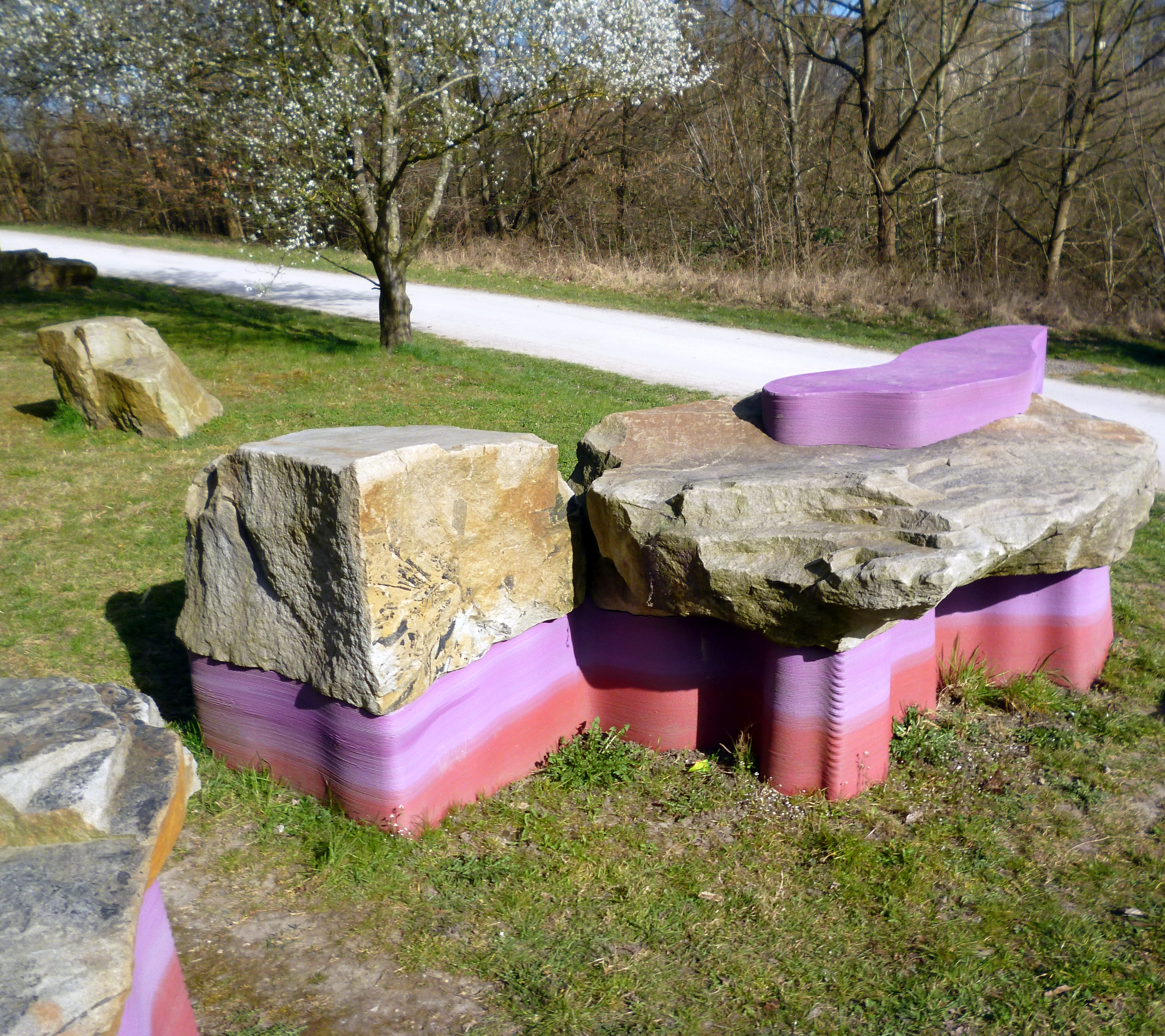

- Public Hybrid: Das Werk besteht aus mehreren Skulpturen entlang des Emscher-Wegs, die durch ihre amorphen Formen auf den ersten Blick einem Naturdenkmal ähneln. Die einzelnen Objekte sind aus gebrochenem Ruhrsandstein aus dem nahegelegenen Sprockhövel und 3D-Druckelementen aus recyceltem, in Farbverläufen von Rot-Lila bis Gelb-Türkis-Blau farbigem Kunststoff zusammengesetzt.[10][11] Dazu wurden insgesamt 27 Steine gebrochen und anschließend gescannt, um die passenden Kunststoffgegenstücke zu fertigen, auf denen die Steine ruhen.[12] Künstler: David Jablonowski, 2021. Lage: Emscher-Weg, Nähe Adelenstraße, Schüren  (Weitere Ansichten)

Spirits of the Emscher Valley. „Vogelfrau“ und „Totem mit Elster“
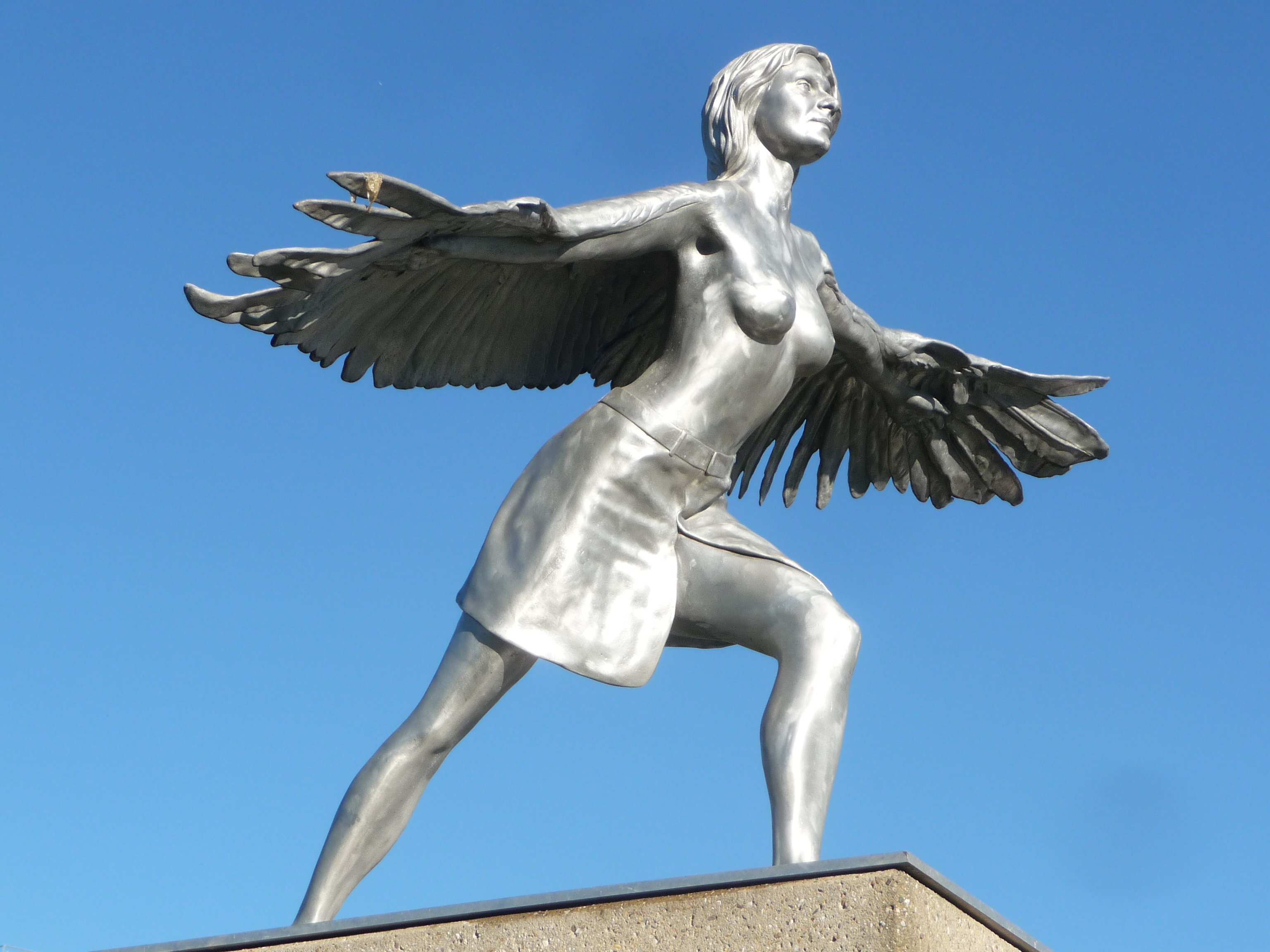
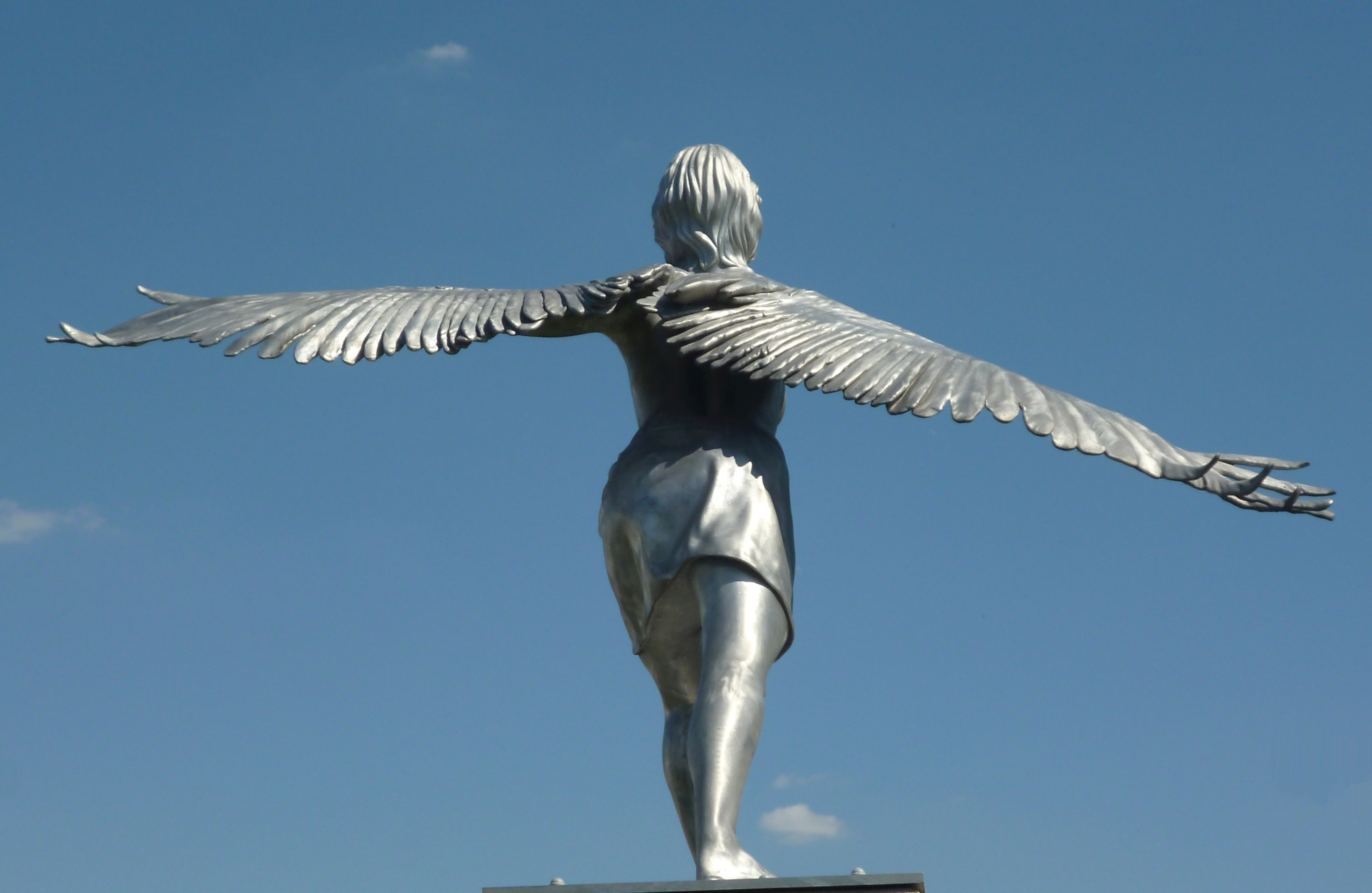
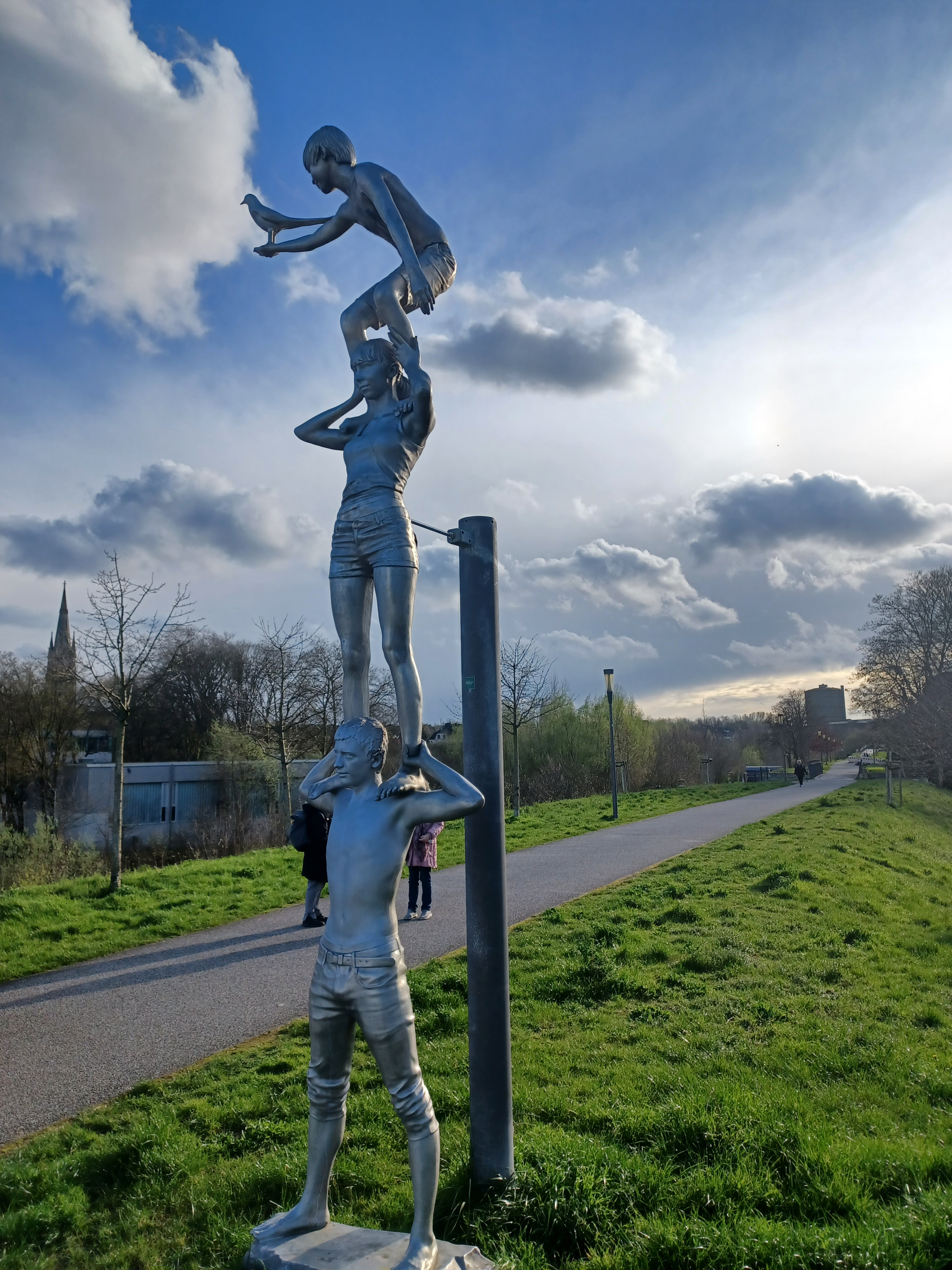
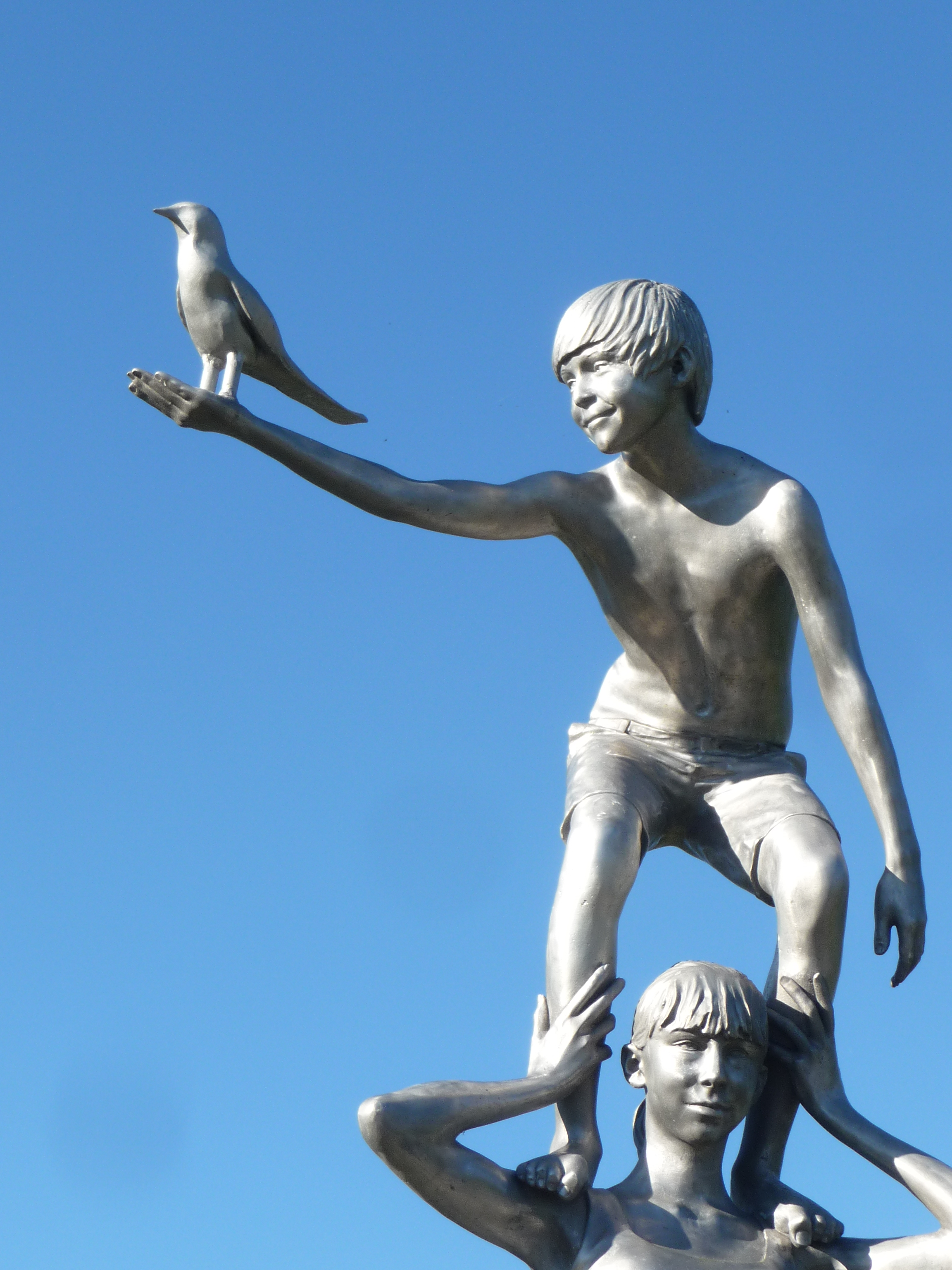

- Spirits of the Emscher Valley. „Totem mit Elster“ und „Vogelfrau“: Die vier Meter hohe „Totem“-Figur aus Aluminium zeigt drei Kinder, die sich gegenseitig auf den Schultern tragen. Ganz oben sitzt auf der Hand des kleinsten Jungen ein Vogel. Die „Vogelfrau“ stellt eine geflügelte Frauenfigur dar, deren weit geöffnete Flügel-Arme an den mythologischen Feuervogel Phönix erinnern.[13] Die Vogelfrau verbindet symbolisch die früher durch ein Viadukt („Hympendahlbrücke“) verbundene Ost- und Westseite des Phoenix-Areals.[14] Diese Skulpturen stehen dauerhaft am neuen Standort in Hörde am Fuß- und Radweg der Eliasbahntrasse nördlich des Phoenix-Gymnasiums und nördlich des ehemaligen Magazingebäudes der Hermannshütte.[15][16] Künstlerkollektiv Studio Orta: Lucy Orta, Jorge Orta, 2016. Lage: Emscher-Weg, Hörde, Vogelfrau, Totem mit Elster (Weitere Ansichten Totem mit Elster), (Weitere Ansichten Vogelfrau)

Zur kleinen Weile
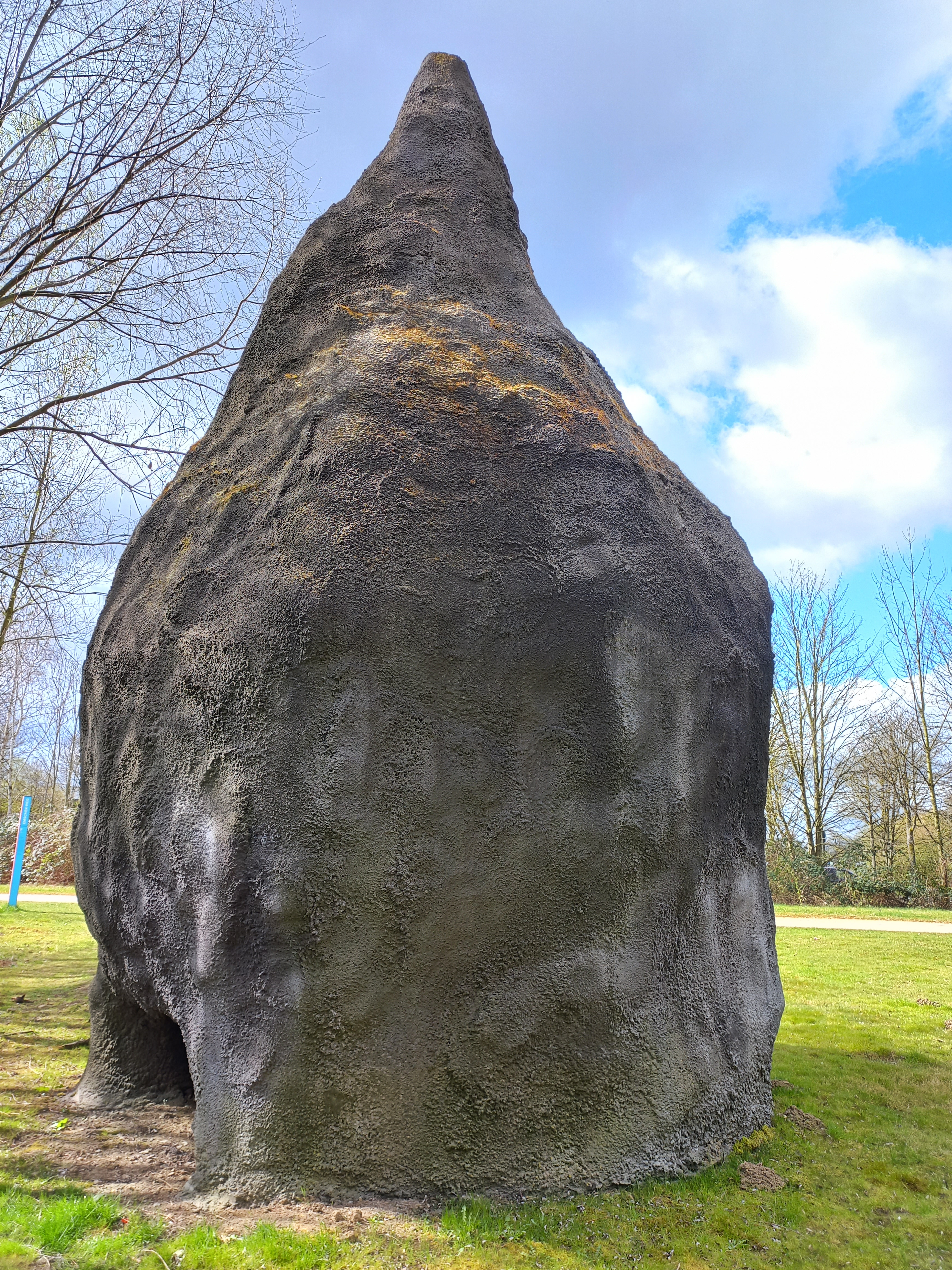
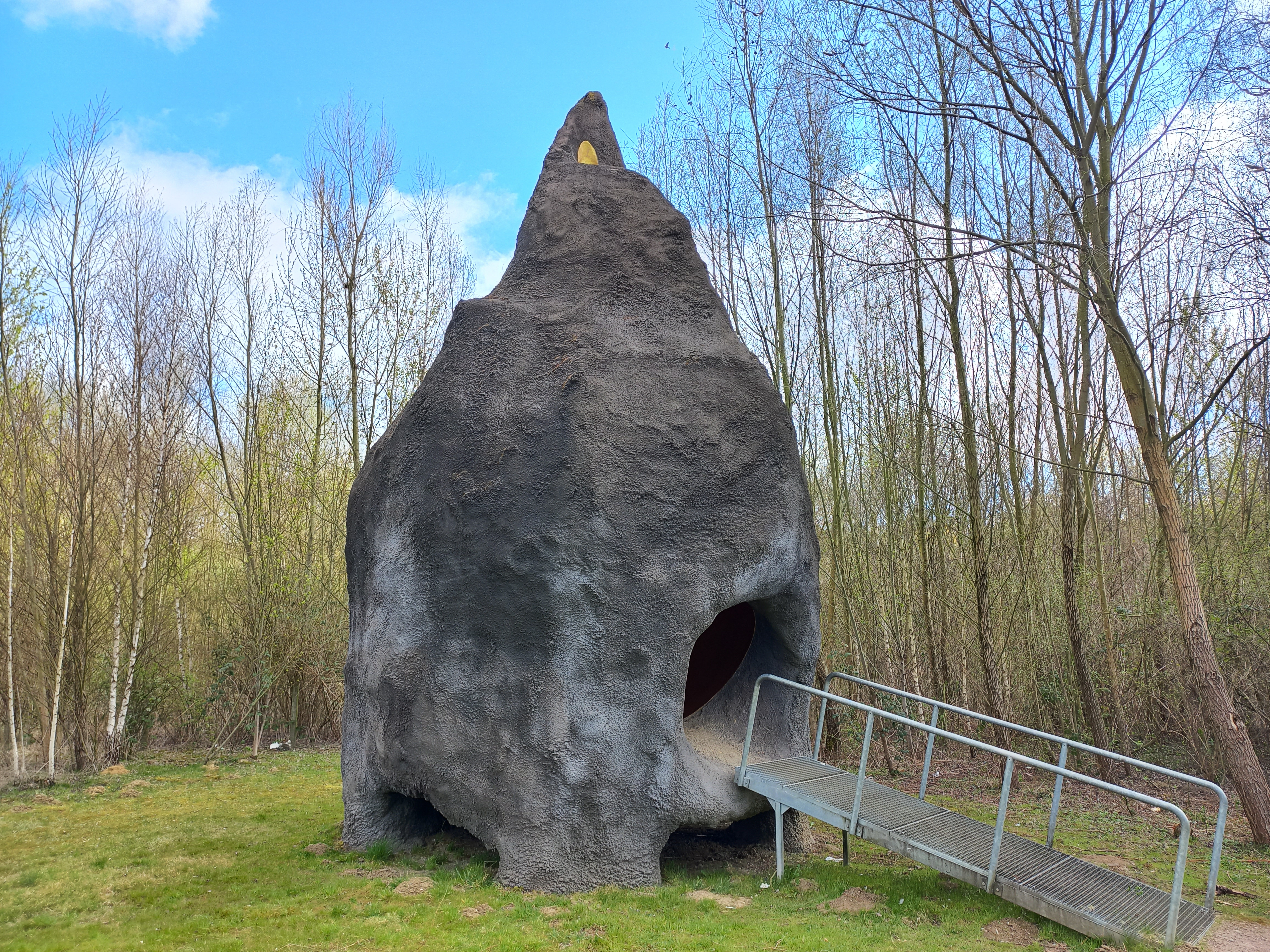
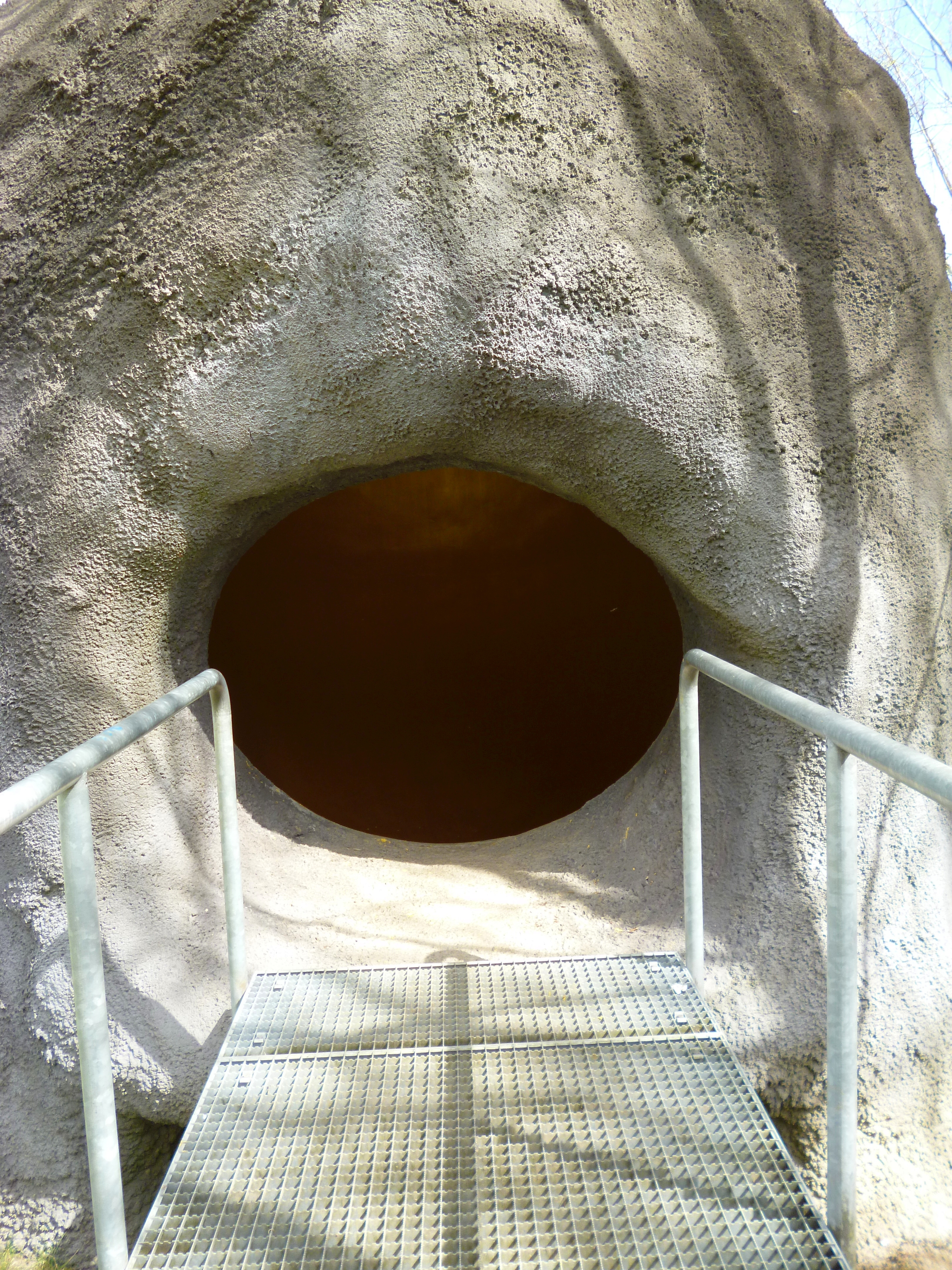
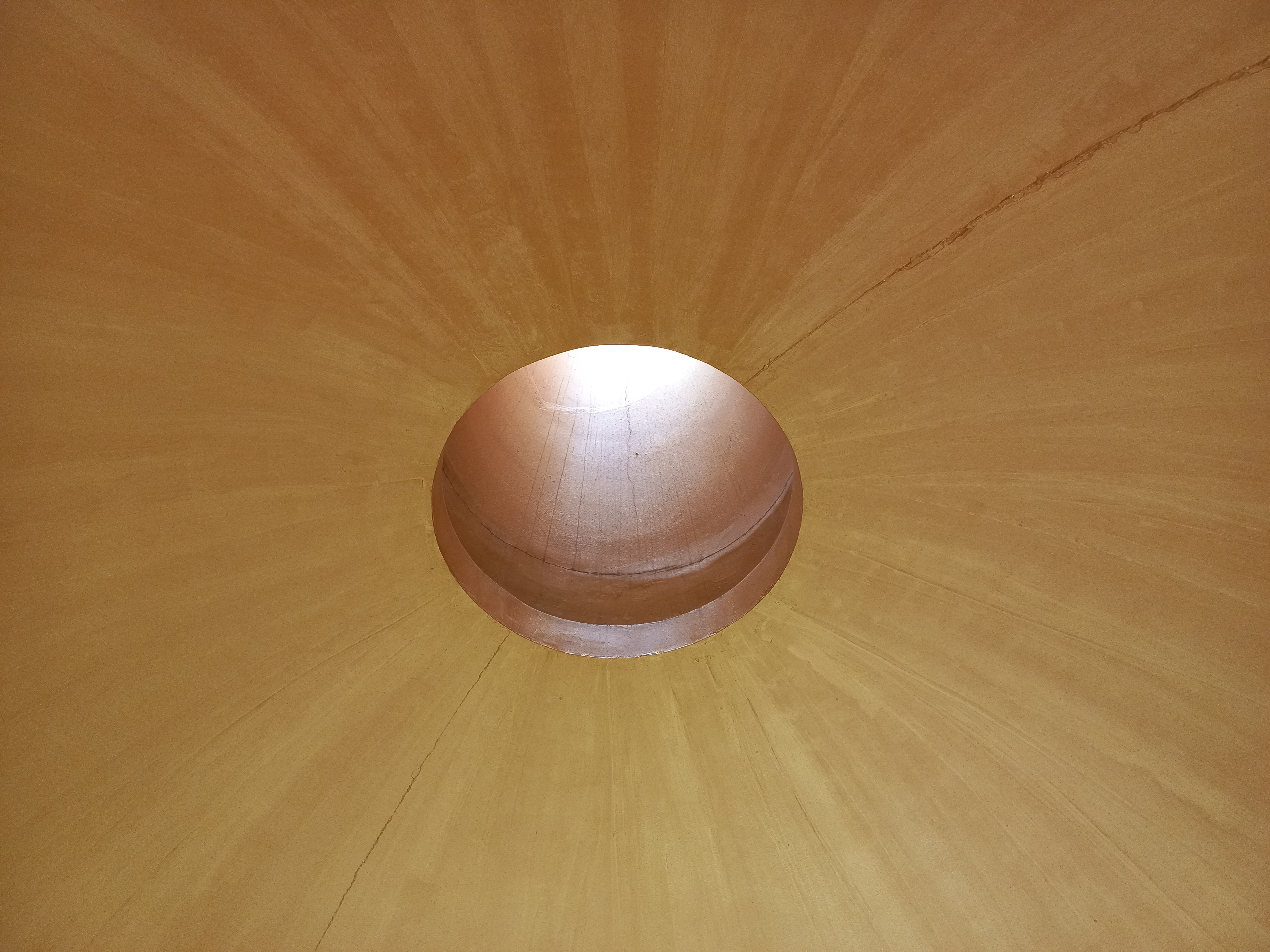

- Zur kleinen Weile: begehbare Skulptur mit den Maßen 920 × 540 × 550 cm aus armierten Stahlbetonfertigteilen mit einem Spritzbetonaufbau, die dadurch eine amorphe spitz zulaufende Form erhält. Das Innere besteht aus einem golden angestrichenen kugelförmigen Raum, der durch kleinere Öffnungen unten und eine große runde Öffnung oben eine besondere Akustik aufweist. Der Raum wird durch einen kleinen Lichtschacht erhellt, bei Dunkelheit durch elektrisches Licht.[2] Der leicht erhöhte Raum ist über eine Rampe betretbar.[17][18] Künstlerkollektiv raumlabor: Andrea Hofmann, Axel Timm, Benjamin Foerster-Baldenius, Christof Mayer, Florian Stirnemann, Francesco Apuzzo, Frauke Gerstenberg, Jan Liesegang, Markus Bader, 2016. Lage: Emscher-Weg, Huckarder Straße 260, Dorstfeld  (Weitere Ansichten und Tonaufnahme)

Kunstpause
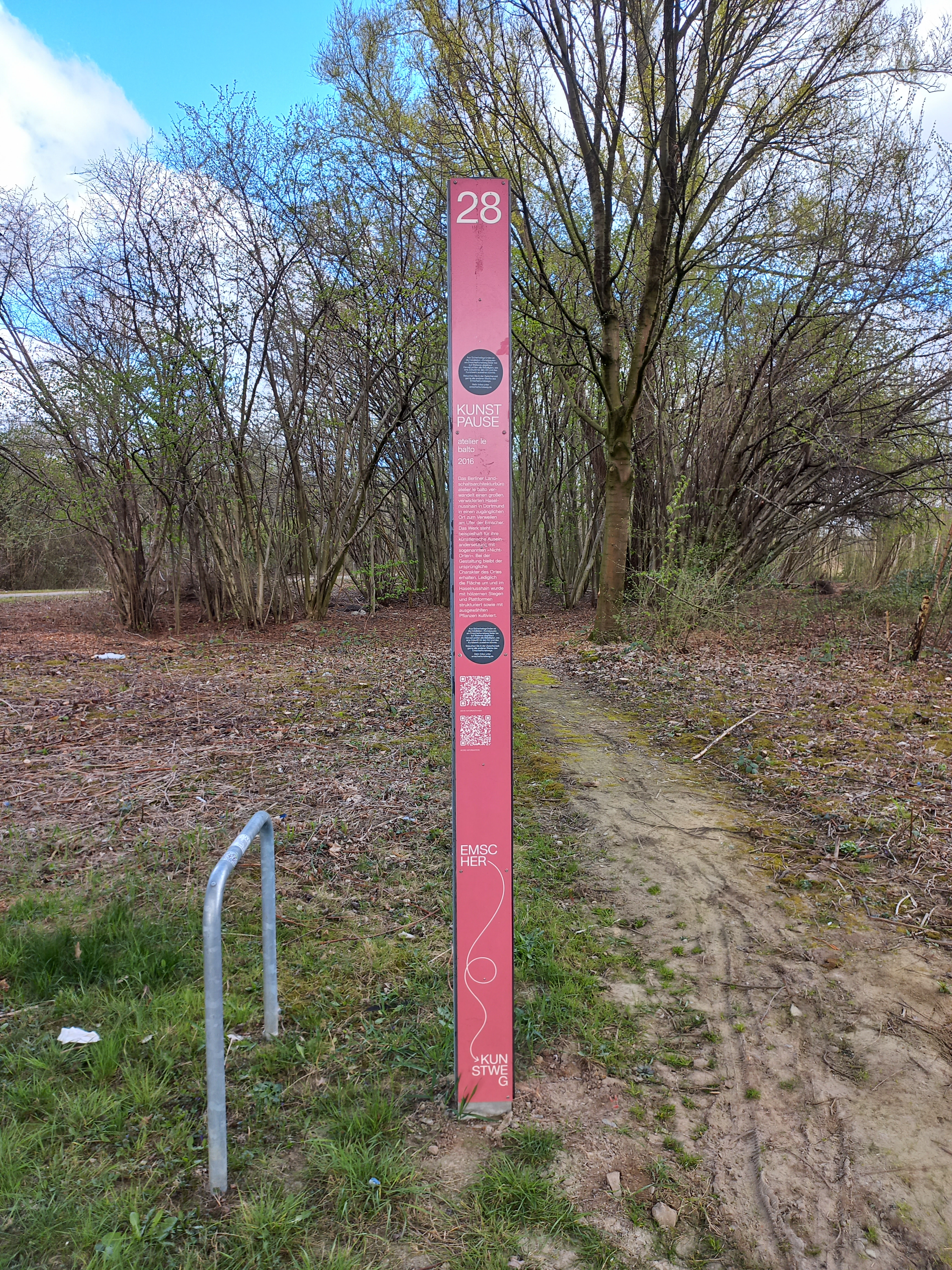
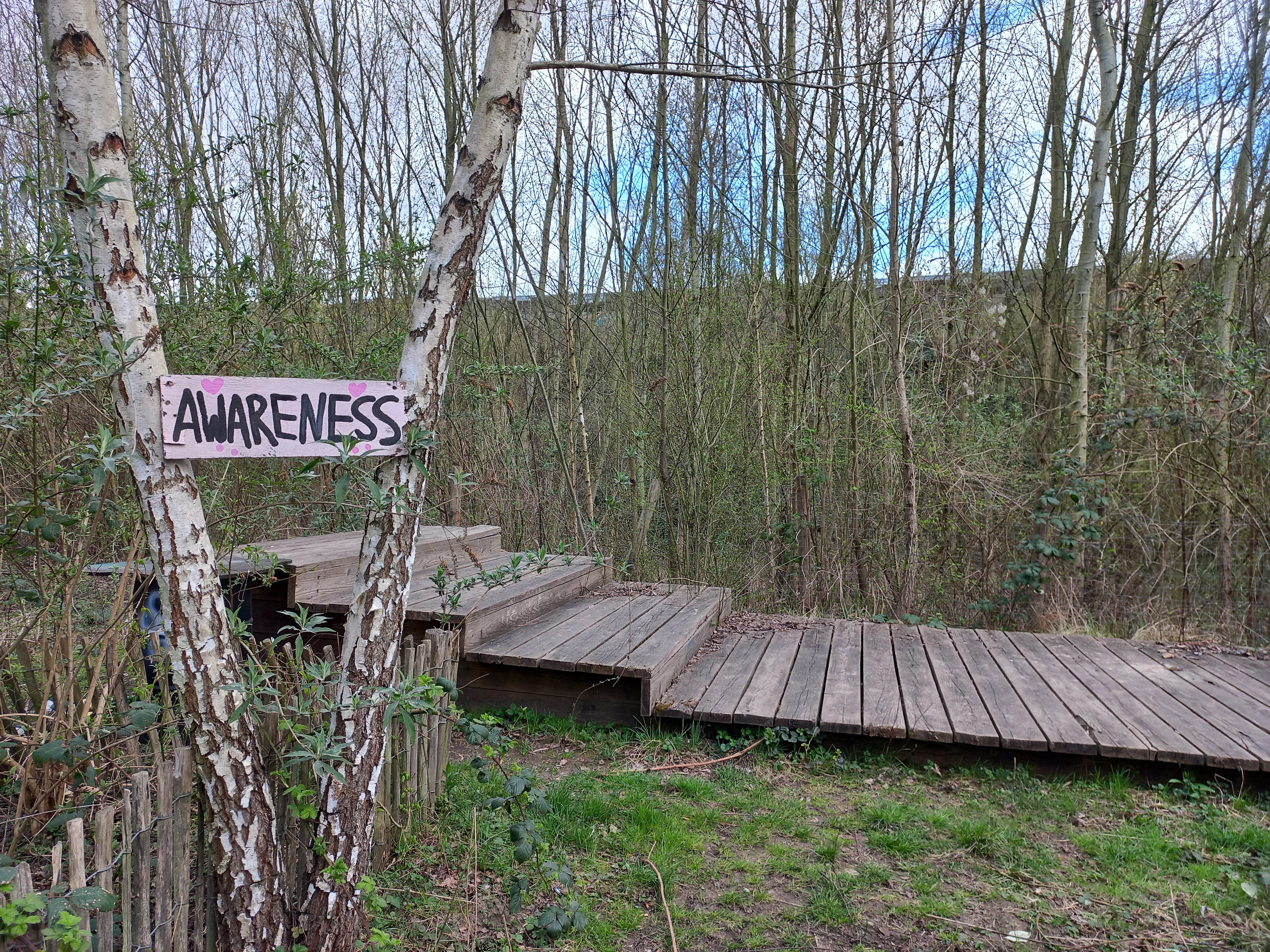
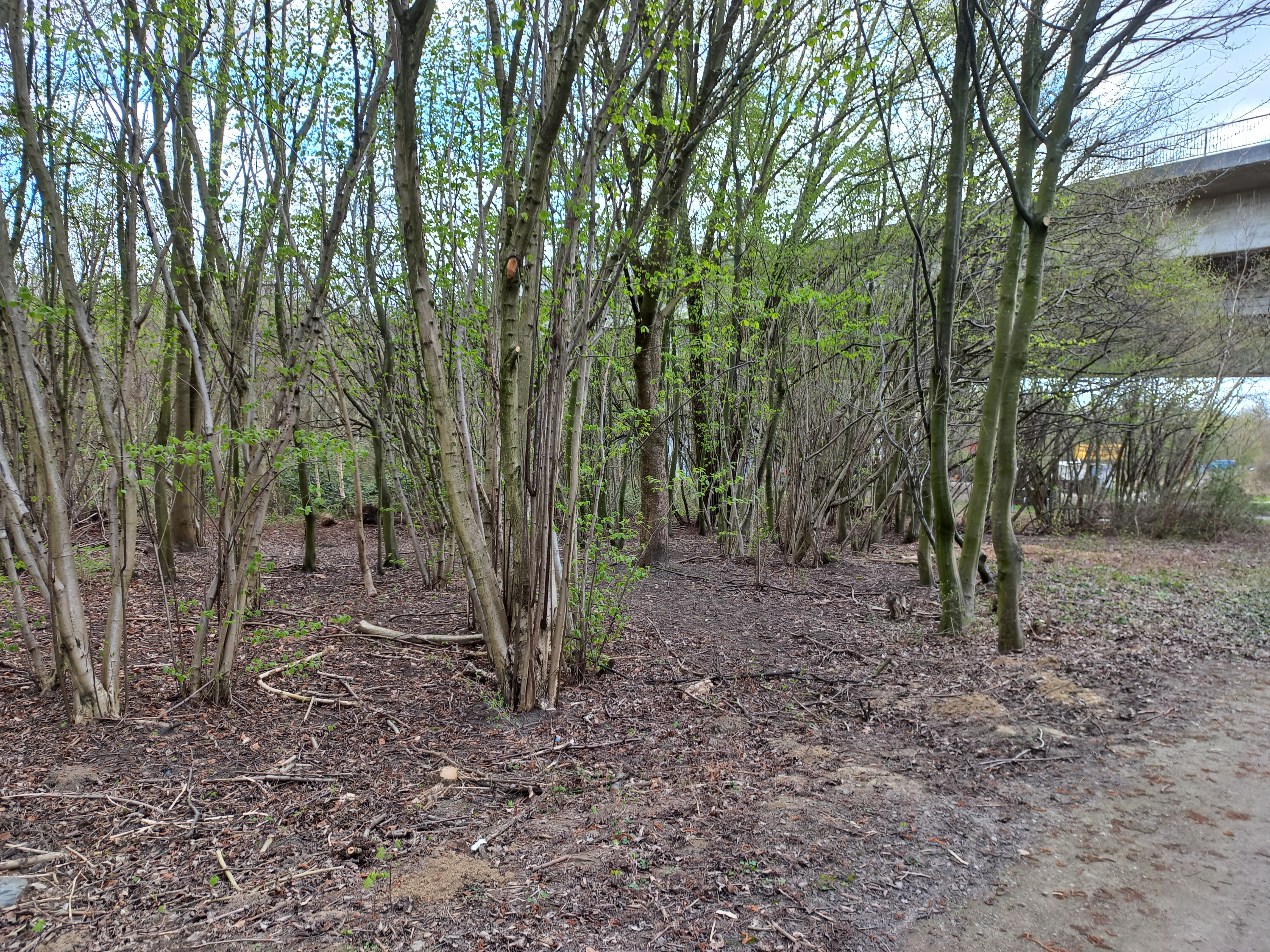

- Kunstpause: Die Installation wurde in einem großen, verwilderten Haselnusshain aufgebaut. Bei der landschaftsgärtnerischen Gestaltung wurde der ursprüngliche Charakter des Ortes erhalten, wobei gezielt Bewuchs entfernt wurde und an anderen Stellen Neupflanzungen angelegt wurden. Die Fläche im Waldstück wurde außerdem mit hölzernen Stegen, Plattformen und Terrassen aus Lärchenholz und Staketenzäunen strukturiert. Im August 2024 wurde die Installation wegen eines Pilzbefalls des Holzes abgebaut. Der Haselnusshain ist weiterhin begehbar.[19][20] Künstlerkollektiv atelier le balto: Véronique Faucheur, Marc Pouzol, Nil Lachkareff, Marc Vatinel, Lilith Unverzagt, 2016. Lage: Emscher-Weg, Huckarder Straße 197, Huckarde  (Weitere Ansichten)

Vögel
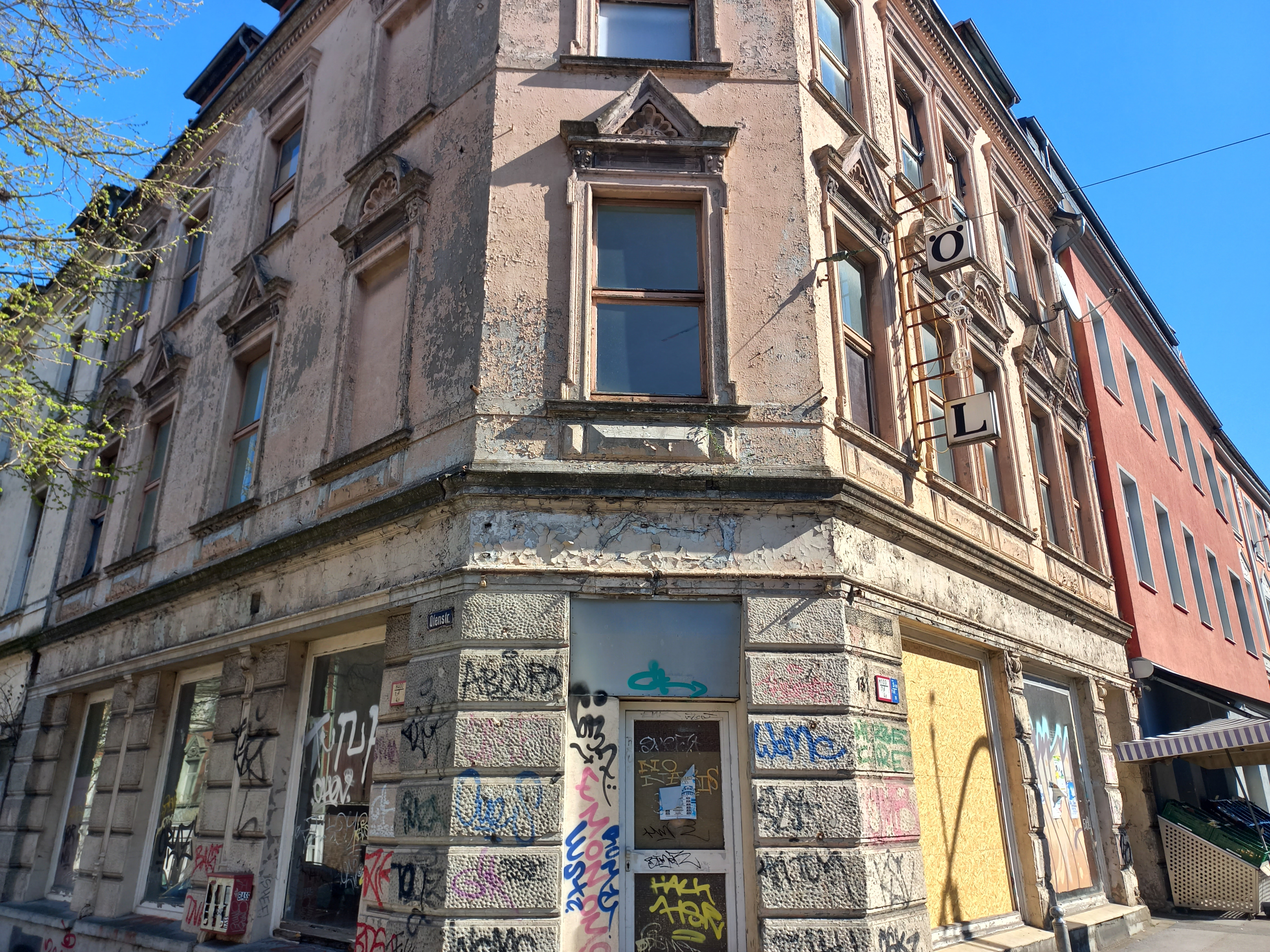
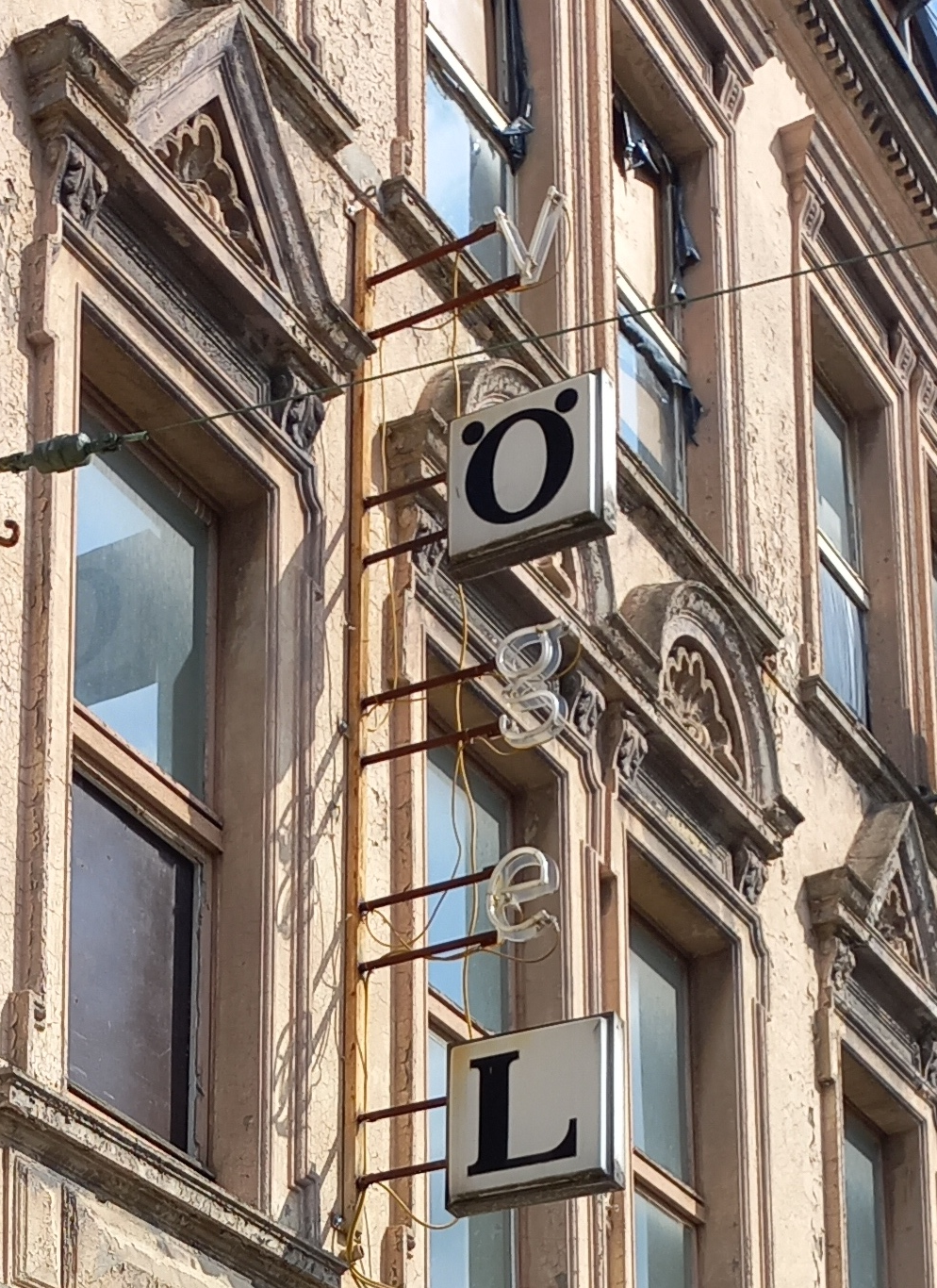

- Vögel: Ausgangspunkt für die Installation war ein bereits seit mehreren Jahren leerstehendes und mit Graffiti besprühtes Haus. Oberhalb des nicht mehr genutzten Ladenlokals befand sich eine nur noch teilweise erhaltene senkrecht angeordnete alte Leuchtreklame, die wahrscheinlich den Schriftzug „Möbel“ bildete. Vom Schriftzug waren nur die Buchstaben „Ö“ und „L“ mit dazwischenliegenden Leerstellen erhalten, die mit den handgefertigten und bewusst von der originalen Typografie abweichenden neuen Neon-Buchstaben „v“, „g“ und „e“ ergänzt wurden, so dass die einstige Werbebotschaft zum Wort „Vögel“ wurde. Die zur Emscherkunst 2016 in Betrieb genommene Lichtinstallation ist außer Betrieb.[21][22] Künstler: Samuel Treindl, 2016. Lage: Rheinische Straße 131, Dorstfelder Brücke, Innenstadt-West  (Weitere Ansichten)

### Castrop-Rauxel

dasparkhotel_inside-outsite
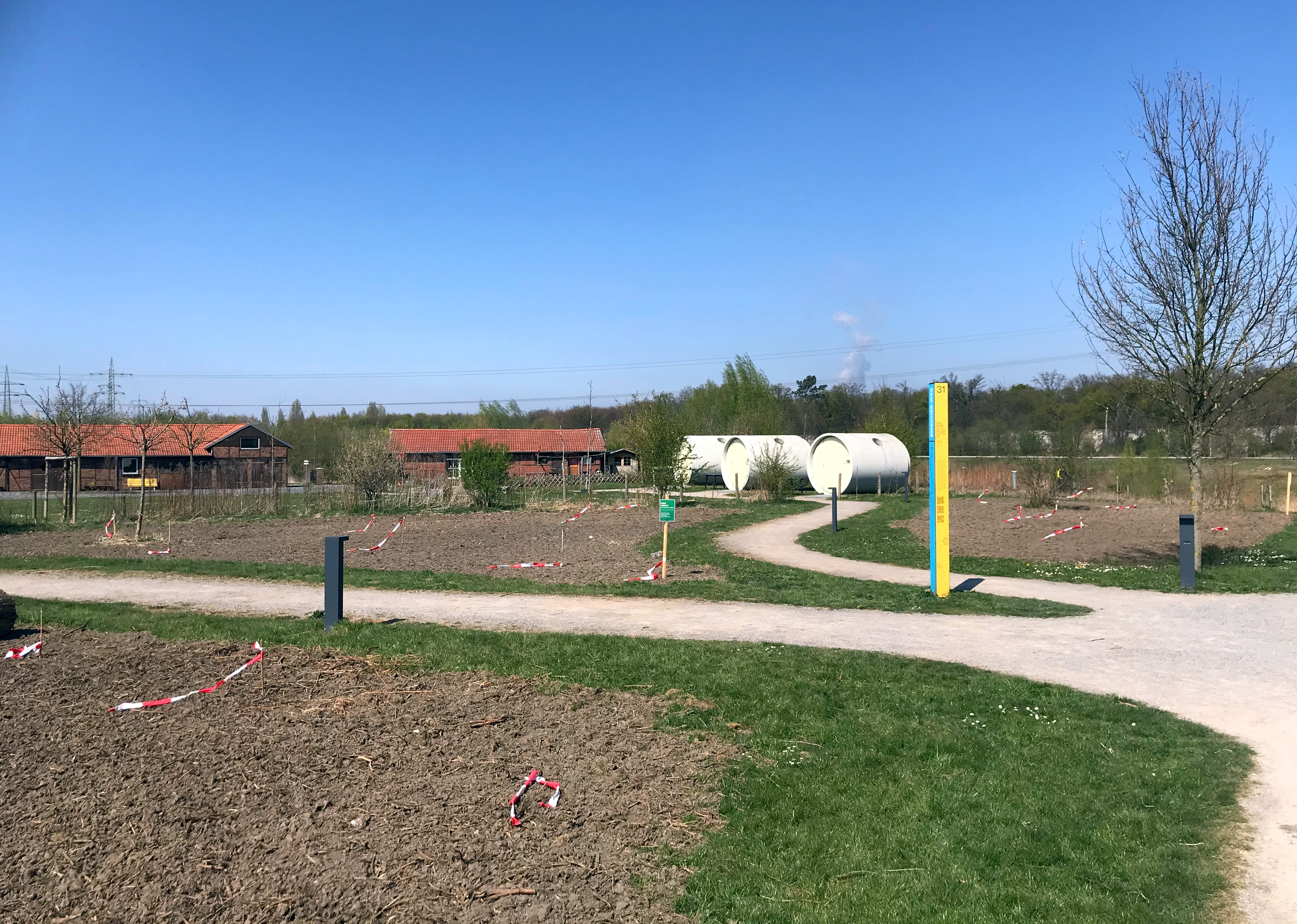
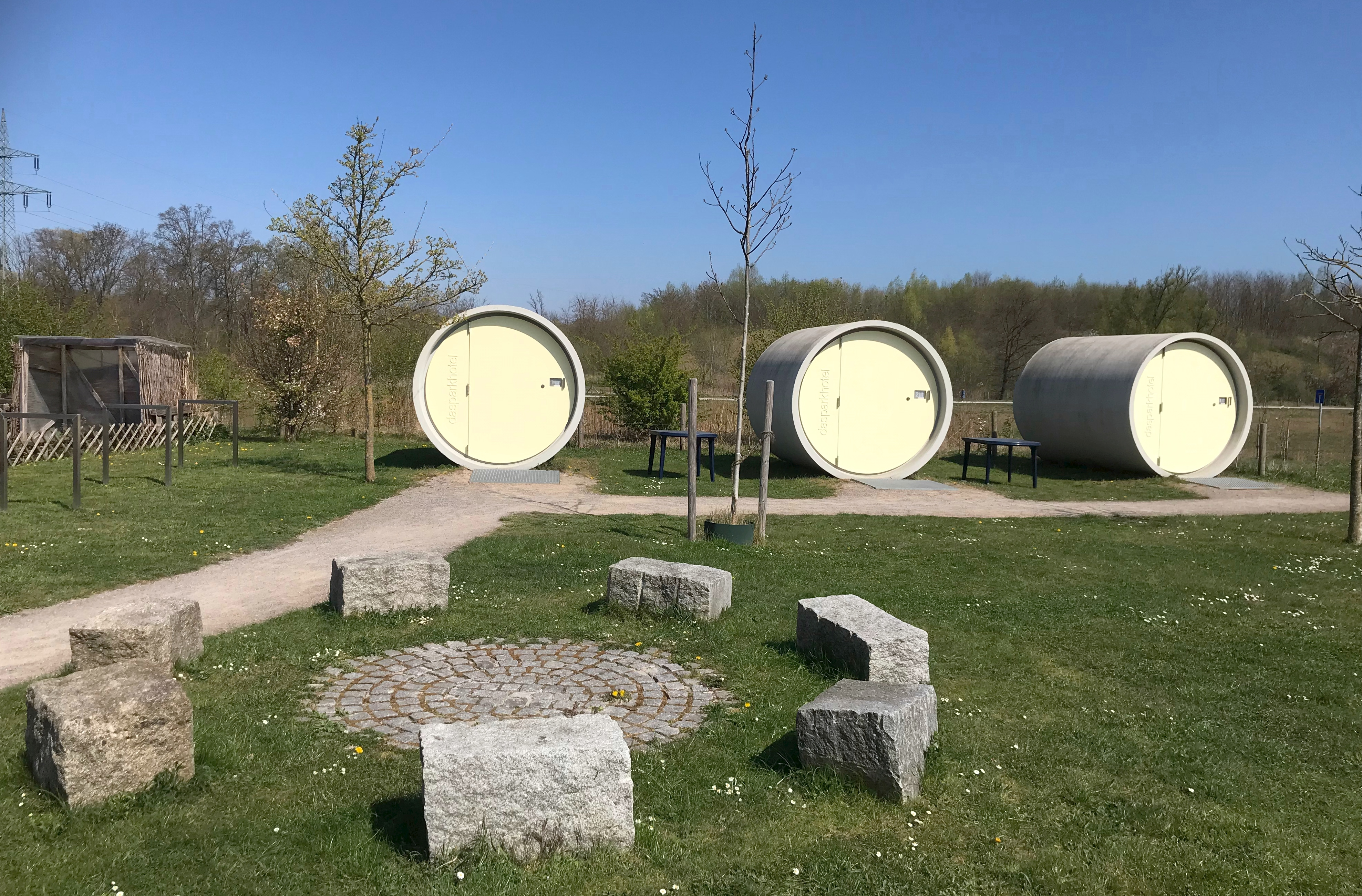
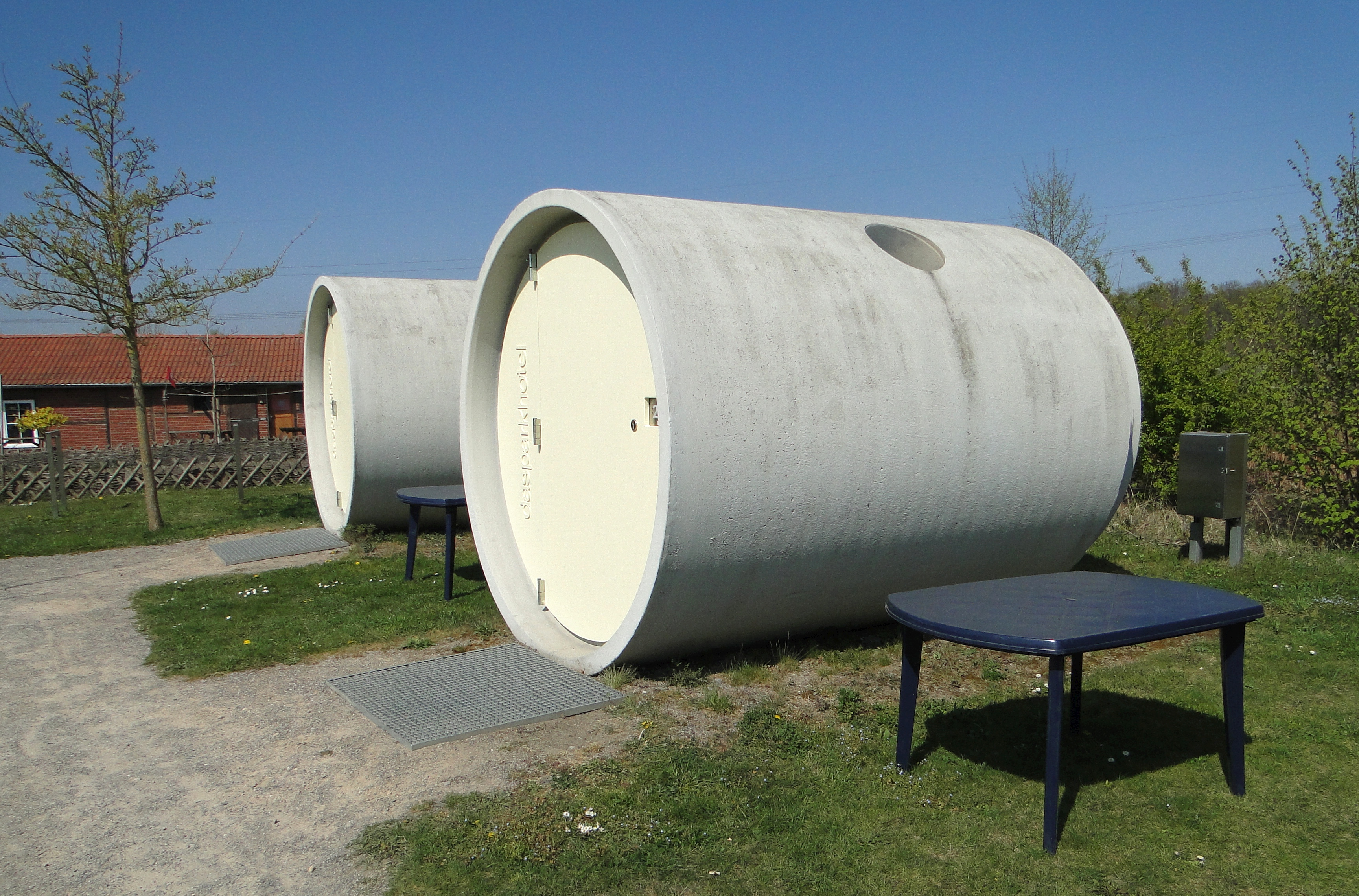
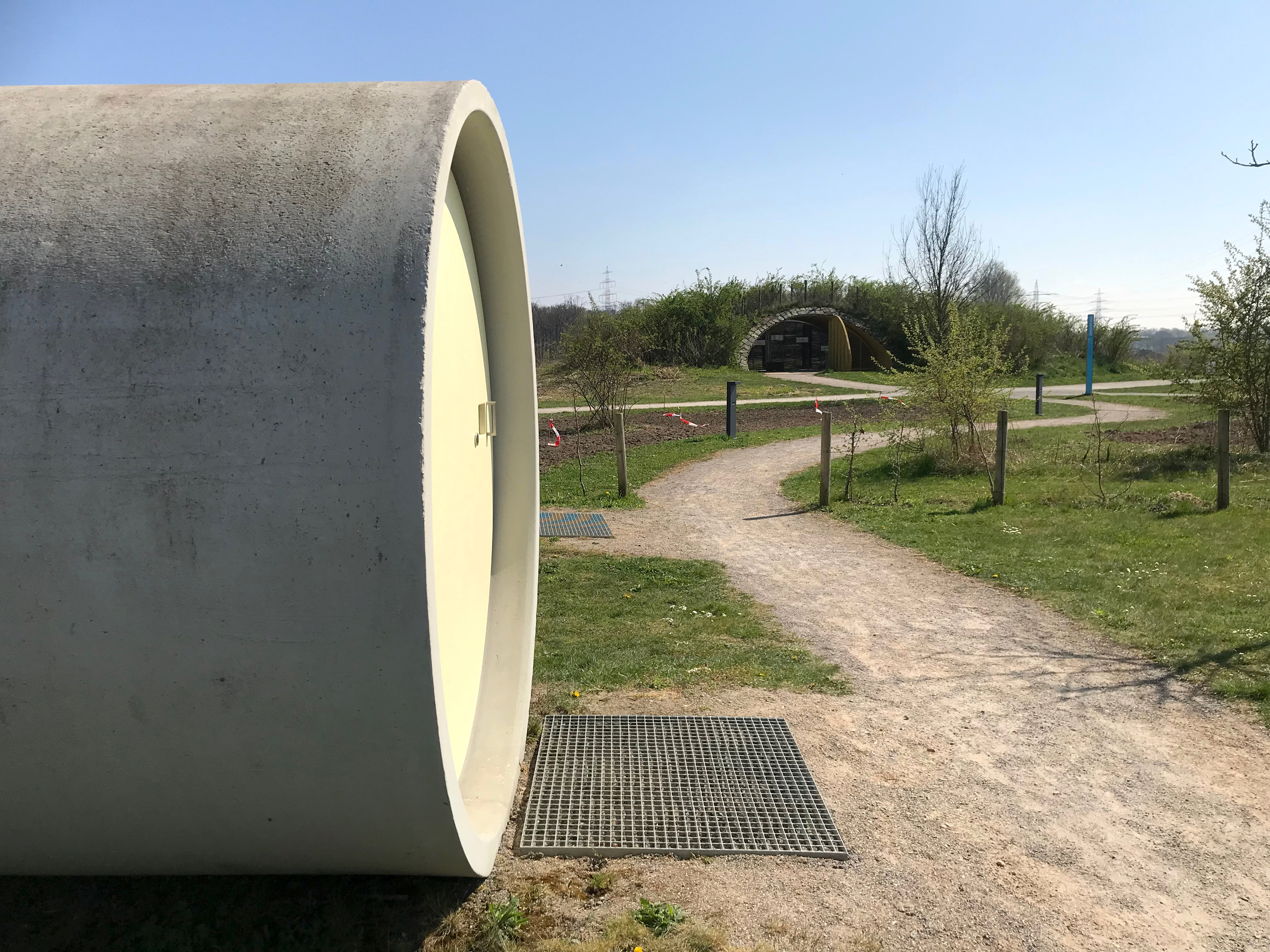

- dasparkhotel_inside-outsite: Die drei Schlafröhren zur Übernachtung mit elektronischem Zugangssystem, Bettzeug und -wäsche und Wandmalerei stehen am Rand des Geländes um den Hof Emscher-Auen (früherer Name: Hof Emschertal). Das Areal gehört der Emschergenossenschaft. Die Schlafkabinen sind aus ausgebauten, industriell gefertigten Kanalröhren aus Beton hergestellt. Bereits 2005 entstand in Österreich ein „dasparkhotel“, gefolgt von einem weiteren im Bottroper BernePark 2010.[23][24] Künstler: Andreas Strauss, 2022. Lage: Hof Emscher-Auen, Rittershofer Straße 170, Castrop-Rauxel  (Weitere Ansichten)

Vogelbeobachtungsstation inside-outsite
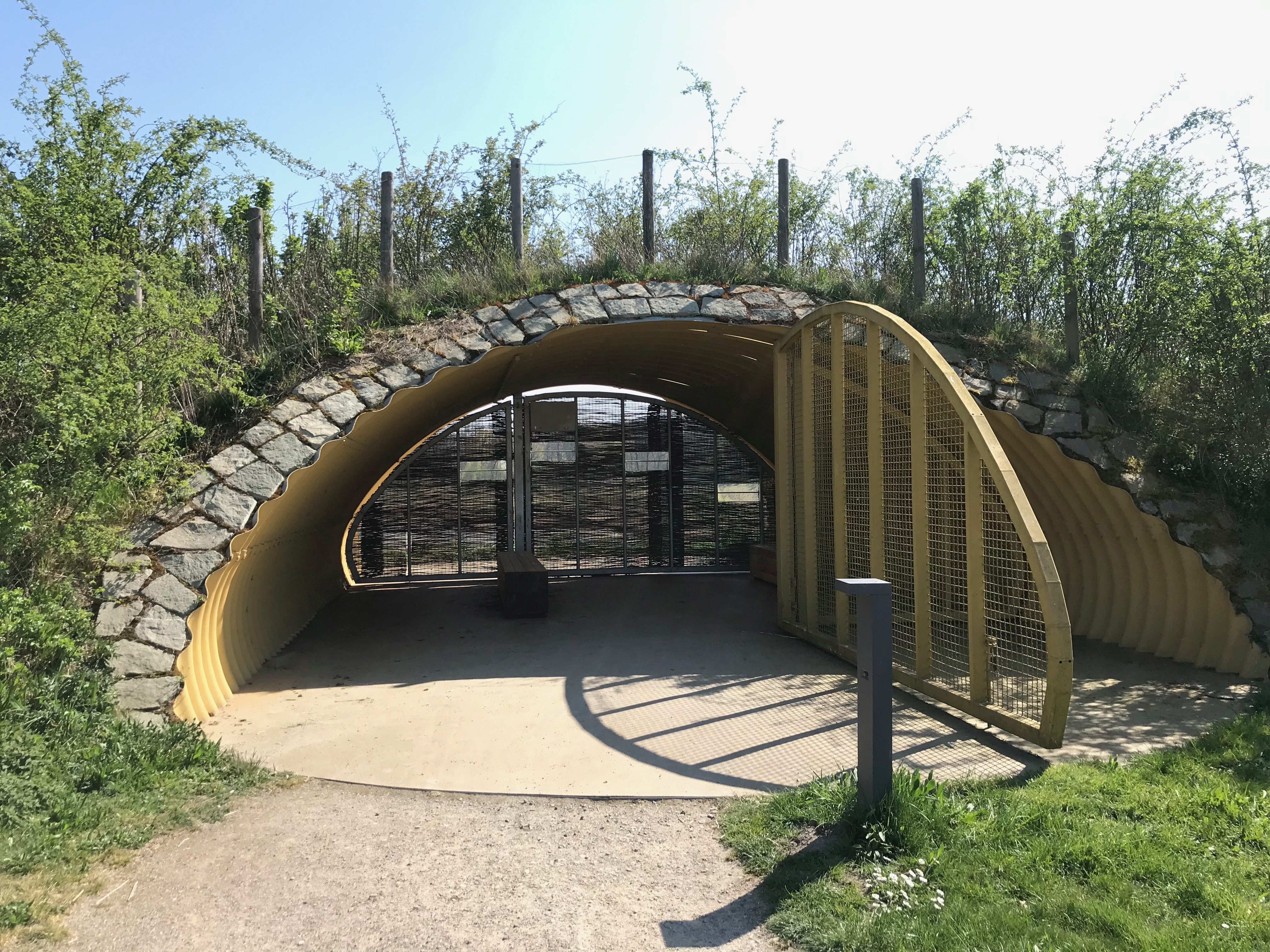
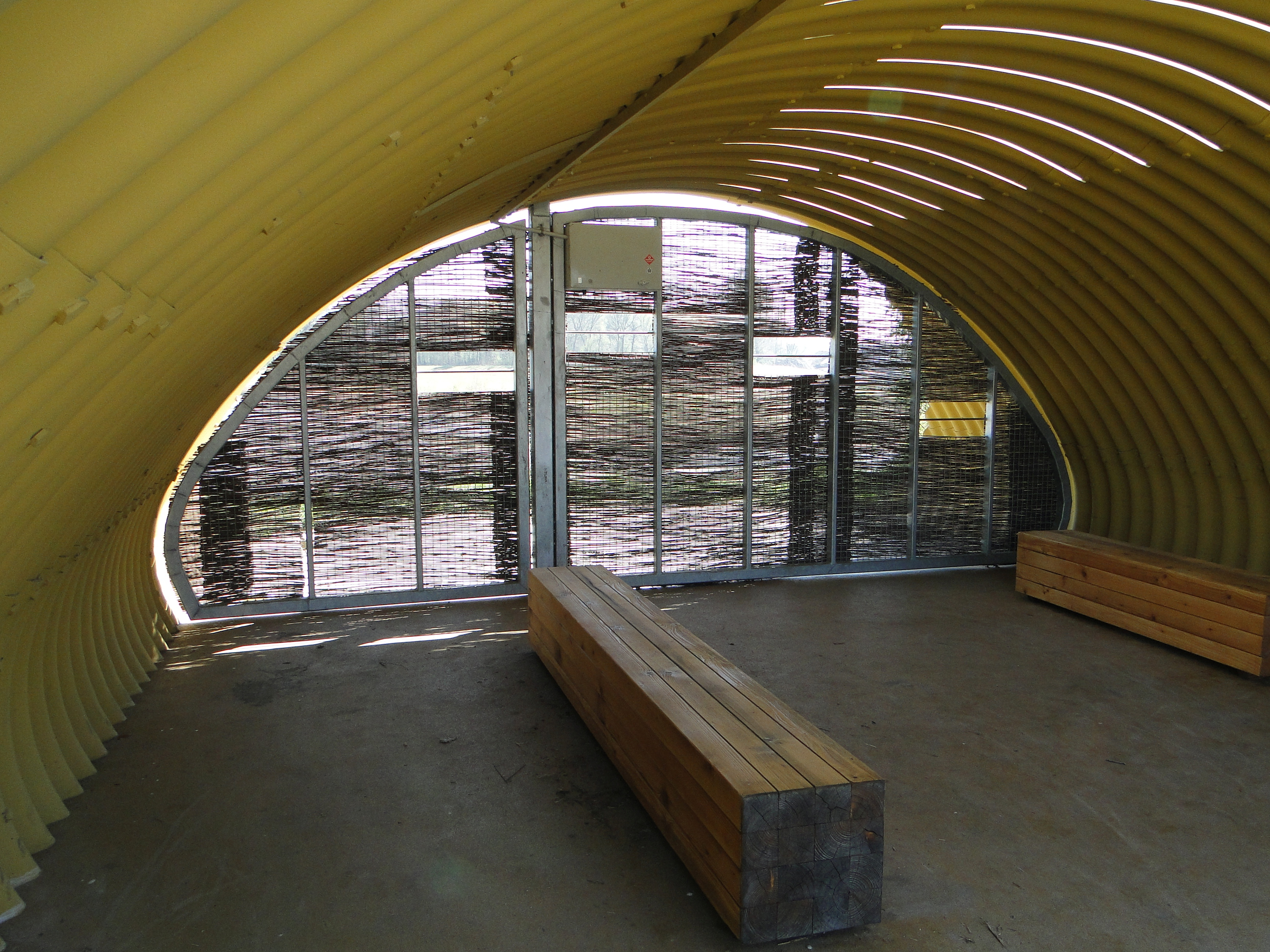
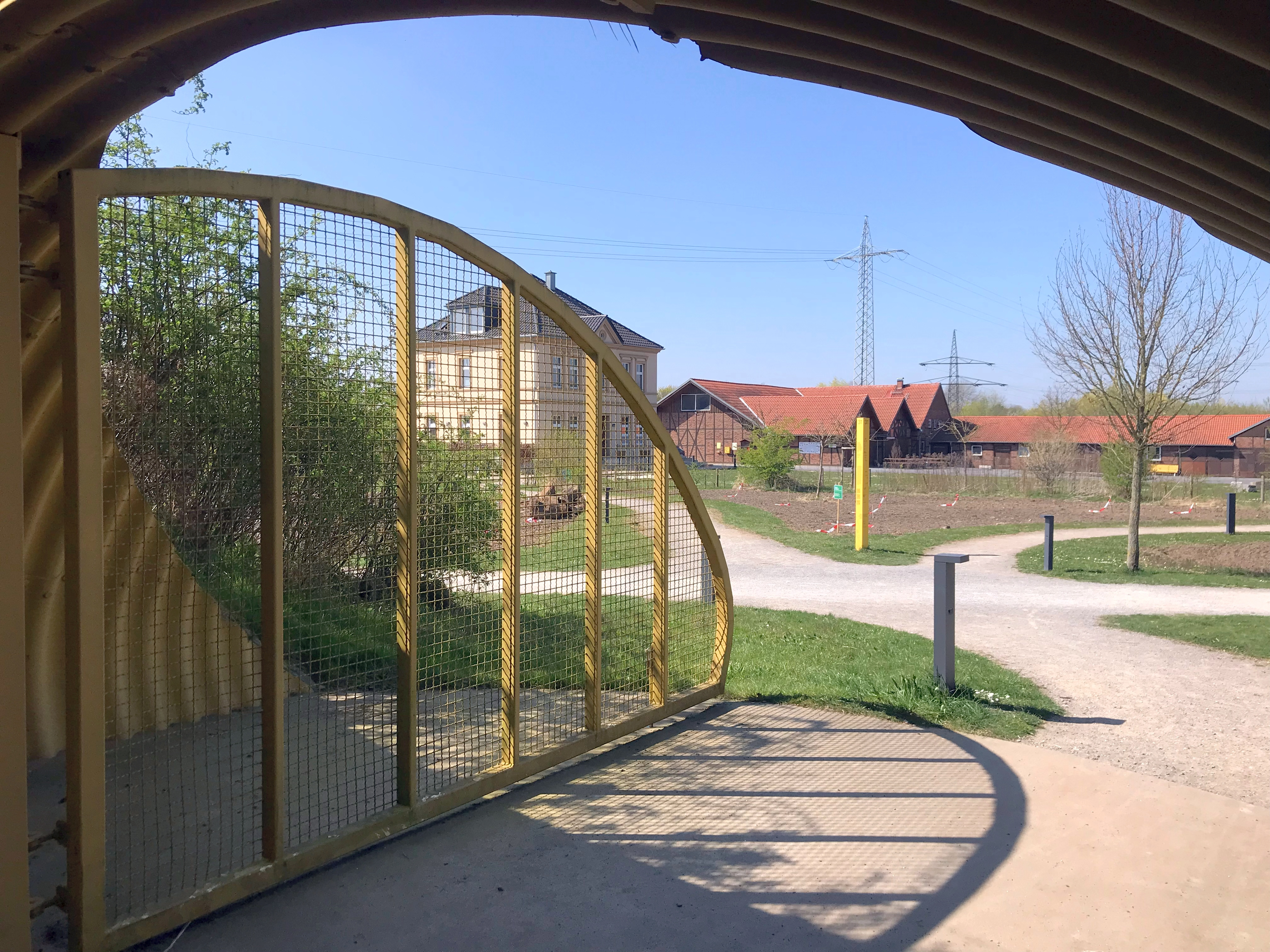
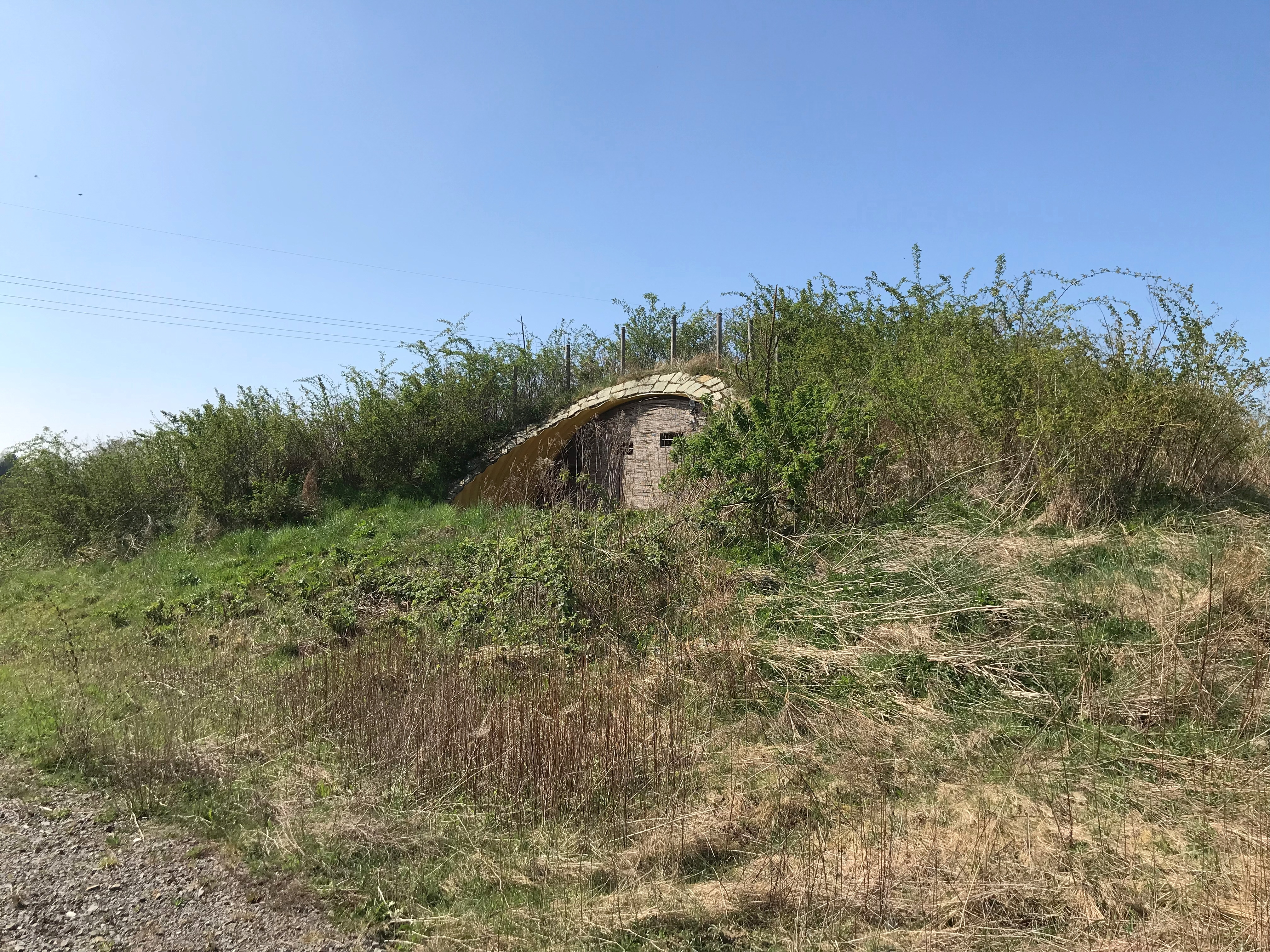

- Zusätzlich wurde ein halbrunder Pavillon aus Wellstahl in einem künstlich aufgeschütteten Erdhügel zur Natur- und Vogelbeobachtung angelegt. Die Rückwand des Pavillons besteht aus einem Stahlzaun, der bis auf vier Sichtfenster mit Weidengeflecht geschlossen wurde.[23][24] Künstler: Andreas Strauss, 2022. Lage: Hof Emscher-Auen, Rittershofer Straße 170, Castrop-Rauxel  (Weitere Ansichten)

Black Circle Square
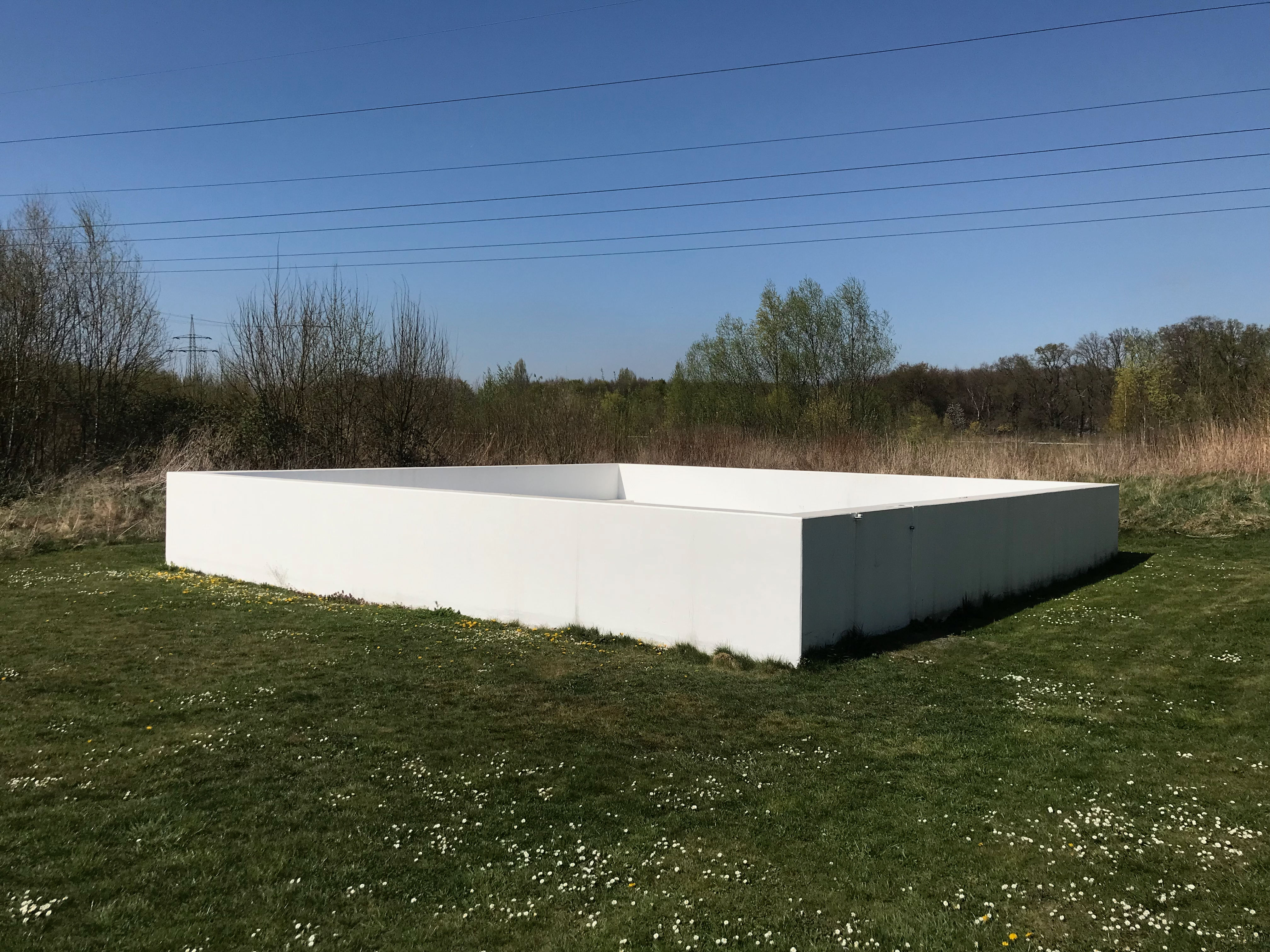
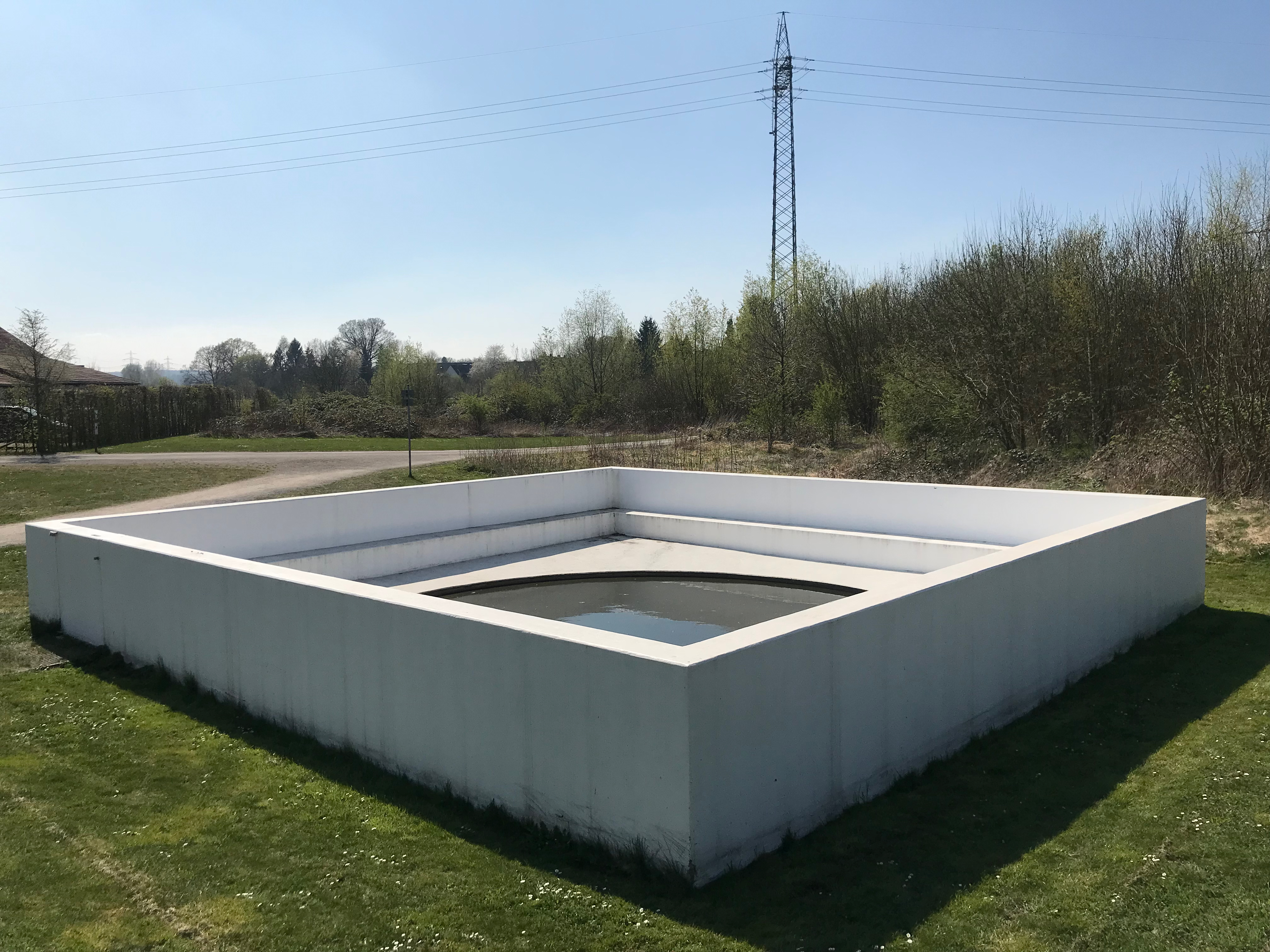
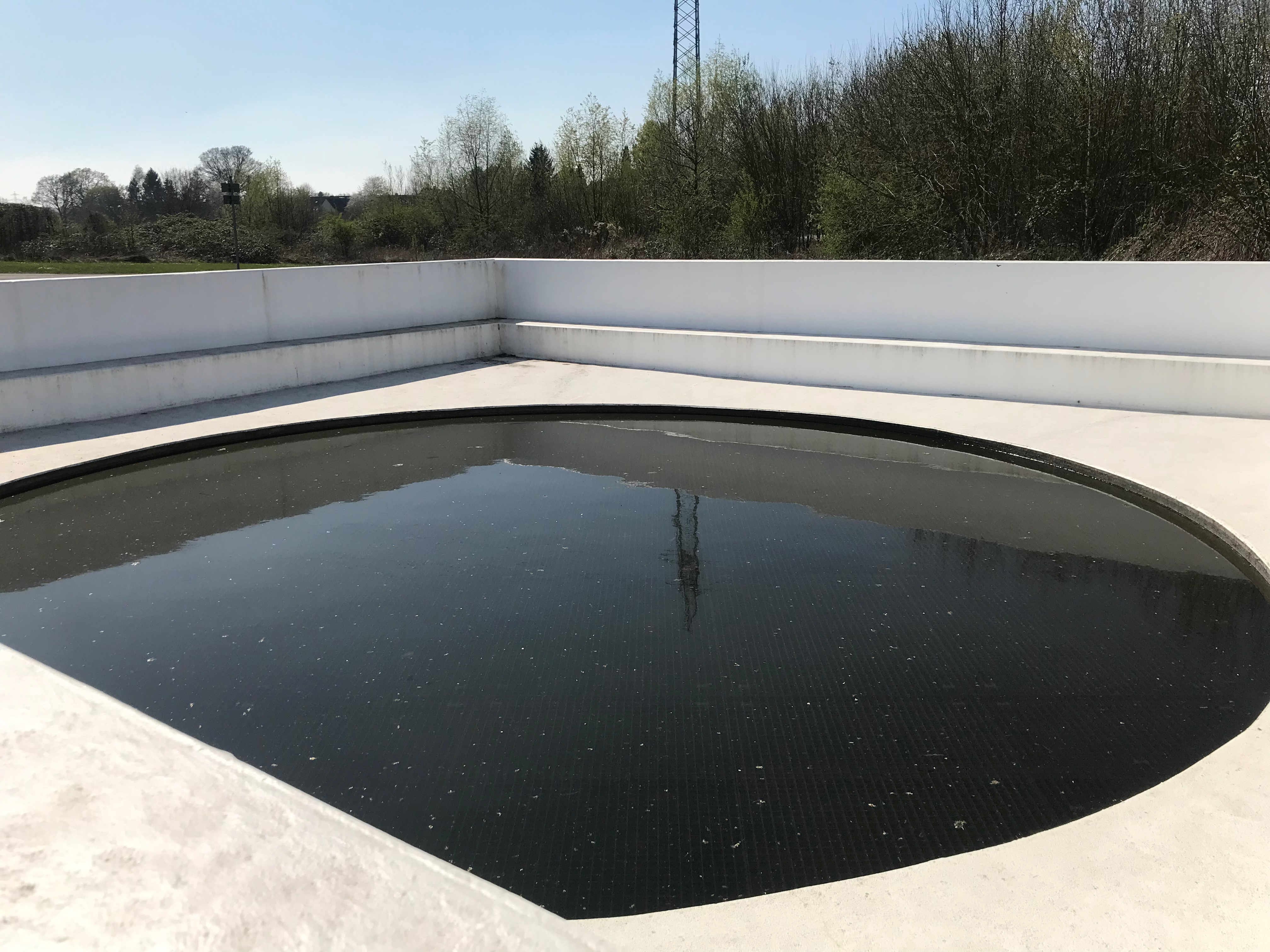

- Black Circle Square: In die weitläufige Landschaft um das Hochwasserrückhaltebecken am Hof Emscher-Auen ist eine weiße quadratische Betonfläche von 10,5 × 10,5 Metern Kantenlänge gebaut, die von einer kleinen weißen Mauer eingefasst ist. In deren Mitte befindet sich ein kreisrunder Pool mit einem Durchmesser von 7,83 Metern und 4,20 Meter Wassertiefe. Gleichzeitig dient das Wasserbecken als Löschteich für den benachbarten Hof.[2] Da das Wasserbassin schwarz beschichtet ist, entsteht von oben betrachtet ein schwarzer Kreis auf einem weißen Quadrat. Das Kunstwerk bezieht sich auf die Bilder „Das Schwarze Quadrat auf weißem Grund“ und „Schwarzer Kreis“ des Malers Kasimir Sewerinowitsch Malewitsch.[25][26] Künstler: Massimo Bartolini, 2016. Lage: Hof Emscher-Auen, Rittershofer Straße 170  (Weitere Ansichten)

### Recklinghausen

Walkway and Tower
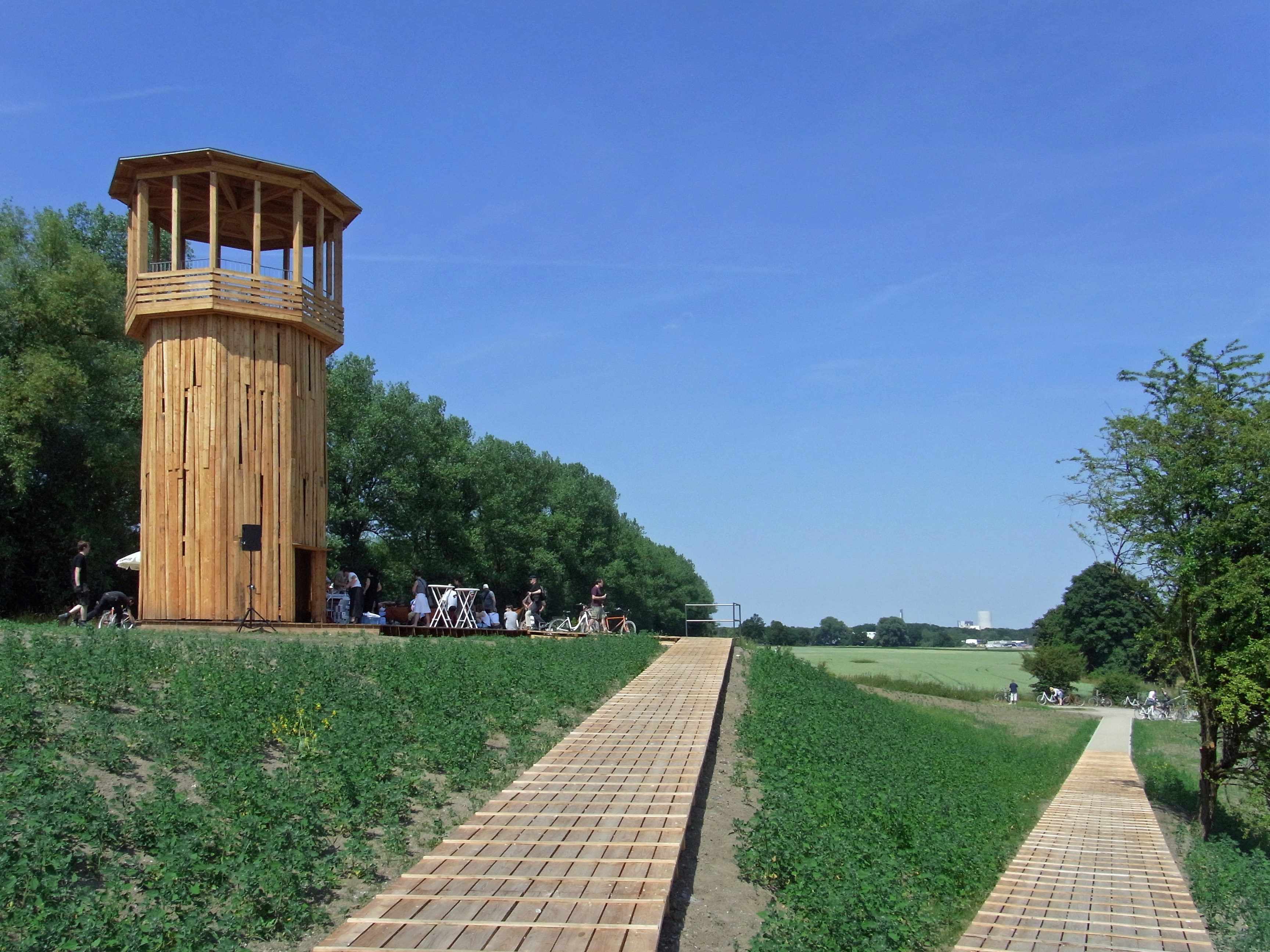
Walkway and Tower
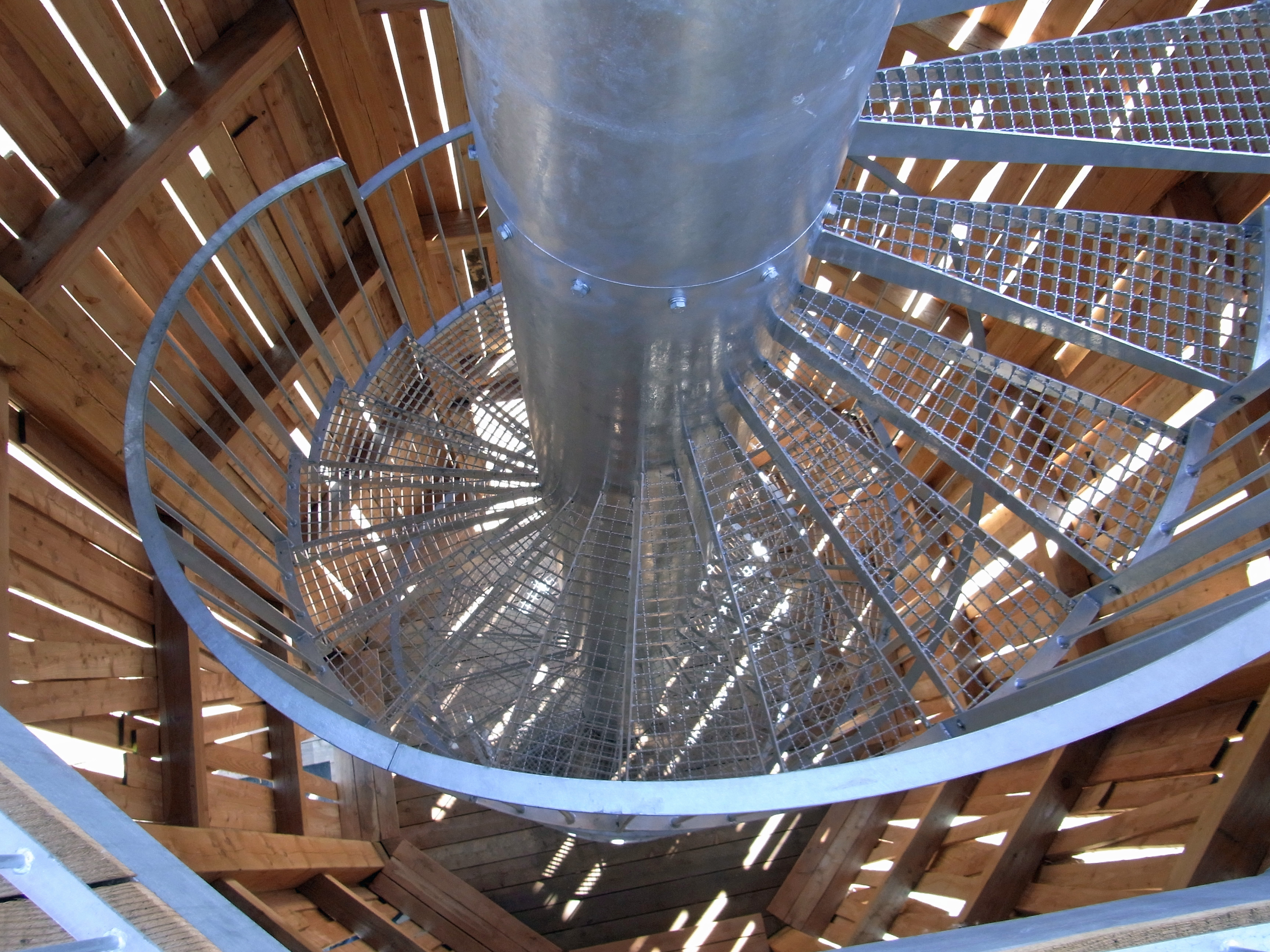
Detail Wendeltreppe
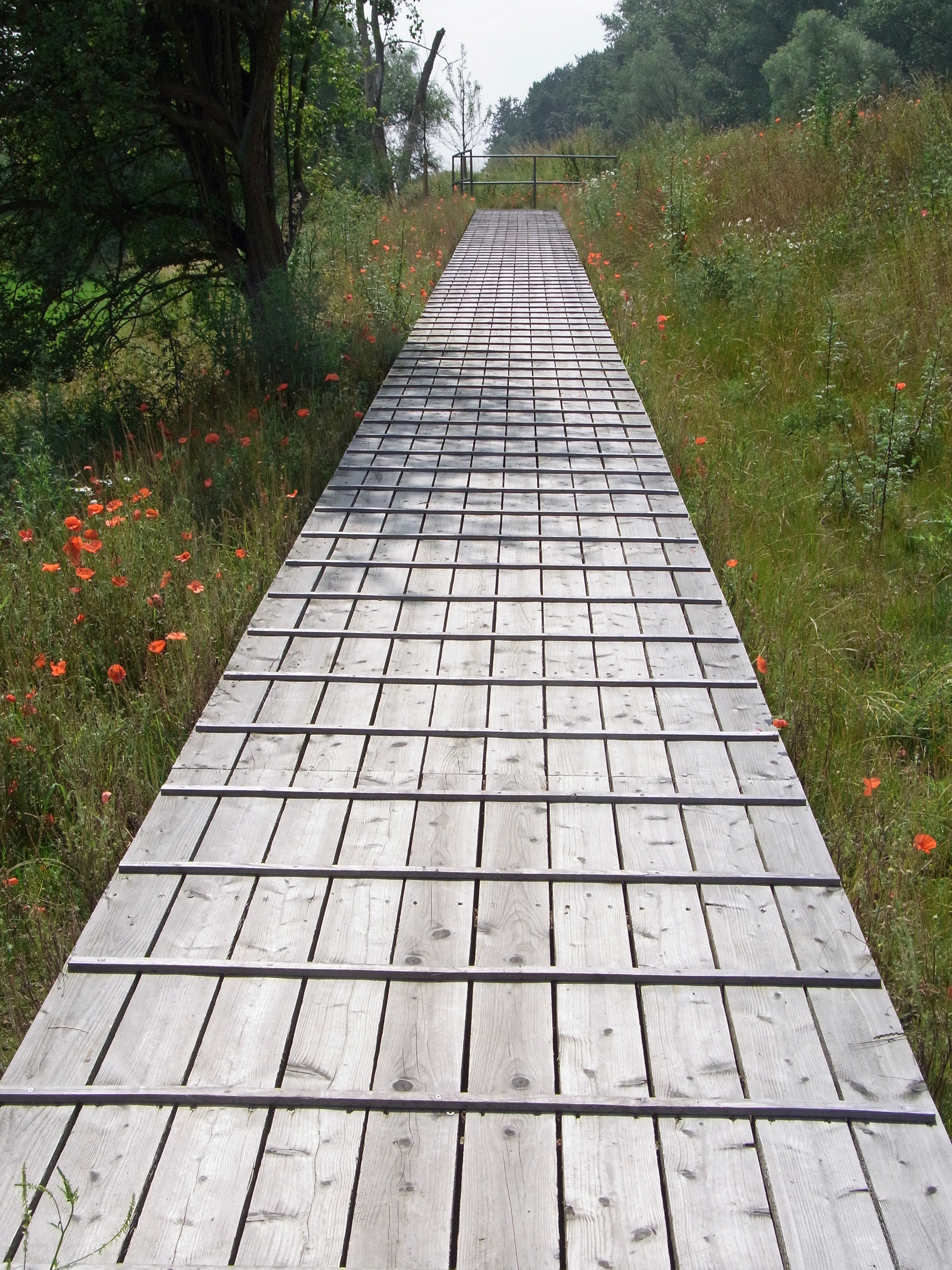
Detail Holzweg

- Walkway and Tower: Der 12 Meter hohe Aussichtsturm besteht aus einer Stahlkonstruktion und Lärchenholz. Er bildet eine Landmarke auf einer Anhöhe am Emscher-Weg und wird über einen im Zickzack verlaufenden ca. 120 Meter langen Holzsteg erreicht. Von der Turmspitze bietet sich statt eines spektakulären Panoramas die Sicht auf eine ruhige und eher dünn besiedelte Gegend. Der Turm steht unweit des Wasserkreuzes von Emscher und Rhein-Herne-Kanal am östlichen Ende der Emscherinsel, die auf über 34 Kilometern zwischen Fluss und Kanal verläuft. Im Rahmen von Restaurierungsmaßnahmen wurde der Verlauf des Holzsteges im Jahr 2019 vom Künstler verlängert und gestalterisch leicht verändert.[27][28] Künstler: Tadashi Kawamata, 2010. Lage: Emscher-Weg, Nähe Emscher-Düker, Höhe Emschertalweg 62, Suderwich  (Weitere Ansichten)

### Herne

reemrenreh (kaum Gesang)
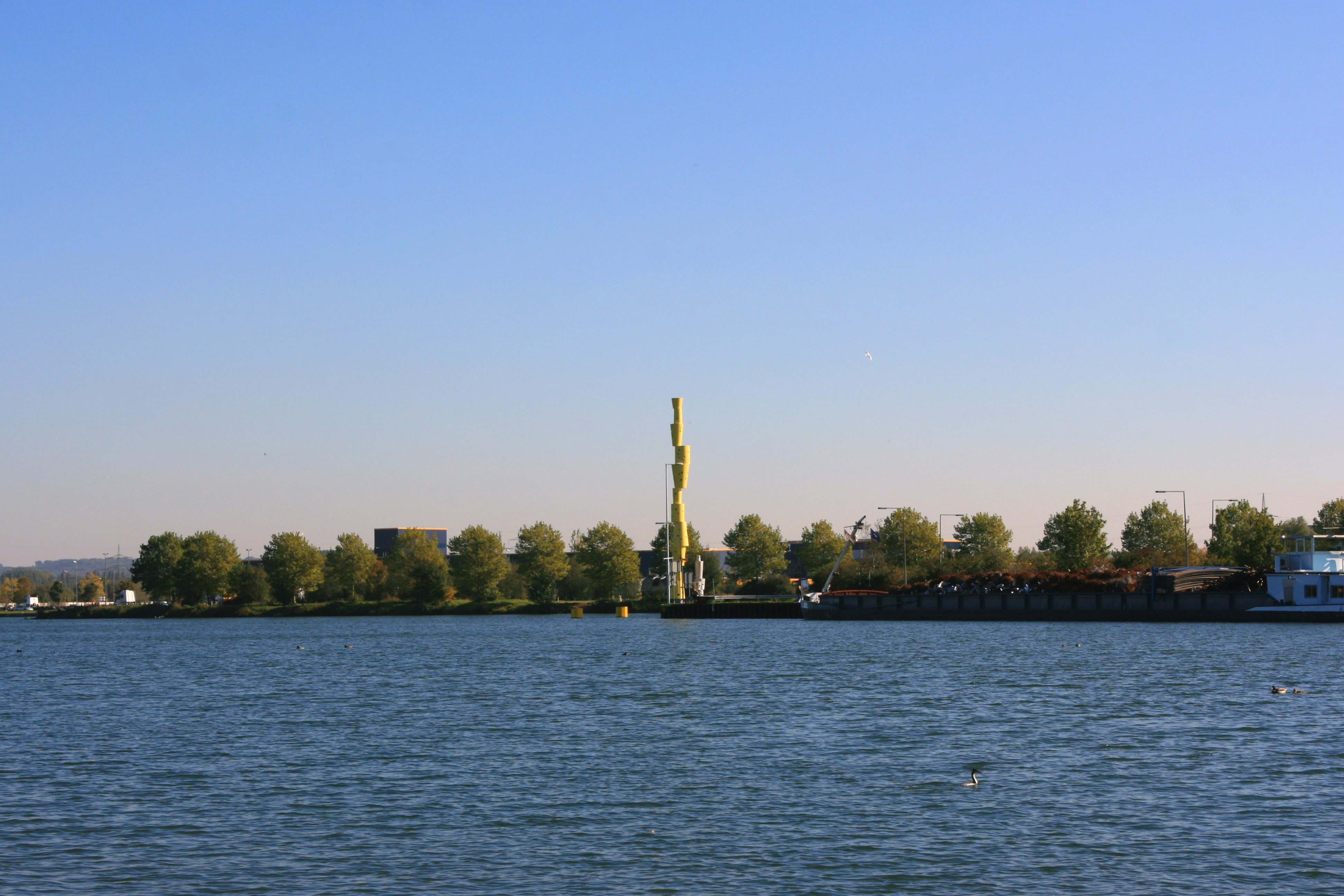
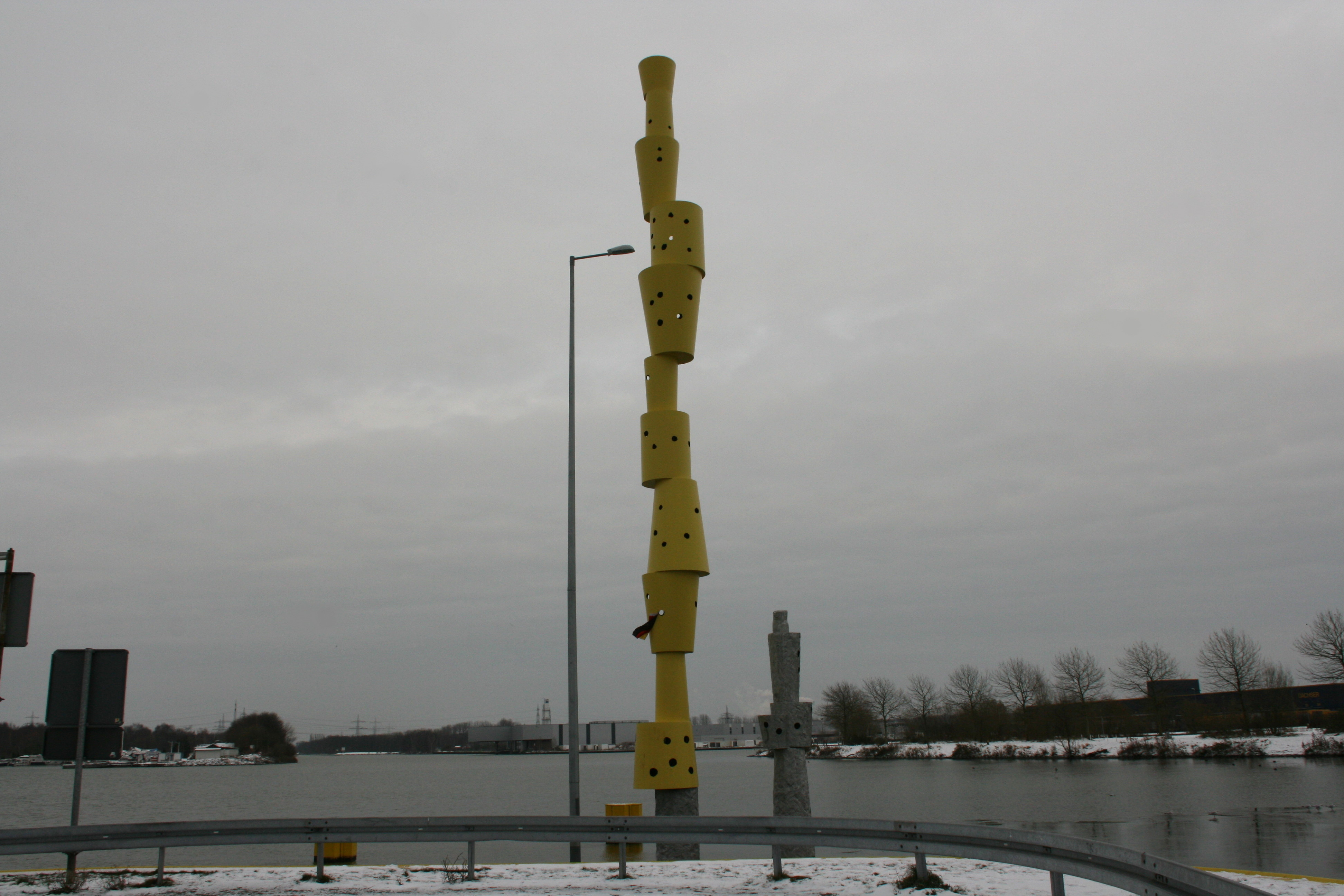
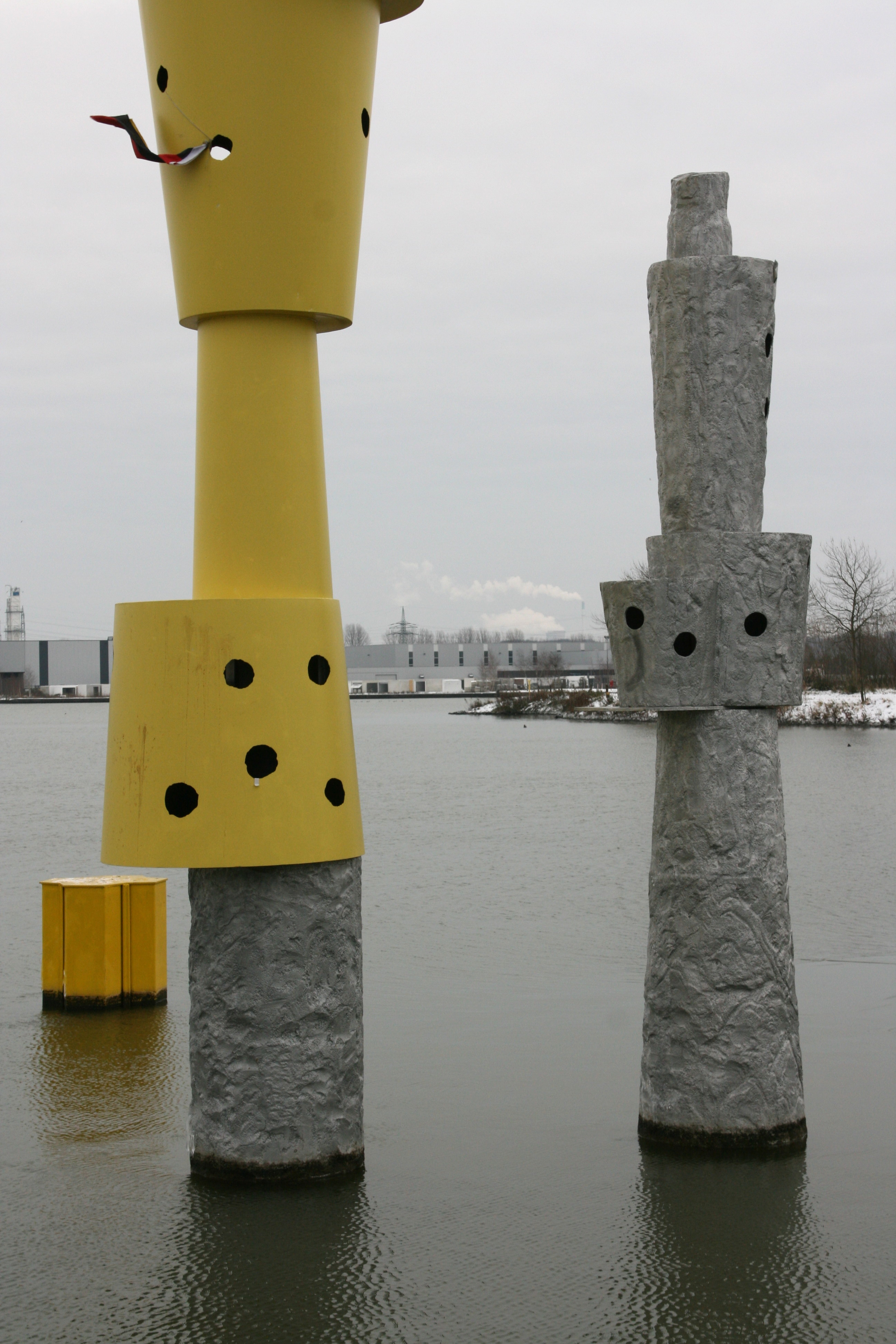

- reemrenreh (kaum Gesang): Das Kunstwerk befindet sich am Ende einer Mole an der Schleuse Herne-Ost des Rhein-Herne-Kanals im „Herner Meer“. Rückwärts gelesen ergibt sich der Titel des Werks. Das Ensemble besteht aus einer 23 Meter hohen Konstruktion gelber, löchriger, zylindrischer und kegelförmiger Hohlkörper sowie einer kleineren 7,6 Meter hohen Skulptur in Grau. Die Säulen bestehen aus lackiertem Aluminiumblech, Aluminiumguss und Stahl. Durch die Löcher in den gelben Elementen entstehen bei Wind unterschiedliche pfeifende Töne. Nachts wird die Figurengruppe von einer 16 Meter hohen Lichtquelle beleuchtet, die wie eine Straßenlaterne gestaltet ist.[29][30] Künstler: Bogomir Ecker, 2010. Lage: „Herner Meer“, Nähe Gneisenaustraße 204, Horsthausen  (Weitere Ansichten)

Glückauf. Bergarbeiterproteste im Ruhrgebiet
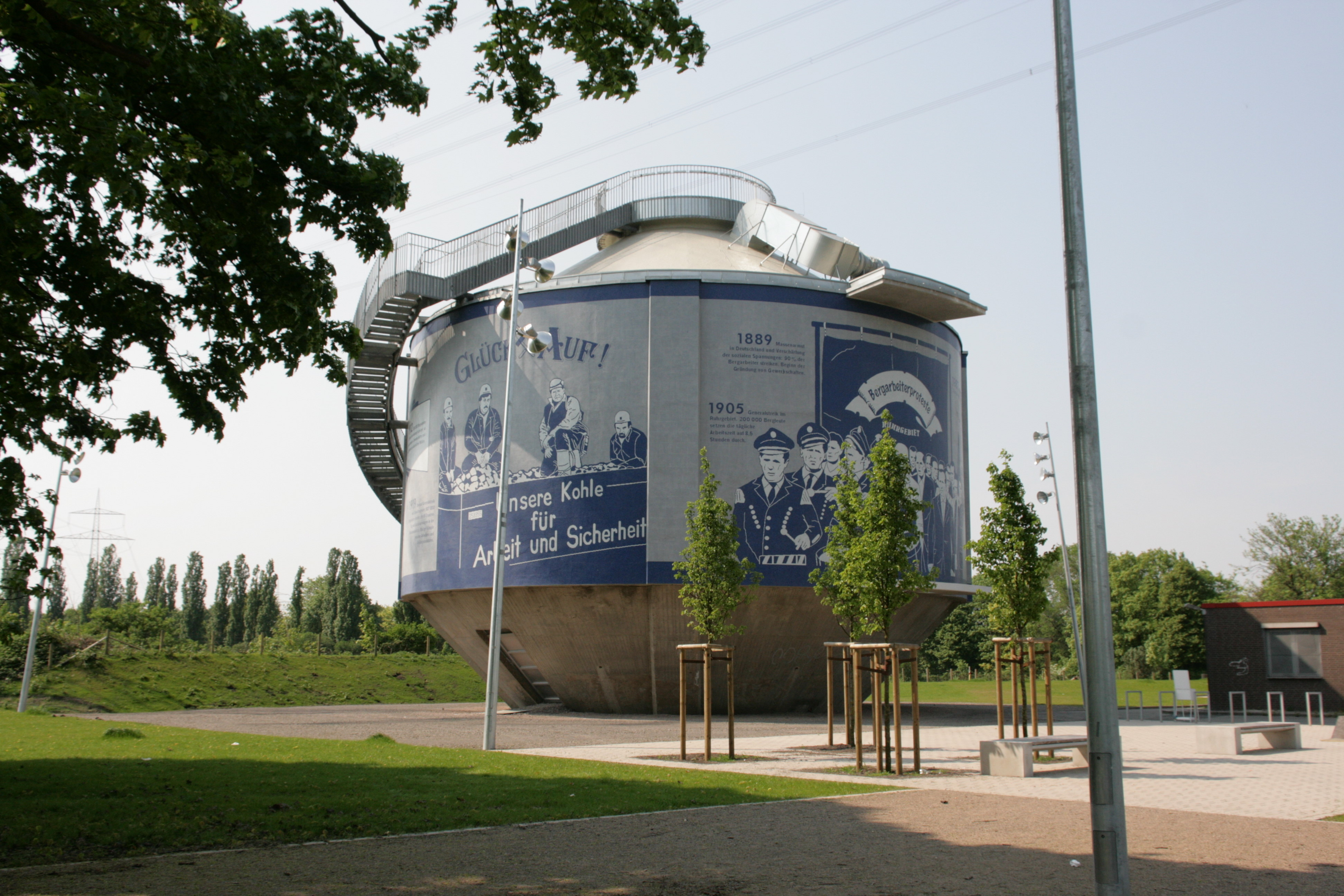
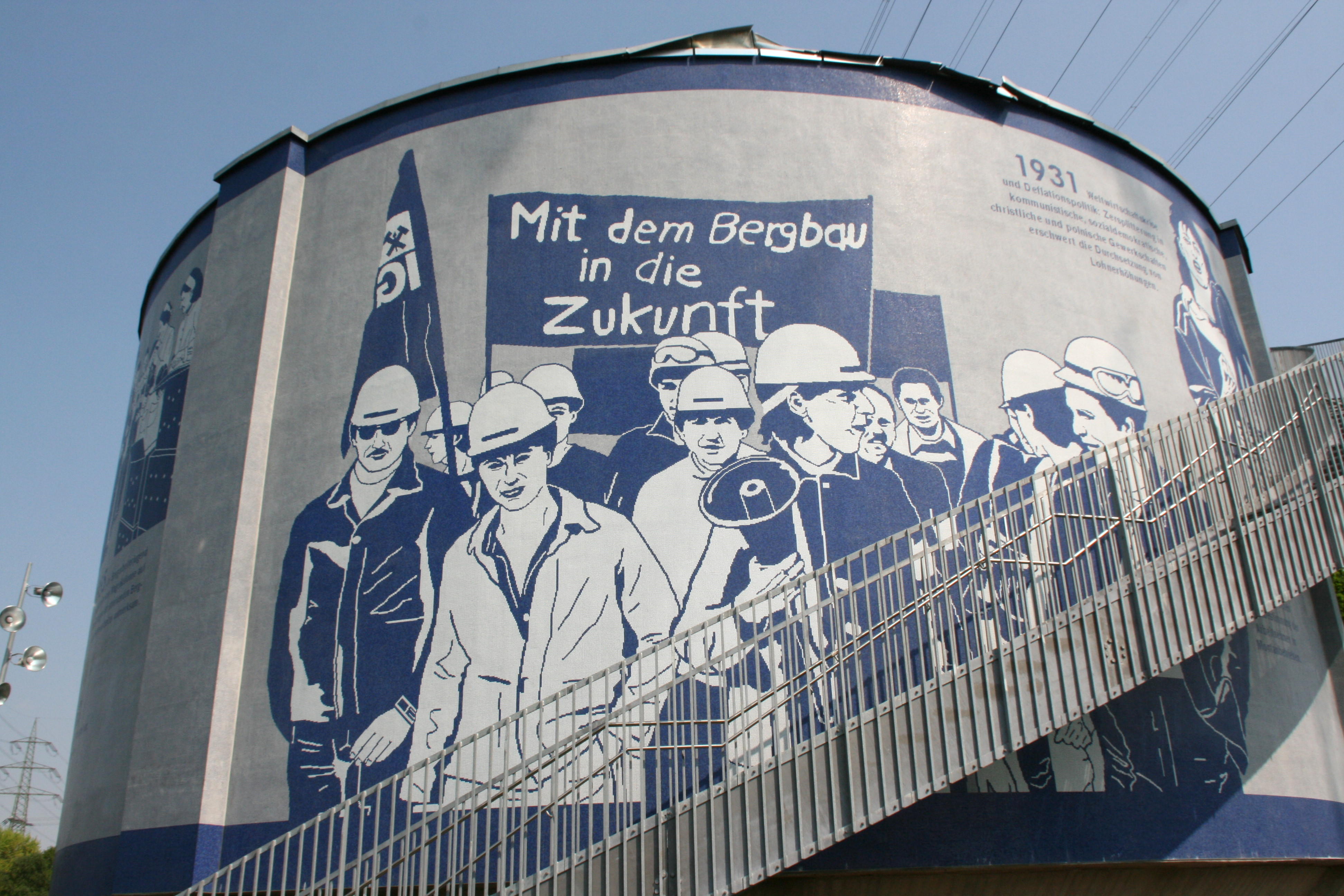
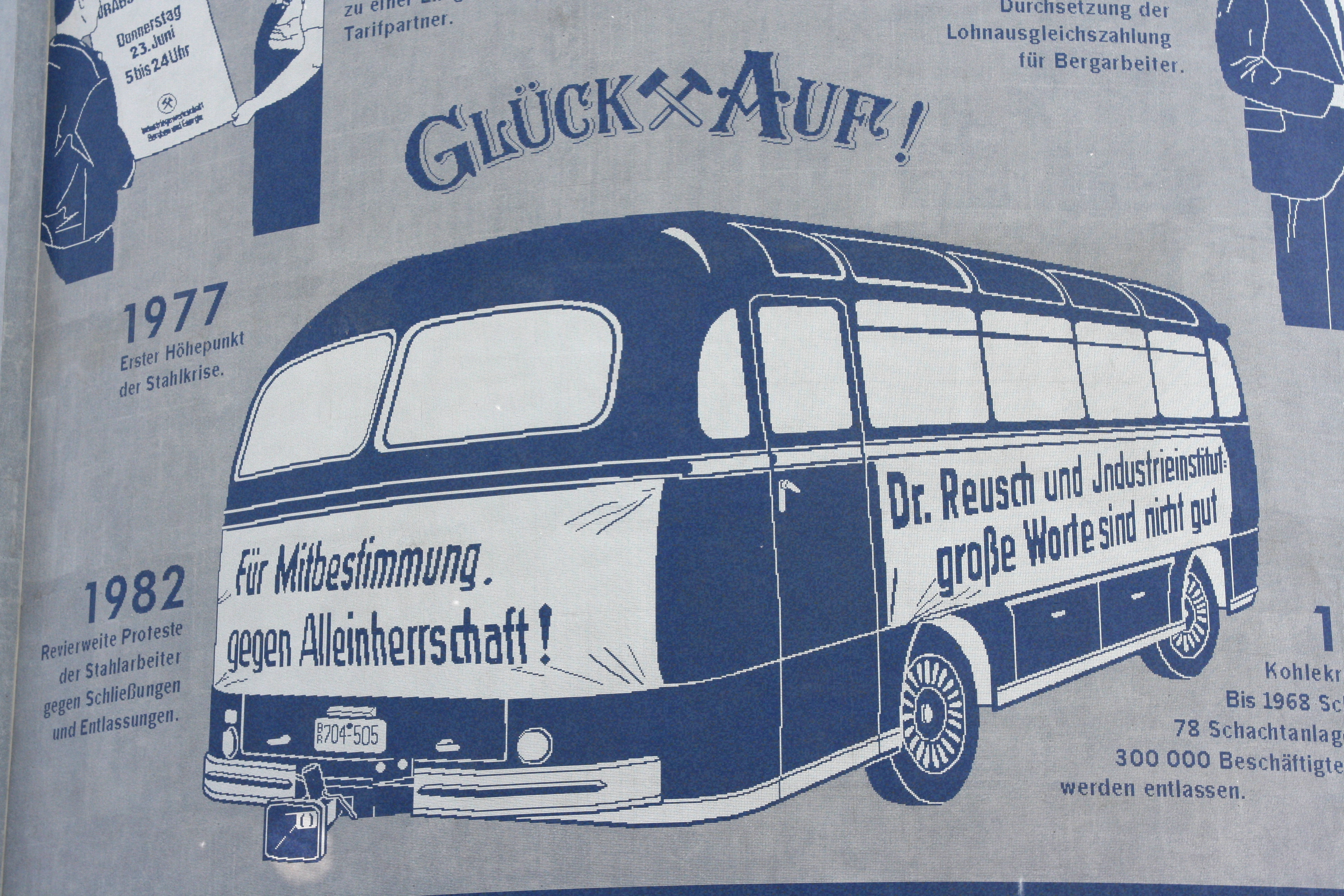

- Glückauf. Bergarbeiterproteste im Ruhrgebiet: Das Kunstwerk besteht aus dem entkernten Faulturm der ehemaligen Kläranlage Herne, die neben dem BernePark und dem ehemaligen Klärwerk Läppkes-Mühlenbach eine von drei stillgelegten Kläranlagen zwischen Emscher und Rhein-Herne-Kanal ist, die als öffentlich zugängliche Orte erhalten werden. Auf die Außenhülle wurde ein 66,6 × 9,3 Meter großes Mosaik aus etwa 5,8 Millionen Glasmosaiksteinen mit je 10 × 10 mm Größe aufgebracht. Das Wandmosaik zeigt auf Archiv- und Zeitungsfotos basierende Motive und Schlagworte aus der Protestbewegung der Bergarbeiter im Ruhrgebiet und ihrer Geschichte von 1889 bis 2007. Die monochrome blau-weiße Farbgebung ist an die Fliesen der Waschkauen und Grubentücher der Bergleute angelehnt.[31][32] Im Jahr 2021 wurde das nebenstehende Betriebsgebäude mit der „Protestzeitung“ plakatiert, die 2010 im Rahmen der Emscherkunst.2010 entstand und die Chronik der Bergarbeiterproteste ausführlicher erläuterte. Zudem wurde das Wandmosaik restauriert, der Sockelbereich des Faulbehälters neu verputzt und der Boden gepflastert.[33] Künstlerin: Silke Wagner, 2010. Lage: Ehemalige Kläranlage Herne, Vockenhof 1, Baukau-Ost  (Weitere Ansichten)

Königsgrube
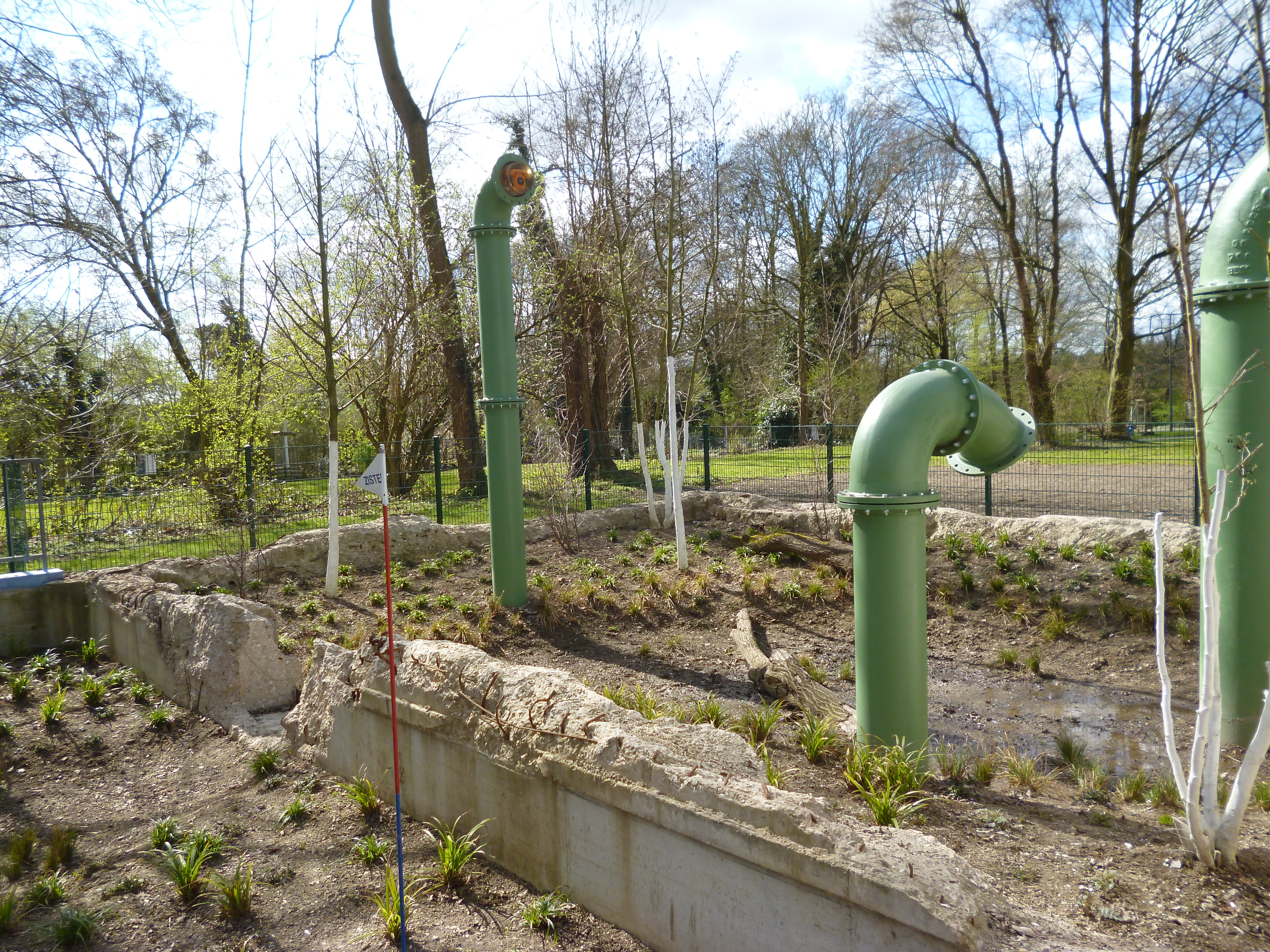
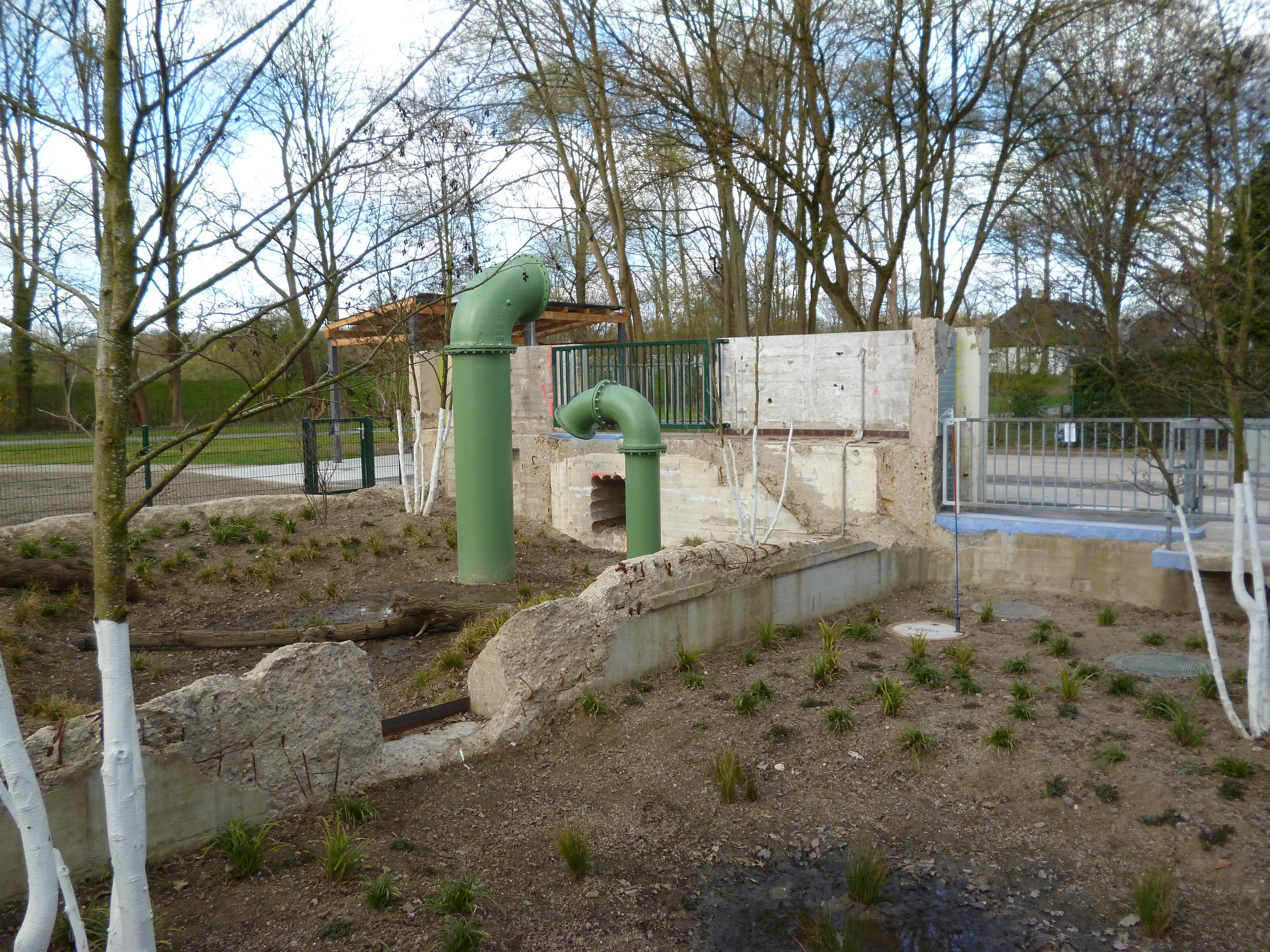
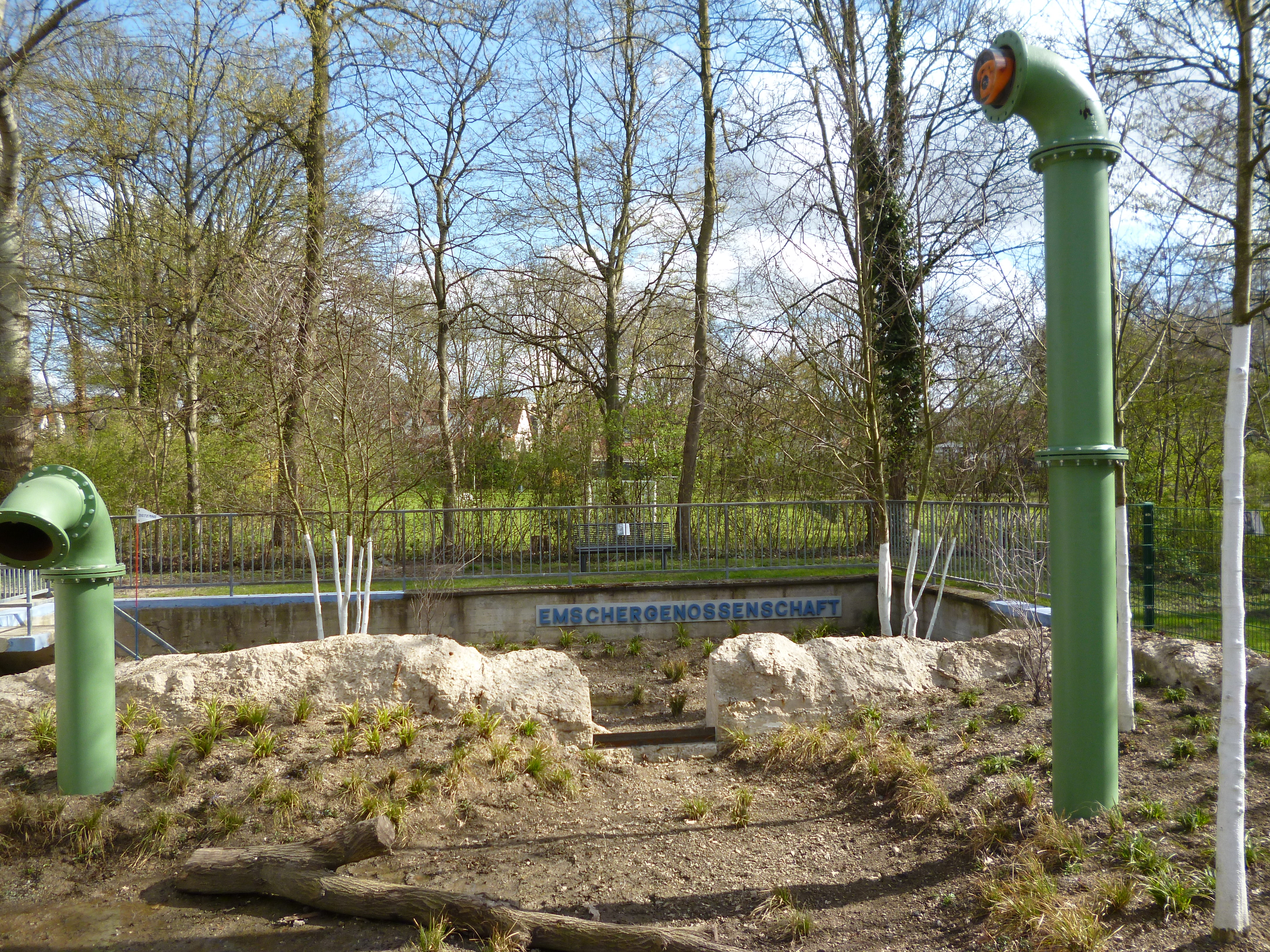

- Königsgrube: Die Installation bezieht auf einer Fläche von 24,90 × 21,60 Metern ein ehemaliges Pumpwerk der Emschergenossenschaft ein, indem Fragmente und Bauteile des stillgelegten und bis auf Restmauern abgebrochenen Betongebäudes aus den 1960er Jahren weiterverwendet oder integriert wurden. Selbst die Gitter des alten Pumpwerks wurden wiederverwendet[34] und das originale Telefon aus der Pumpstation ist in der Öffnung des höchsten Rohres angebracht. Das Pumpwerk Königsgrube leitete die Abwässer der umliegenden Gemeinden in den Hüller Bach und von dort in die Emscher. Auf dem teils verfüllten Unterbau bleibt ein Teil einer Treppe erhalten. Drei ehemalige bis zu fünf Meter hohe Pumprohre bilden einen solarbetriebenen Brunnen, aus dem abhängig vom Niederschlag Wasser und durch eine Soundinstallation die Klänge des ehemaligen Pumpwerks kommen. Auf dem befestigten Vorplatz wird Regenwasser über Rinnen in einer Zisterne aufgefangen und ermöglicht zusammen mit der auf dem Dach der hölzernen Pergola montierten Photovoltaikanlage einen autarken Betrieb.[5] Über dem 12,5 Meter tiefen verfüllten ehemaligen Klärbecken wurde ein 13,10 × 11,70 Meter großer Bruchwald aus sieben vorgezogenen Schwarzerlen, Segge, Farn, Minze und weiteren Pflanzenarten gepflanzt.[35][36] Künstler: Markus Jeschaunig, 2025. Lage: Hofstraße 24, Röhlinghausen  (Weitere Ansichten und Tonaufnahmen)

### Gelsenkirchen

Monument for a forgotten future
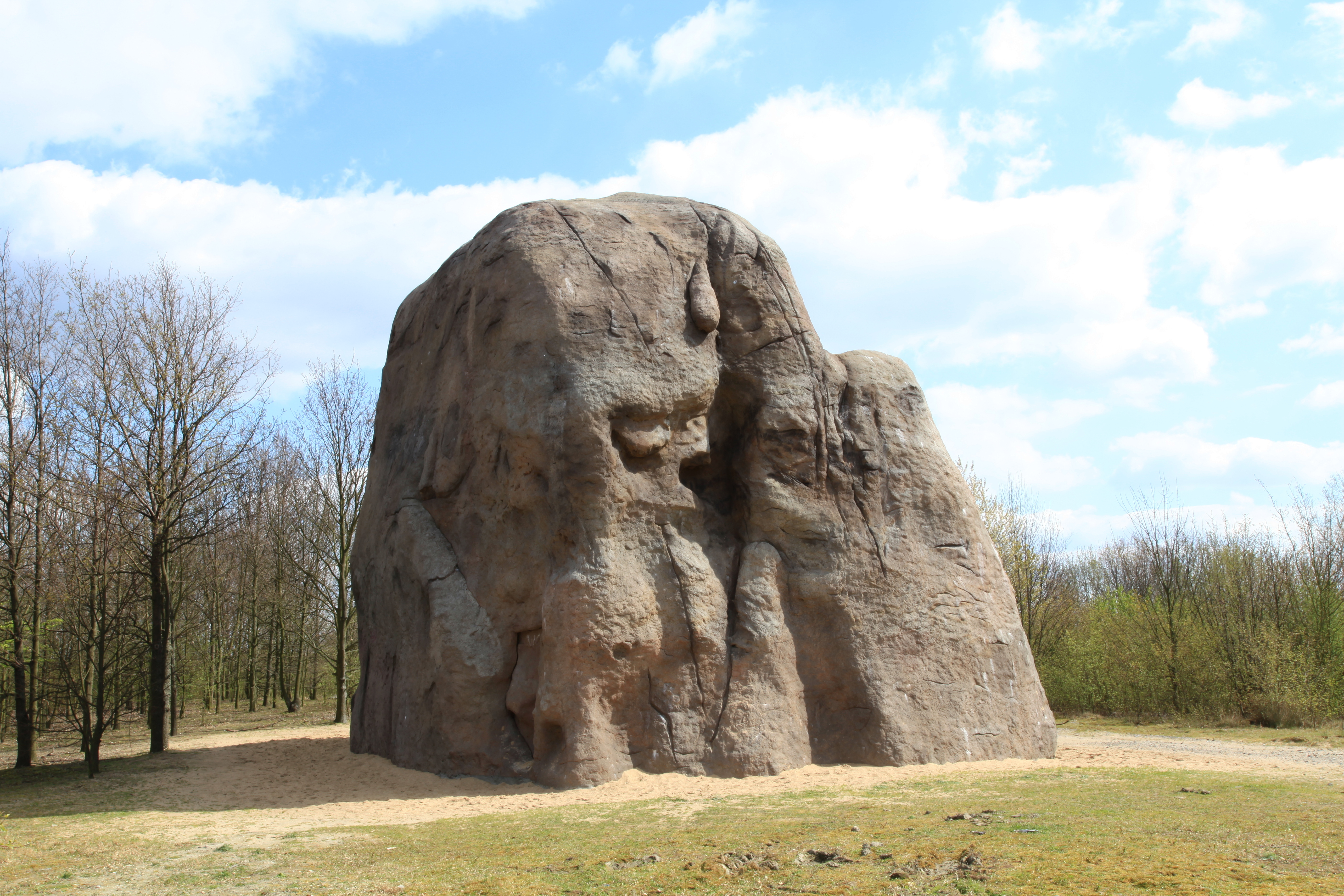
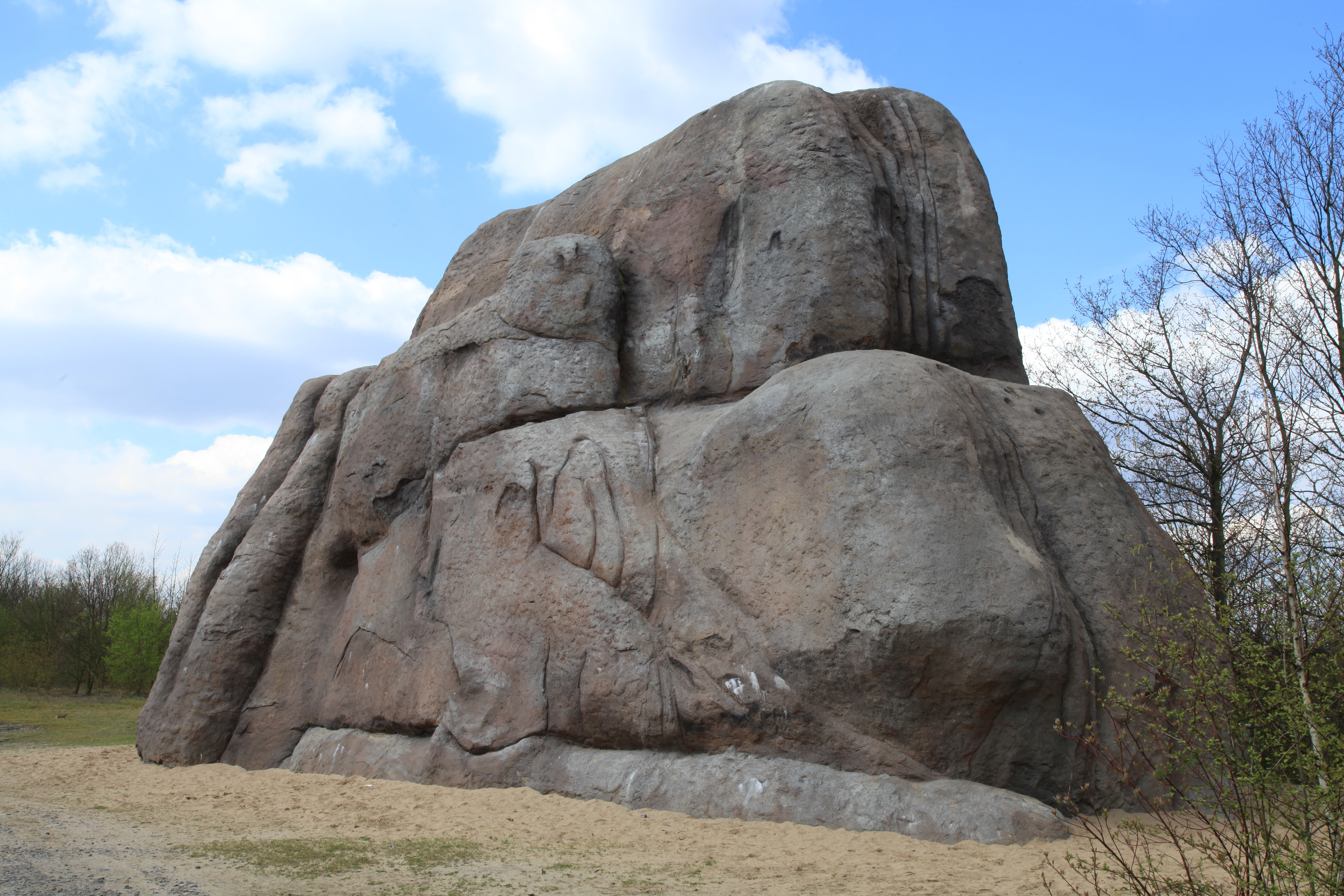
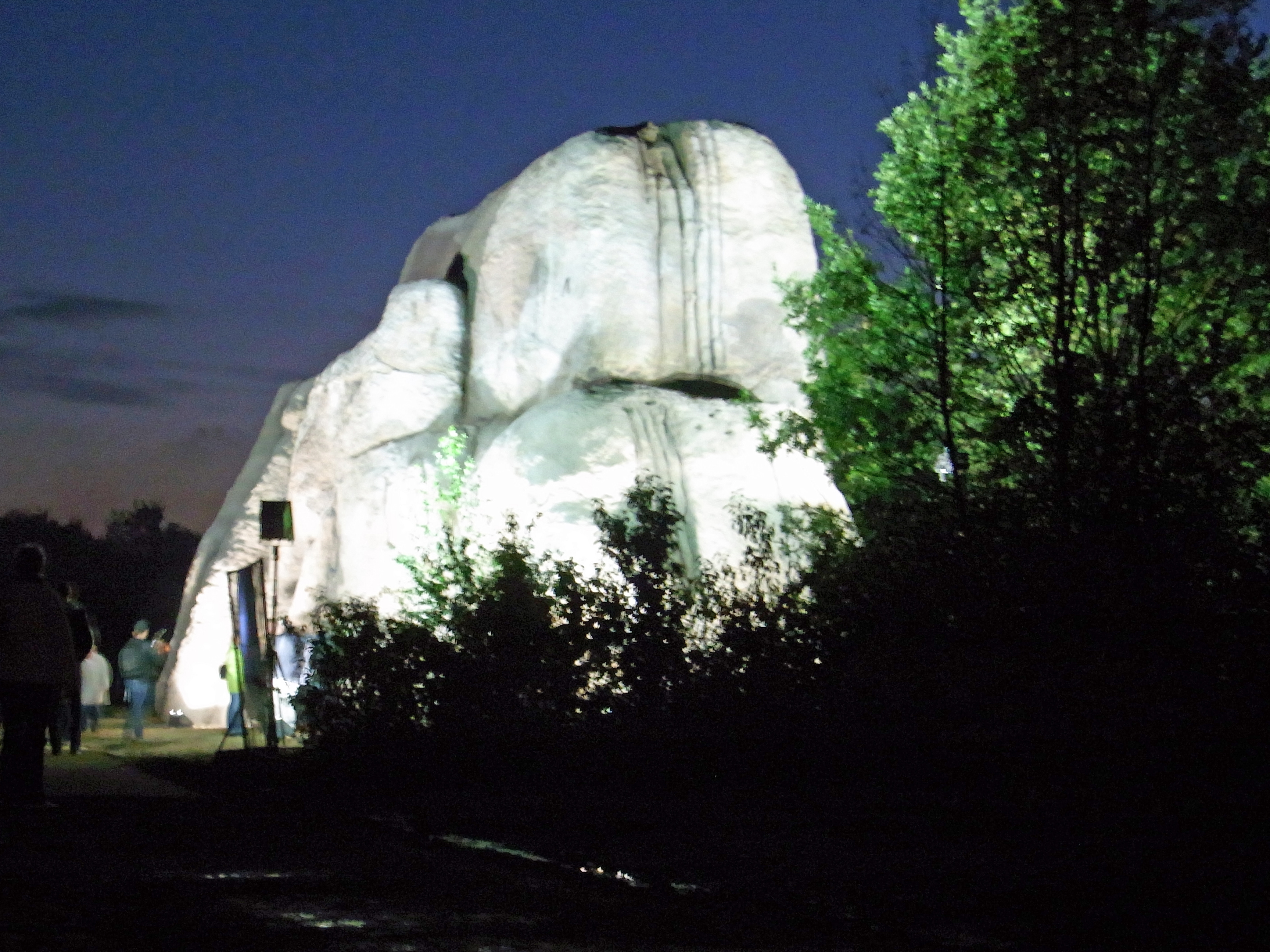

- Monument for a forgotten future: Das Kunstwerk befindet sich in der Nähe der Schleuse in Gelsenkirchen zwischen Emscher und Rhein-Herne-Kanal. Es besteht aus einer künstlichen Felsformation aus einem Stahlgerüst mit einem armierten Spritzbetonaufbau und ist etwa 10 × 9 × 17 Meter groß. Im Inneren ist eine Soundanlage eingebaut, die in den Sommermonaten das für das Kunstwerk komponierte 23-minütige Musikstück „Monument for a forgotten future (The singing mountain)“ der schottischen Band Mogwai in Dauerschleife spielt. Der Berg ist eine originalgetreue Nachbildung einer Felsformation aus dem Joshua-Tree-Nationalpark bei Los Angeles.[37][38] Künstler: Olaf Nicolai, Douglas Gordon, Mogwai, 2010. Lage: Emscher-Weg, Höhe An den Schleusen 1–29, Gelsenkirchen-Horst  (Weitere Ansichten)

### Essen

Carbon Obelisk
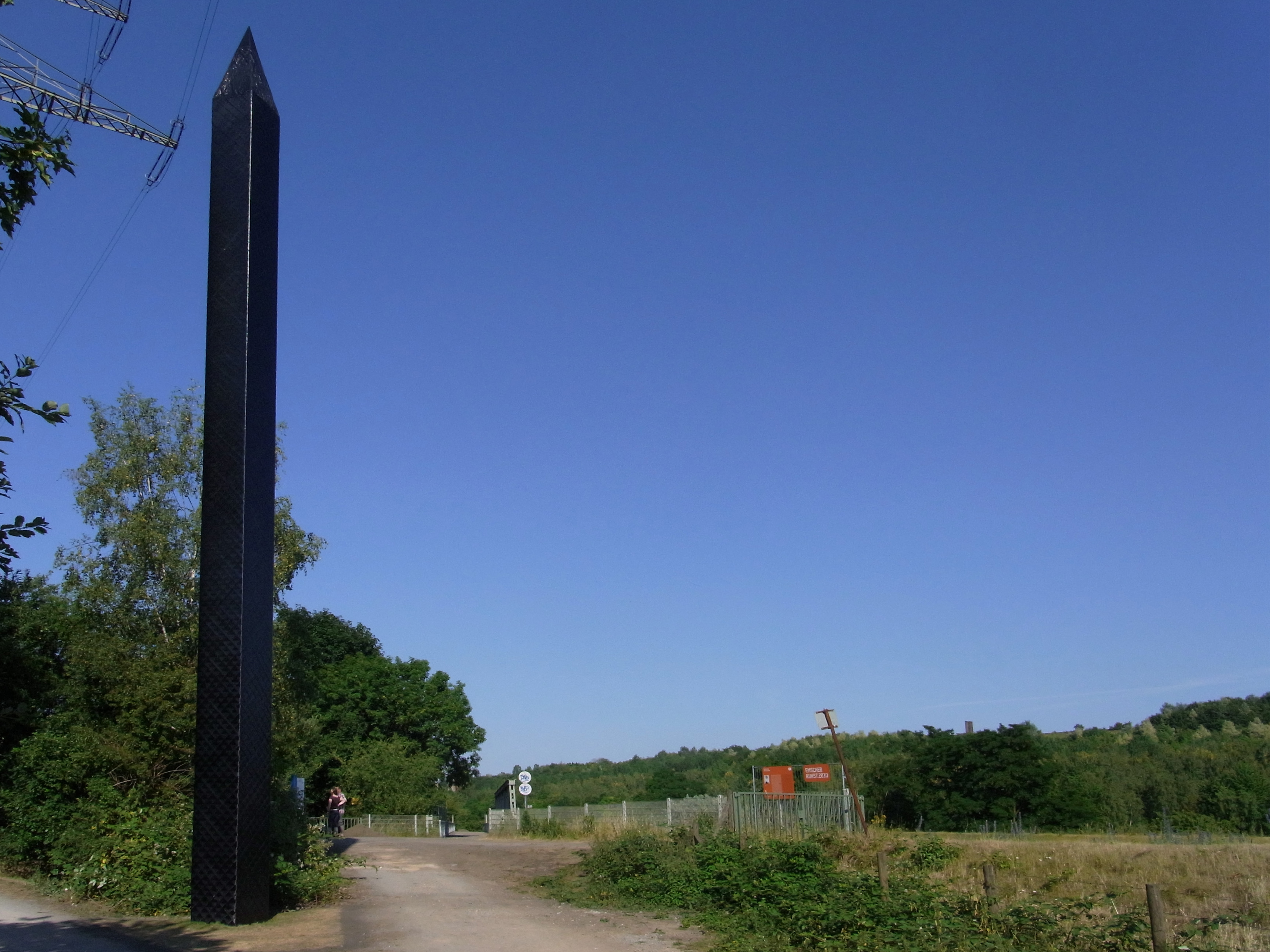
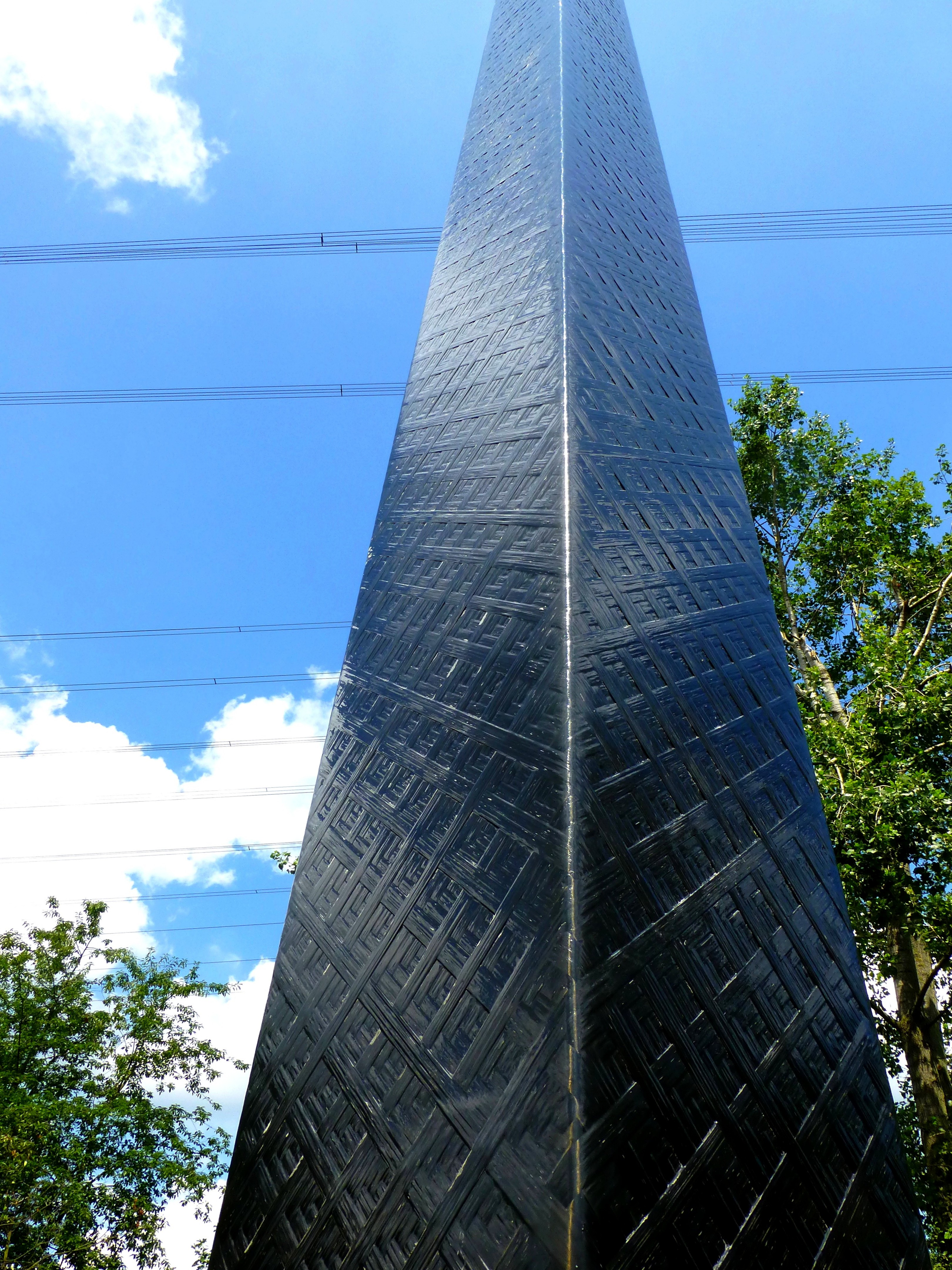
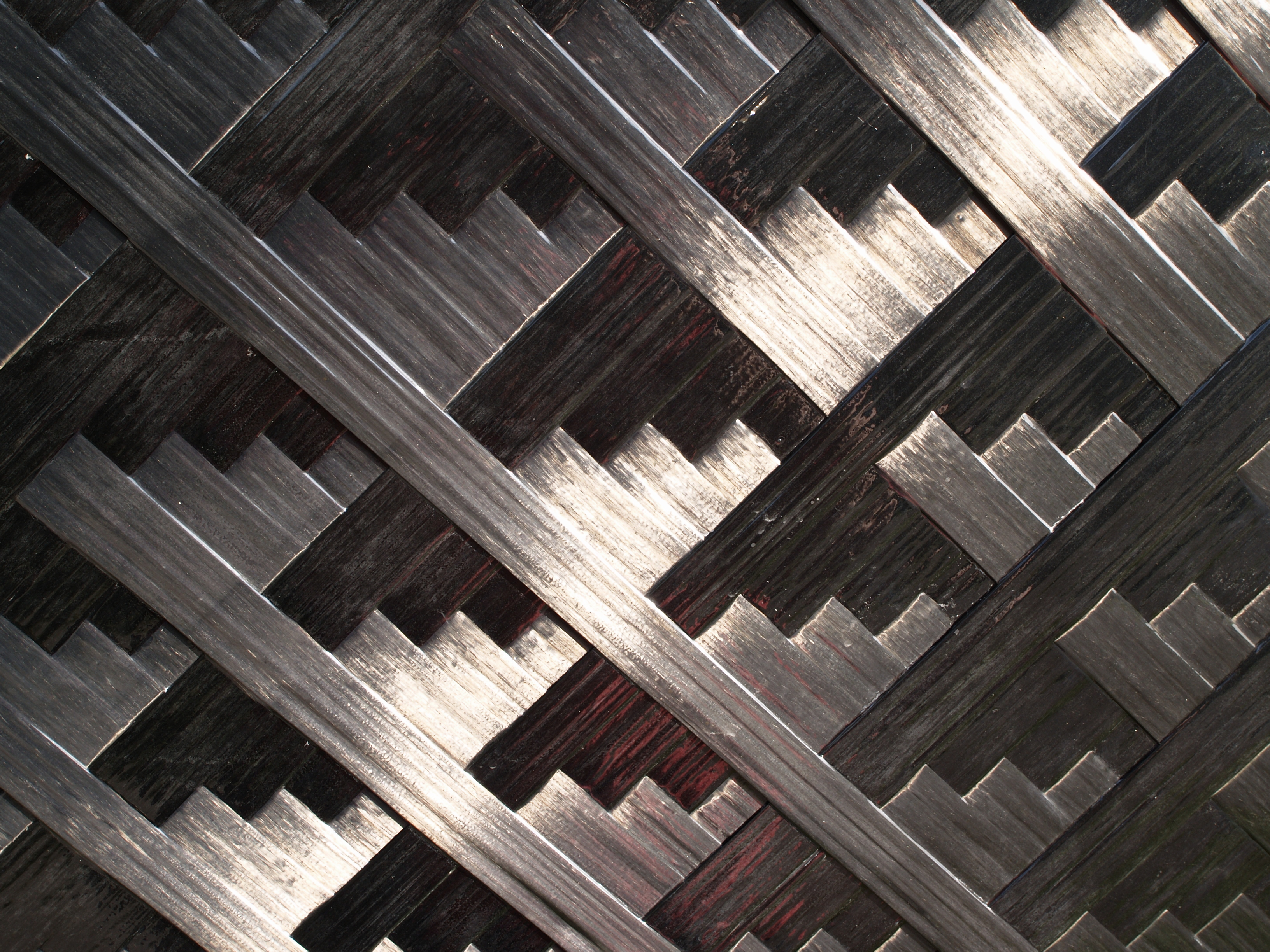

- Carbon Obelisk: Das Kunstwerk besteht aus einem 14 Meter hohen, glänzend schwarzen Obelisken mit einer Hülle aus rautenförmig übereinandergelegten Karbonfasern auf einer Stahlkonstruktion. Aus der Ferne wirkt der Obelisk nur schwarz, aus der Nähe fällt das komplizierte, feinstrukturierte Muster auf. Im Jahr 2021 wurde die Karbon-Beschichtung erneuert. Der Obelisk steht an einer Kreuzung mehrerer Wege zwischen Emscher und Rhein-Herne-Kanal.[39][40][41] Künstlerin: Rita McBride, 2010. Lage: Schurenbachhalde, Emscher-Weg, Höhe Karnaper Straße 30, Altenessen  (Weitere Ansichten)

### Bottrop

Gesellschaft der Amateur-Ornithologen
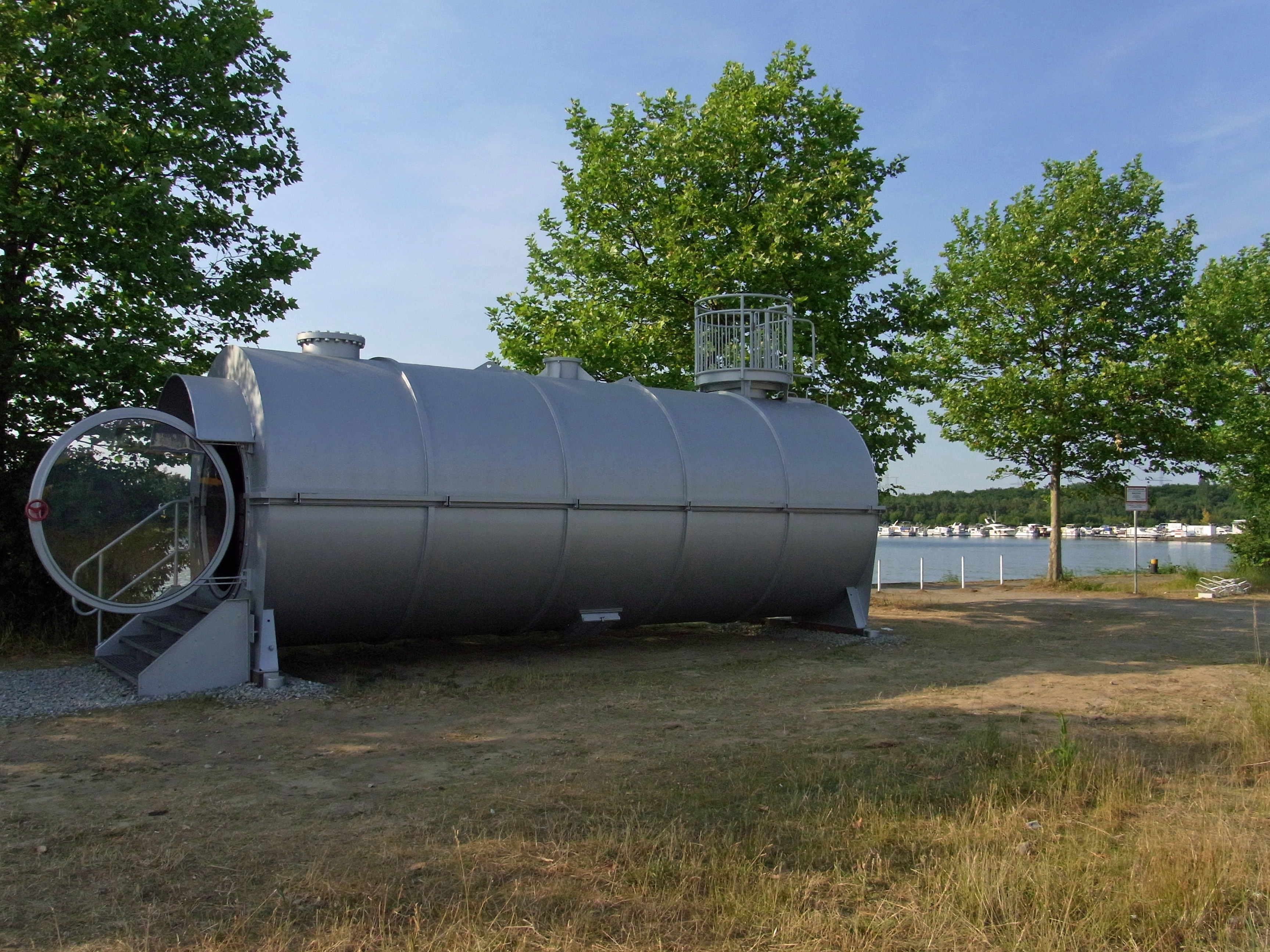
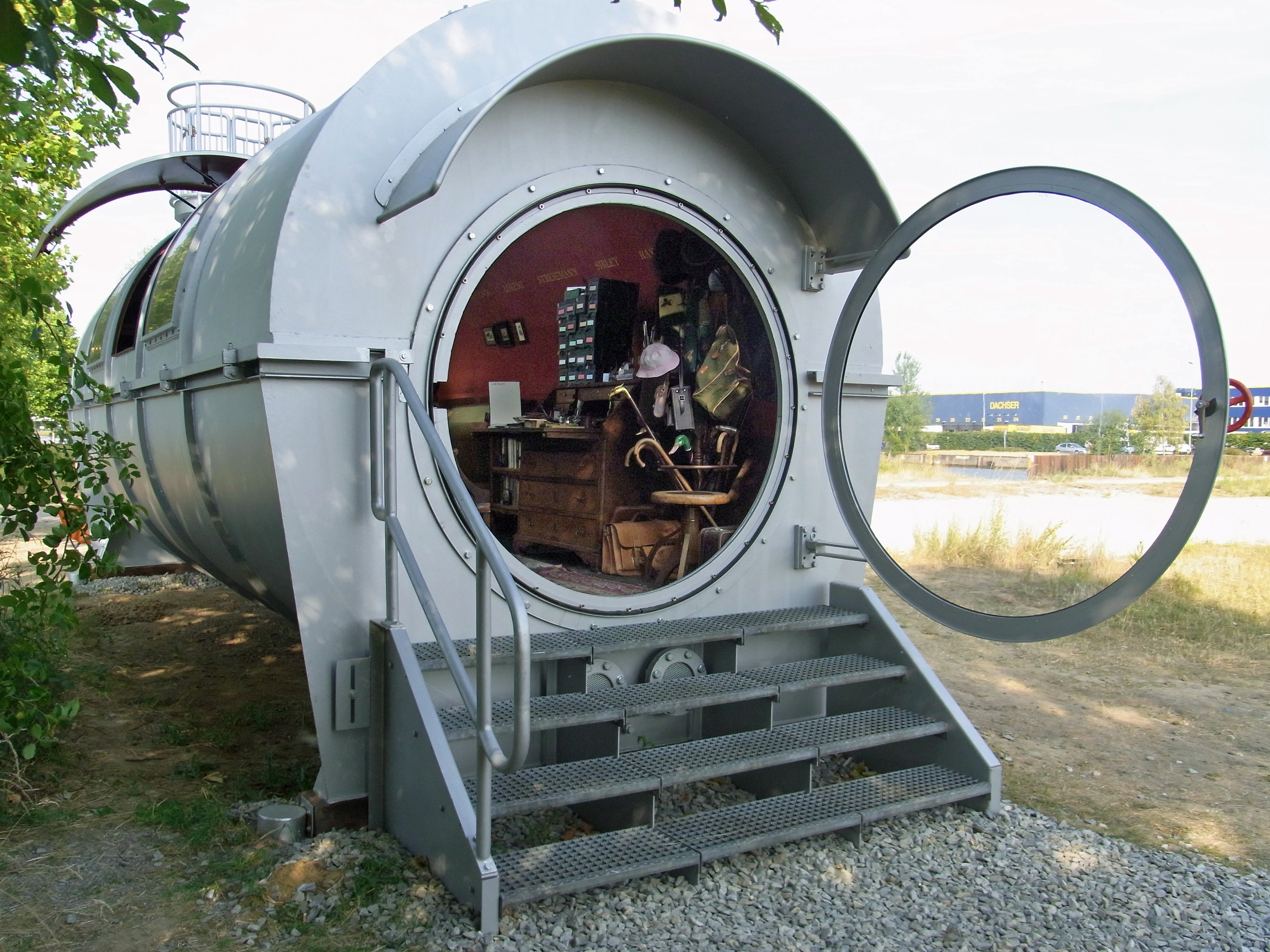
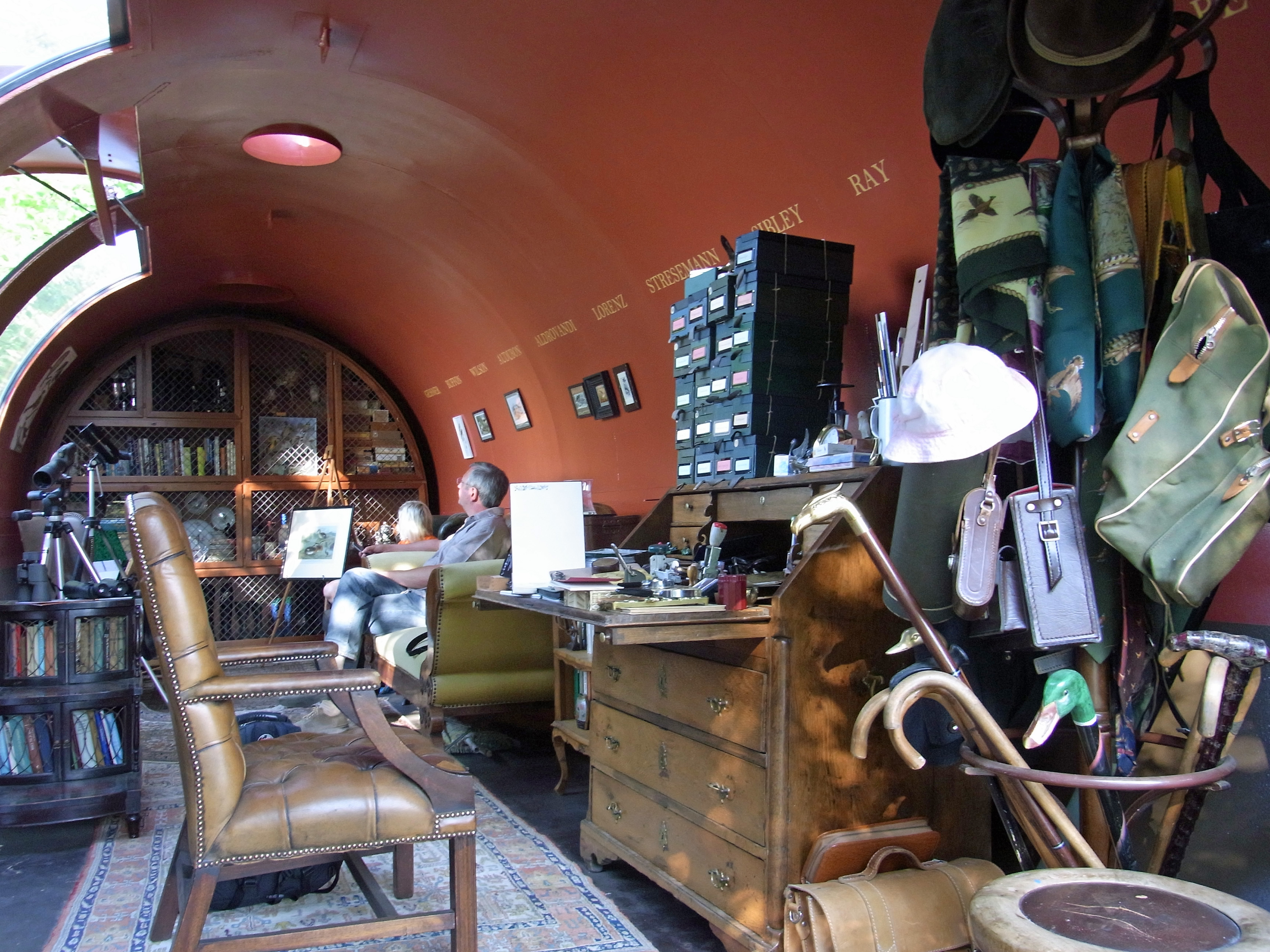

- Gesellschaft der Amateur-Ornithologen: Das Kunstwerk besteht aus einem alten Gastank vom Gelände der ehemaligen Kläranlage Herne, das zu einer Art Vogelbeobachtungsstation umgebaut wurde. Neben einer Eingangstür mit überdachter Treppe wurden eine seitliche große Fensteröffnung eingebaut und zwei Deckenfenster, wo sich die ehemaligen Anschlussstellen der Zuleitungen befanden. Das Dach wurde mit einer kleinen Aussichtsplattform ergänzt. Das Innere des Tanks ist im Stil des 19. Jahrhunderts detailreich ausgestaltet mit alten Teppichen, antikem Mobiliar wie Sofa und Sekretär und ornithologischen Objekten wie Fernrohre und Bücher von regionalen Flohmärkten. Zusammen mit Accessoires wie mit Bonbons gefüllten Kristallschalen entsteht der Eindruck, als hätte ein Hobby-Ornithologe die Forschungsstation nur kurz verlassen. Alle Gegenstände der Station sind dazu gedacht, von Besuchern benutzt zu werden. Die Station wurde 2010 erstmals am „Herner Meer“ in der Nähe des Herner Yachthafens aufgestellt, stand zur Emscherkunst-Ausstellung 2013 auf der Hubbrücke in Duisburg-Walsum und 2016 am Hochwasserrückhaltebecken am Hof Emscher-Auen in Castrop-Rauxel/Dortmund-Mengede.[42][43] Künstler: Mark Dion, 2010. Lage: Kläranlage Bottrop, In der Welheimer Mark 190, Welheim  (Weitere Ansichten)

BernePark: Theater der Pflanzen
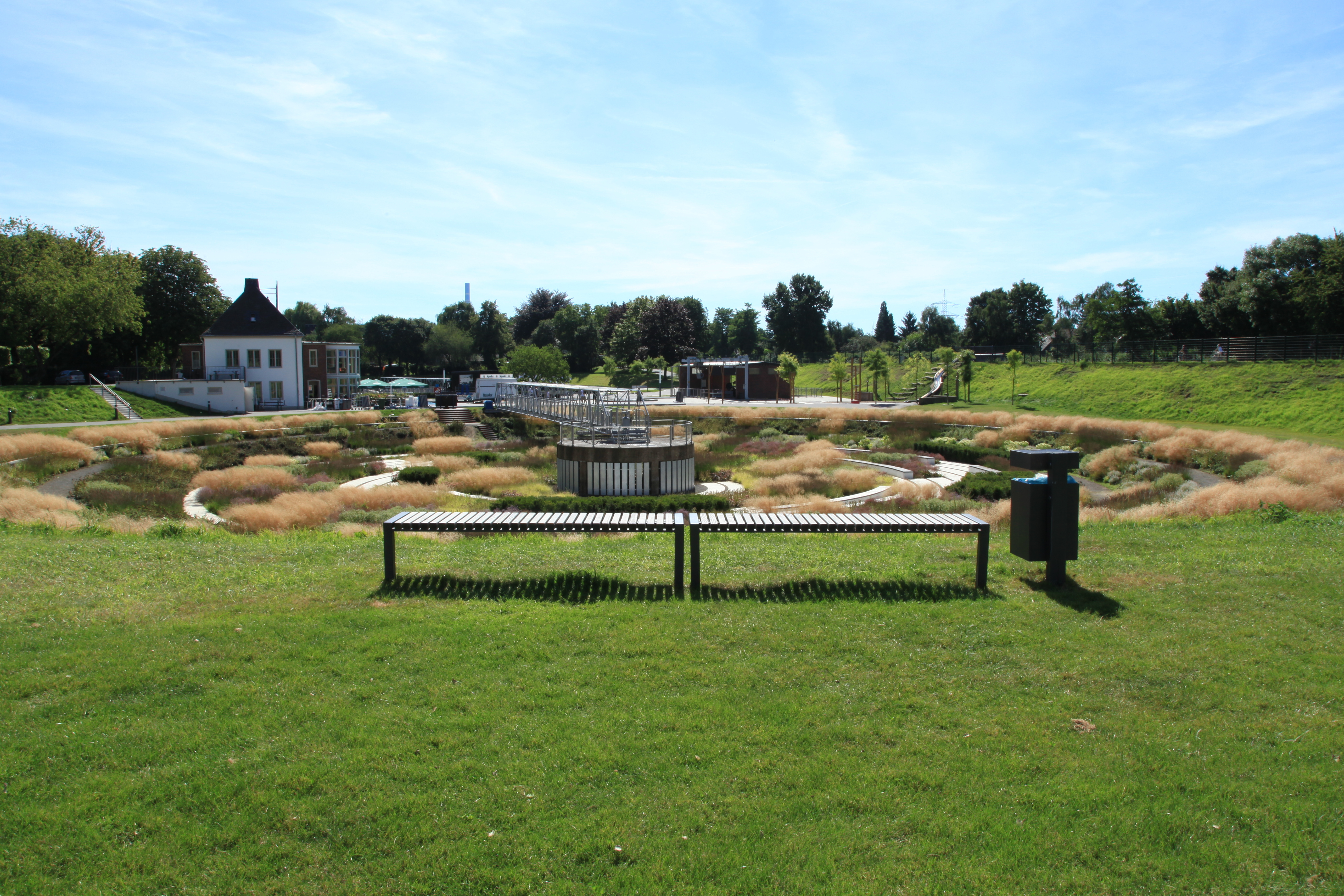
Theater der Pflanzen
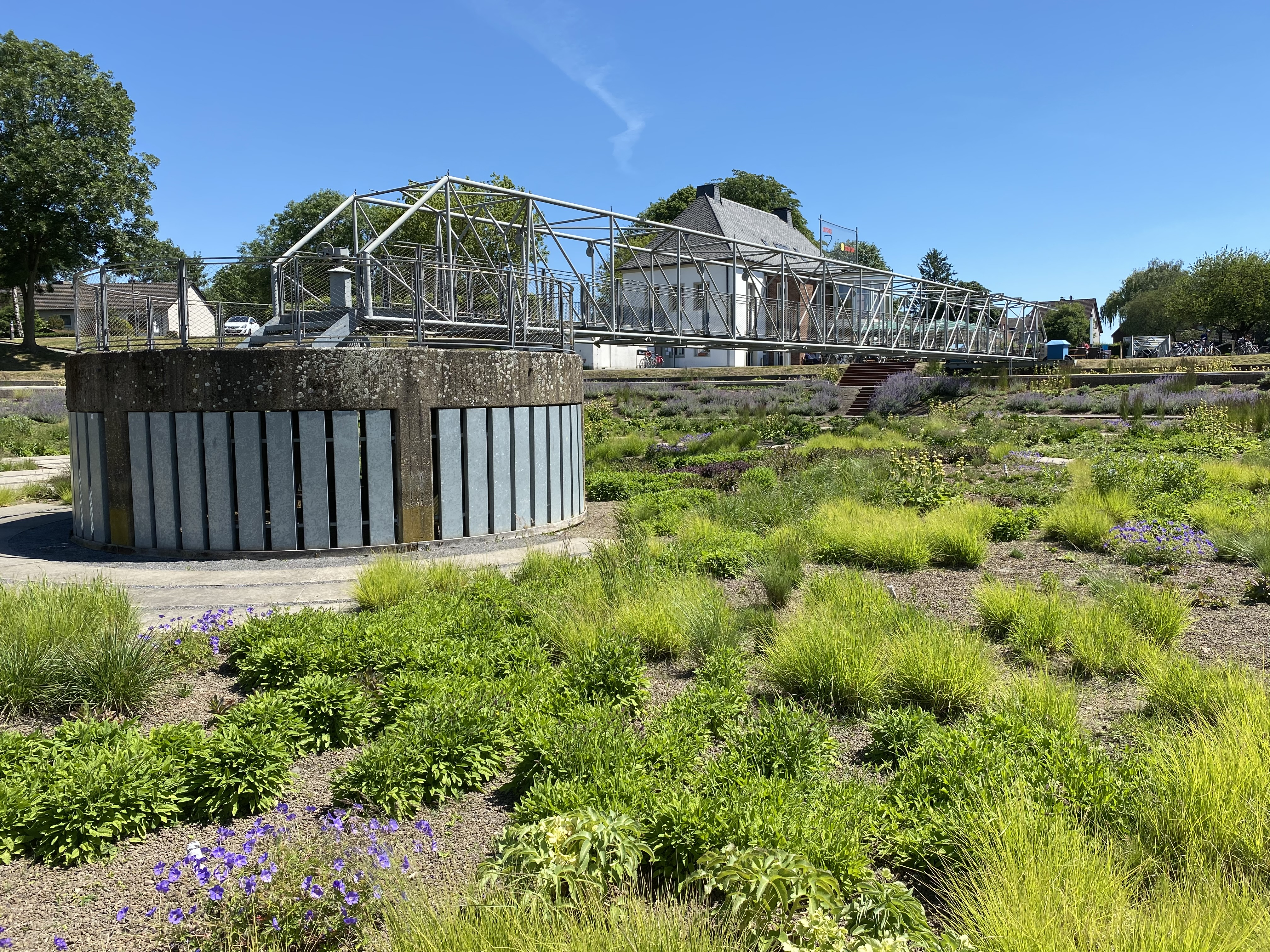
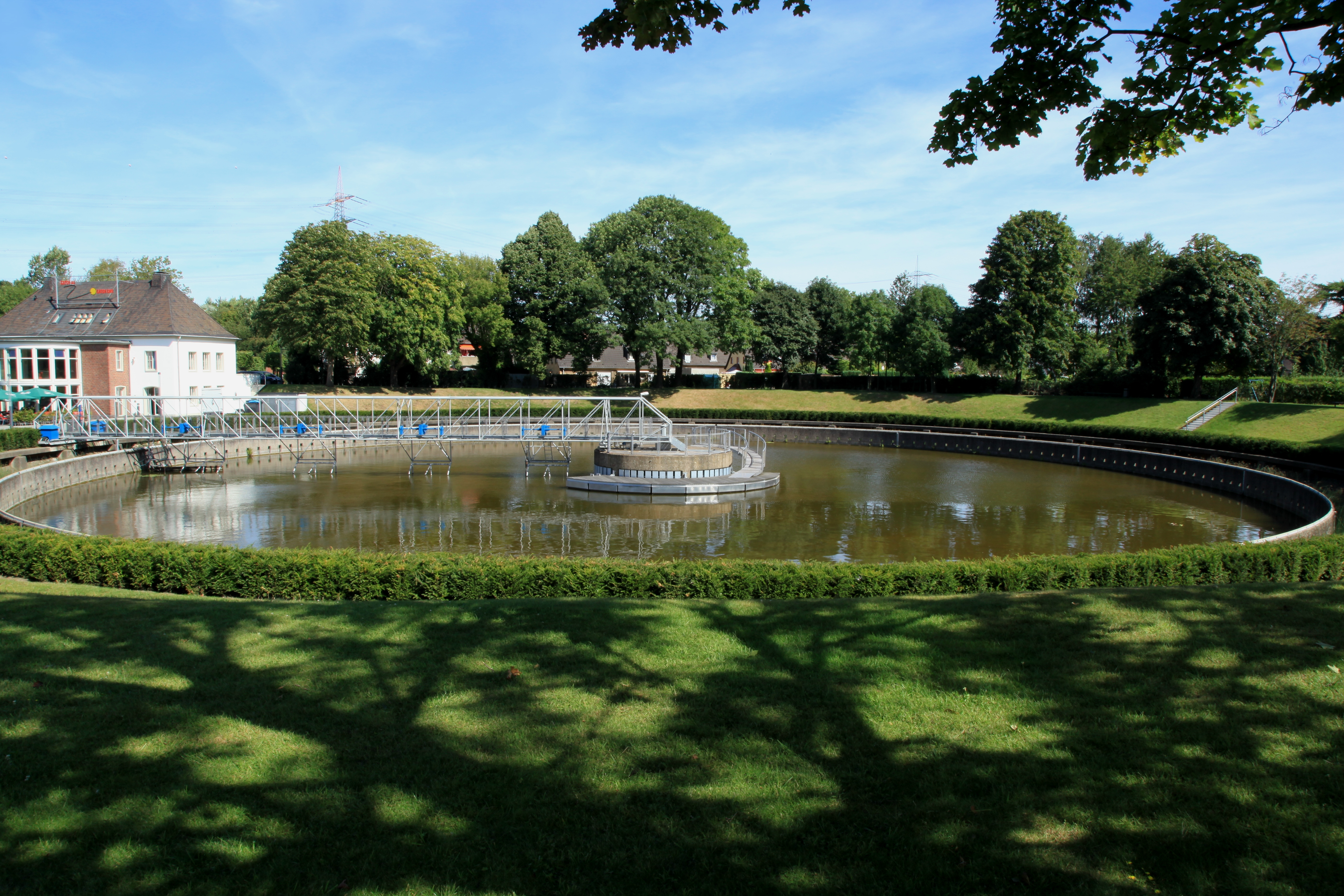
Wasserbecken

- Theater der Pflanzen: Das Kunstwerk besteht aus der landschaftsarchitektonischen Gestaltung der beiden ehemaligen Klärbecken. Die ehemalige Kläranlage wird einerseits als Industriedenkmal erhalten als auch mit einer neuen Funktion als Parkanlage genutzt. Von den zwei früheren runden Klärbecken mit einem Durchmesser von je 73 Meter blieb eines mit Wasser gefüllt. Eine im Zentrum angelegte kreisrunde Holzplattform ist über eine Stegbrücke erreichbar.[2] Das andere Becken verfügt ebenfalls über eine Stegbrücke und wurde in einen begehbaren Senkgarten umgeformt.[44] Dazu wurde es mit Erde verfüllt und 21.000 mehrjährige Pflanzen wurden angepflanzt. Die Beete sind in Gruppierungen verschiedener Staudenarten und Gräser angelegt. Wege und Sitzgelegenheiten strukturieren den Garten zu einer Art Labyrinth.[45][46] Künstler: Piet Oudolf, Gross Max, 2010. Lage: BernePark, Ebelstraße 25a, Ebel  (Weitere Ansichten Bernepark)

BernePark: Catch as catch can
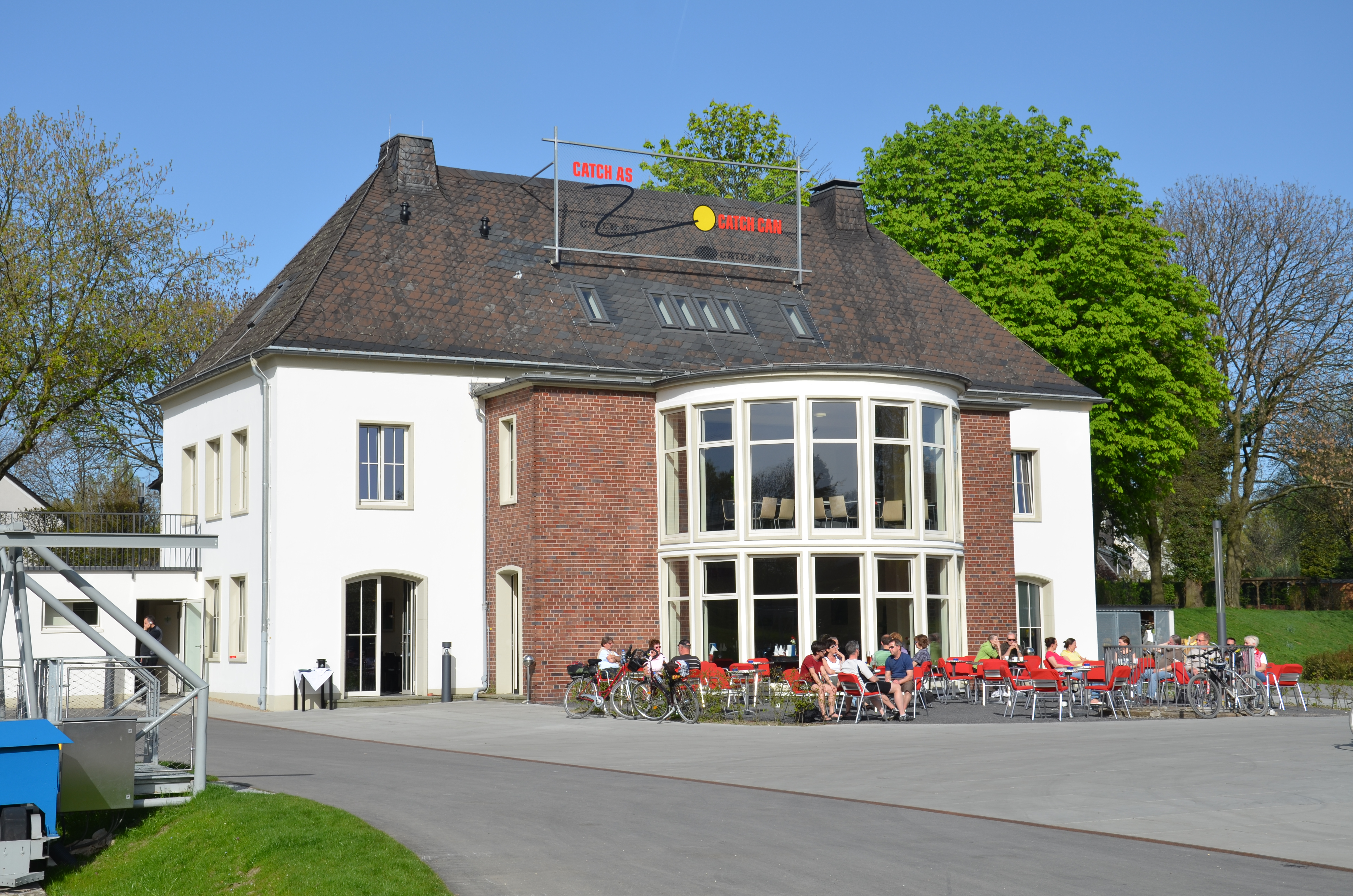
Hauptgebäude
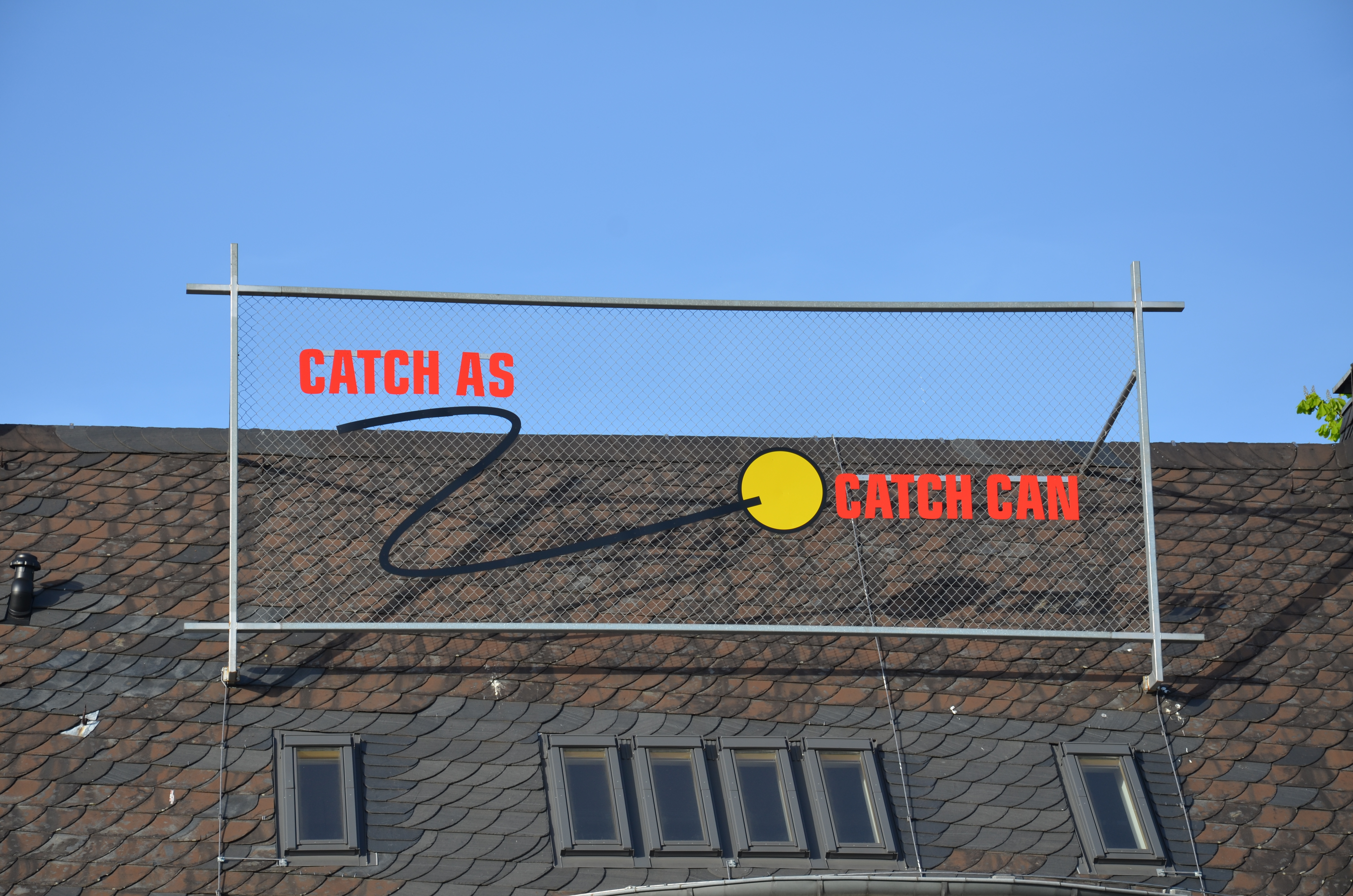
Catch as catch can
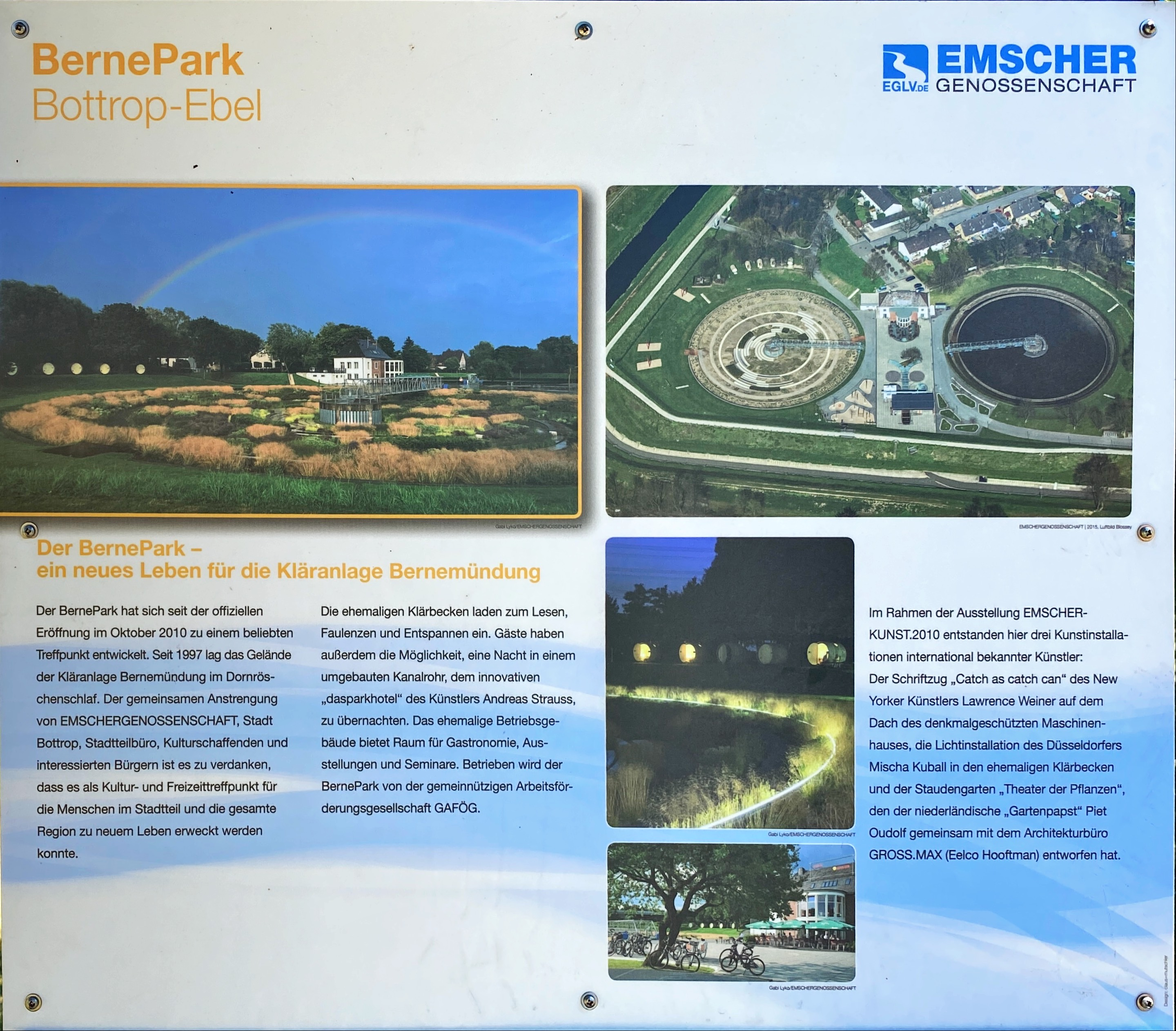
Infotafel

- Catch as catch can: Die Kunstinstallation besteht aus den Leuchtarbeiten zweier Künstler. Auf dem Hauptgebäude der umgenutzten 1997 stillgelegten Kläranlage im Stadtteil Bottrop-Ebel wurde auf einem leichten Drahtgeflecht der beleuchtete Schriftzug „Catch as catch can“ (Nimm es, wie es kommt) gezeigt. Aufgrund der Restaurierung des denkmalgeschützten Gebäudes befindet sich das Objekt seit 2020 auf dem Flachdach des halbrunden Vorbaus. Eine zweite Lichtinstallation aus LED-Bändern ist umlaufend um die Beckenränder der ehemaligen Klärbecken installiert.[2] Bei Dunkelheit umrundet jeweils synchron im Uhrzeigersinn ein neutralweißer etwa 4 Meter langer Streifen die Becken.[47][48][49] Künstler: Mischa Kuball, Lawrence Weiner, 2010. Lage: BernePark, Ebelstraße 25a, Ebel

BernePark: das_parkhotel
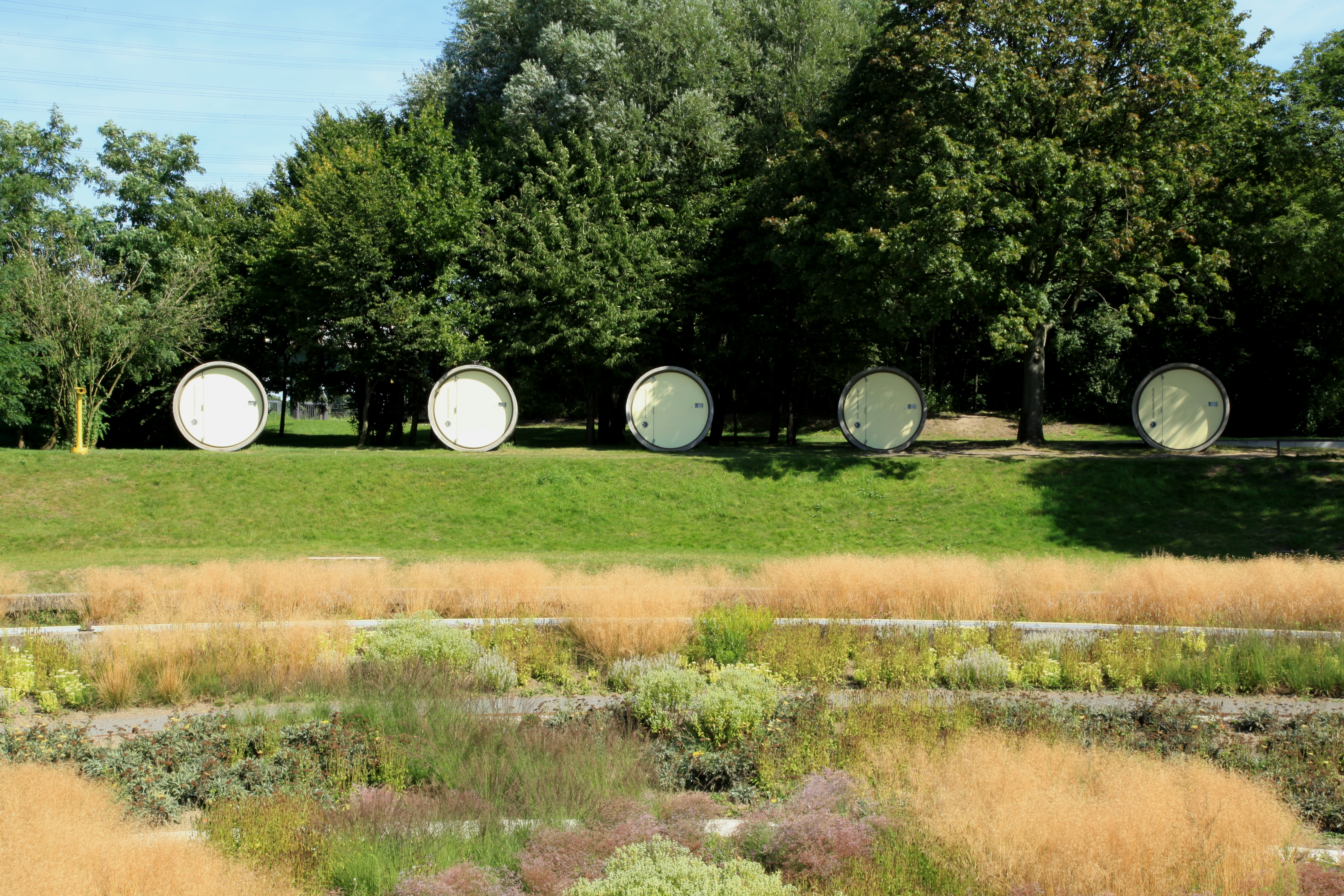
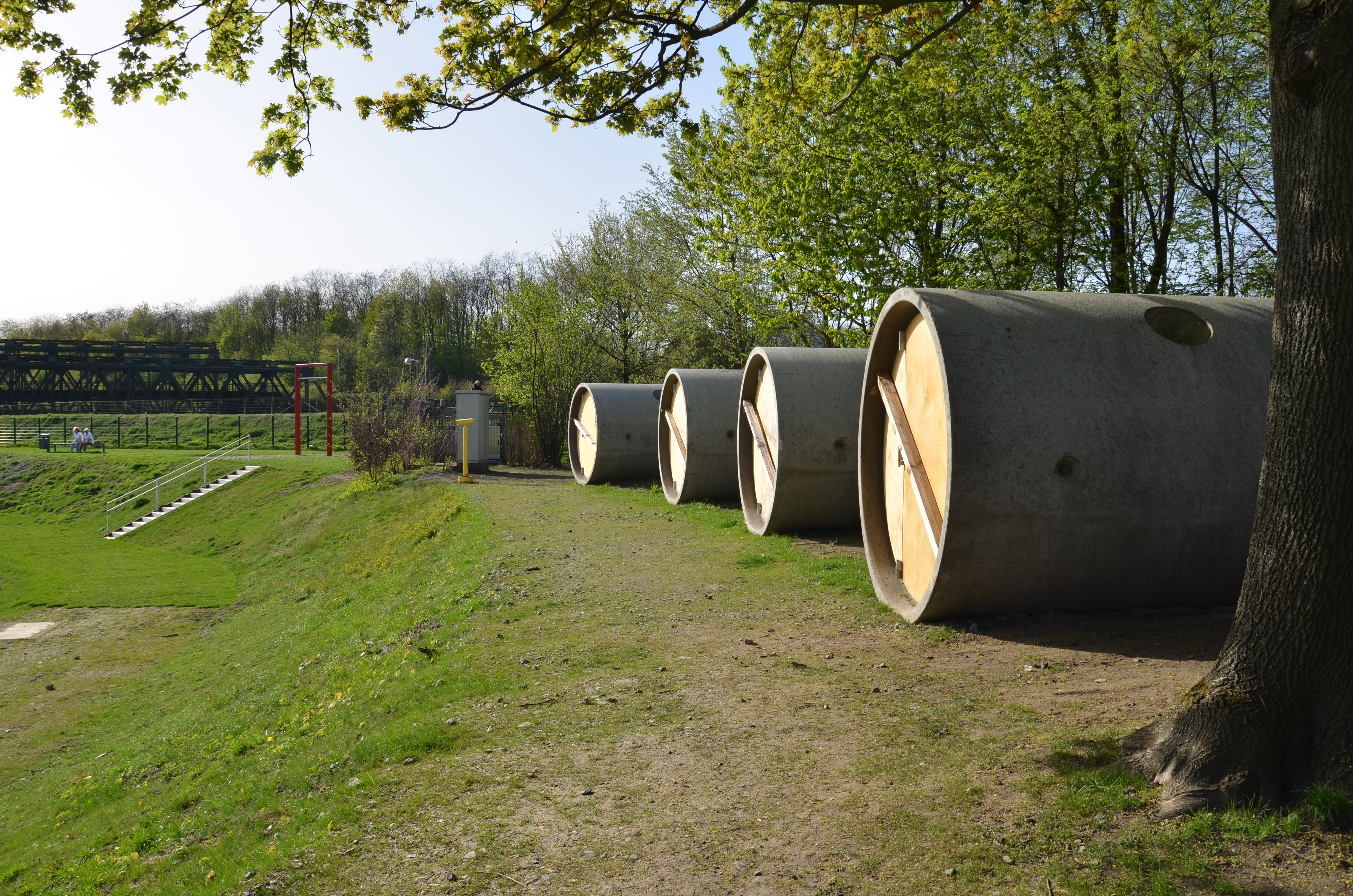
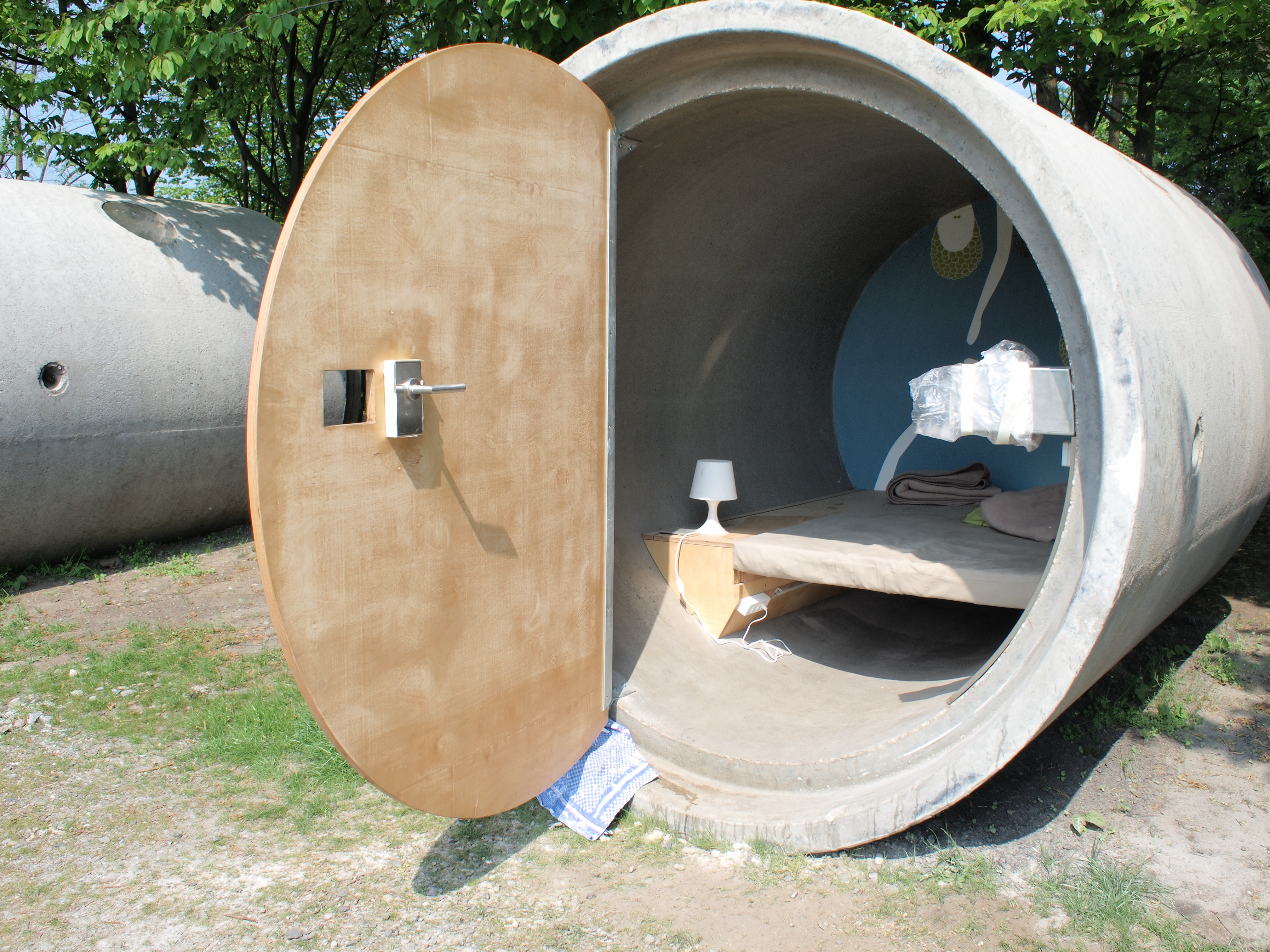

- das_parkhotel: Die fünf Schlafkabinen aus herkömmlichen Betonrohren sowie ein Sanitärcontainer wurden 2010 sowohl als Kunstinstallation als auch als Übernachtungsmöglichkeit zur Emscherkunst.2010 in Betrieb genommen. Sie sind etwas erhöht mit Blick auf das Theater der Pflanzen aufgestellt. Nach der Buchung kann die Röhre per elektronischer Codeschließanlage individuell bezogen werden. Die Röhren mit den Maßen 2,40 × 2,40 × 3,21 Meter sind mit je einem Bett für bis zu zwei Personen, Bettzeug und -wäsche, Stauraum und Nachttischlampe sowie einem Fenster ausgestattet und an den Rückwänden mit einem individuellen Wandgemälde versehen. 2019 wurde die Kunstinstallation in den Bestand des Emscherkunstwegs übernommen.[50][51] Künstler: Andreas Strauss, 2010. Lage: BernePark, Ebelstraße 25a, Ebel

### Oberhausen

Zauberlehrling
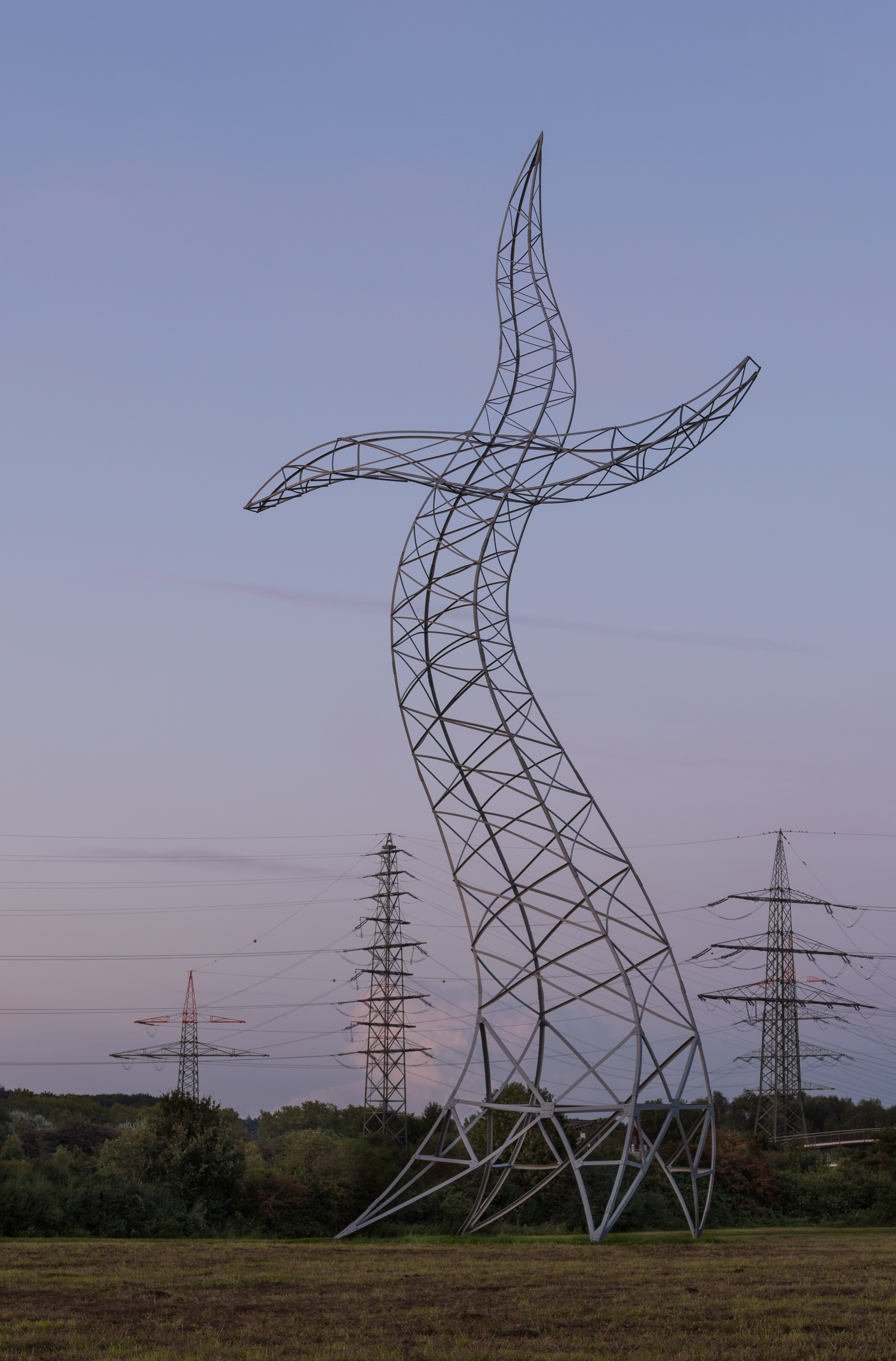
2014
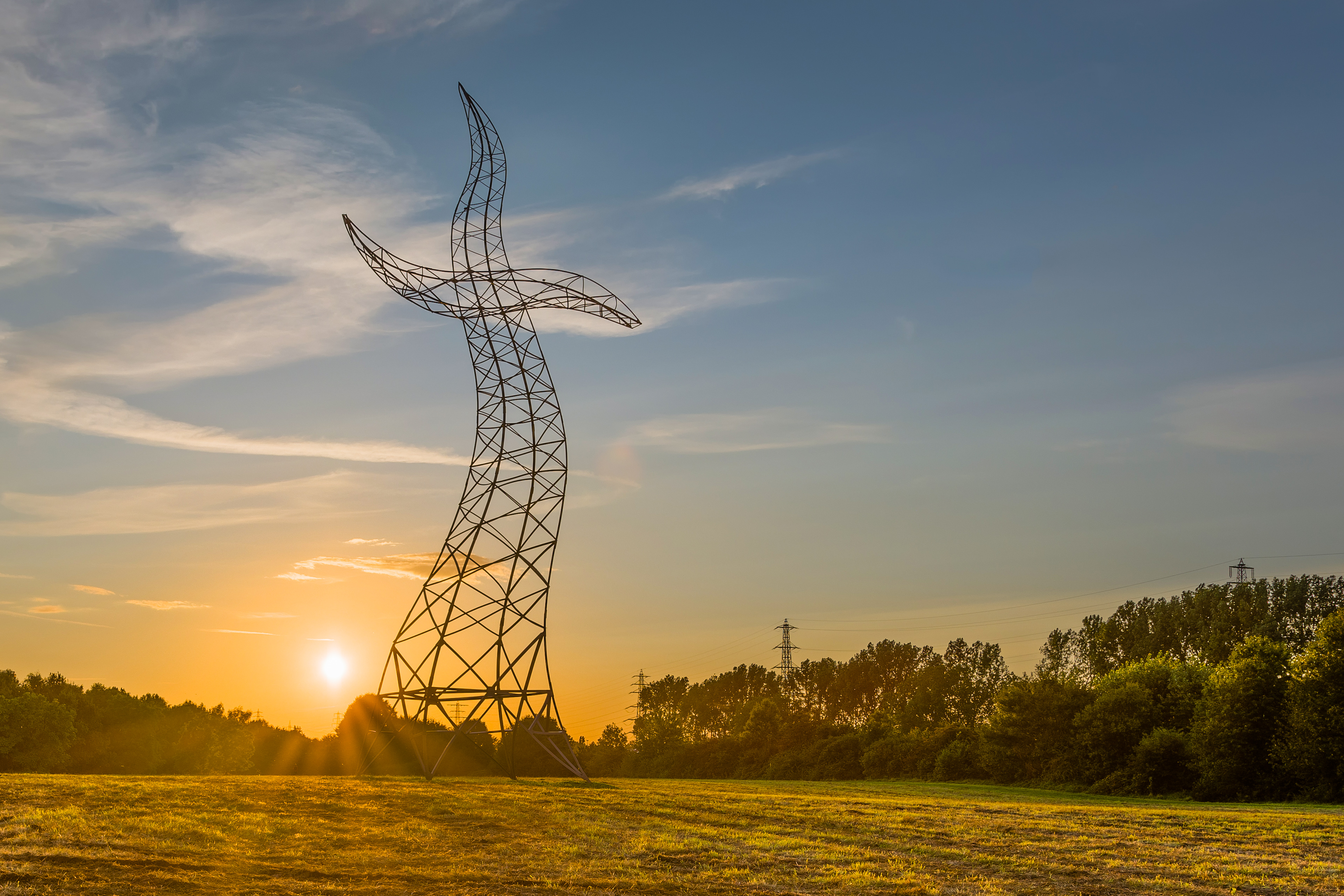
2014
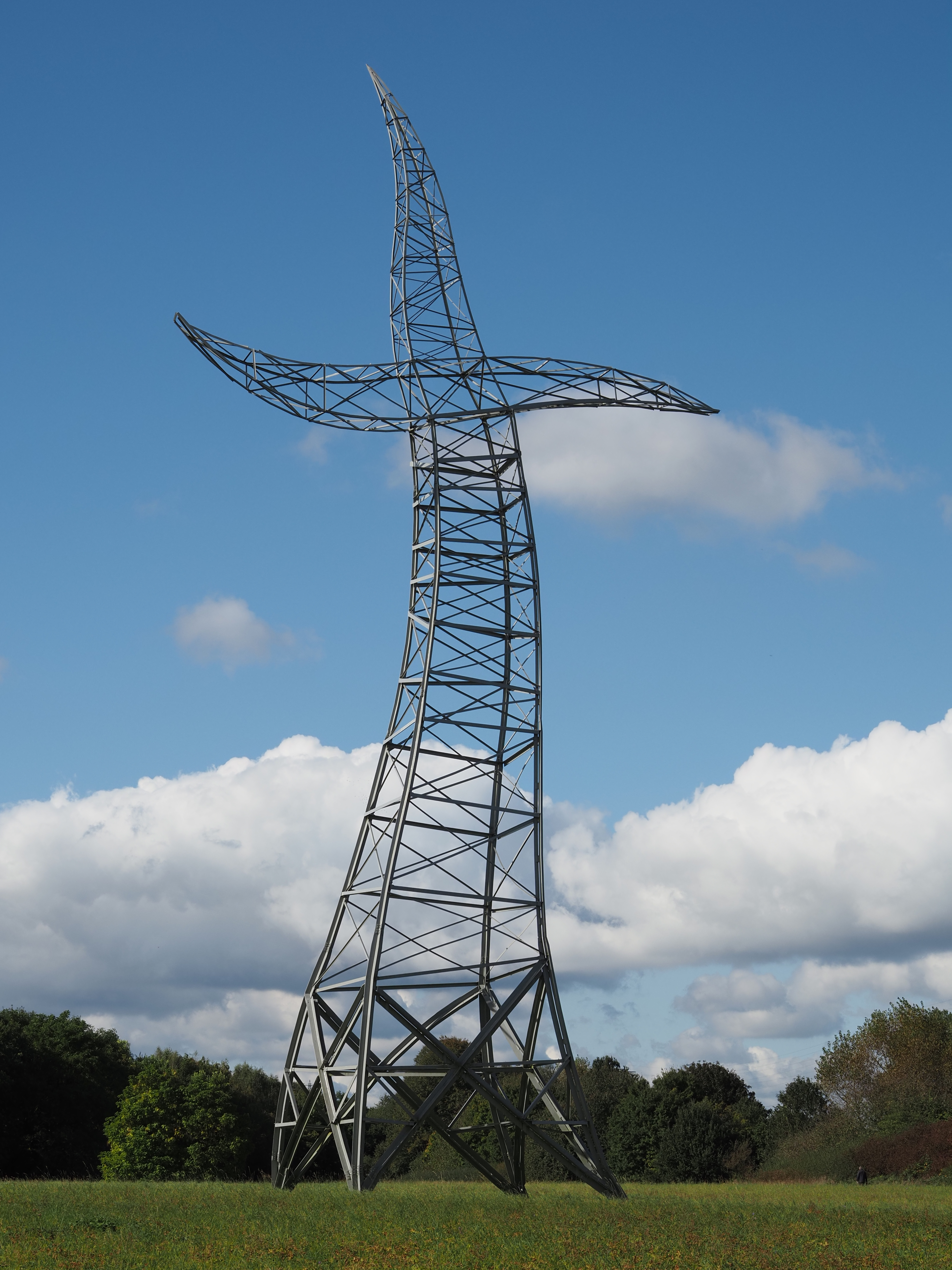
2024

- Zauberlehrling: Die 35 Meter hohe Skulptur des Zauberlehrlings auf einem Feld neben dem Rhein-Herne-Kanal und der Emscher aus insgesamt 24,4 Tonnen oberflächenbeschichtetem Stahl orientiert sich in Größe und Bauweise an dem Typ eines Bahnstrommasts. Für die spezielle Konstruktion wurden alle Elemente extra gezeichnet und hergestellt, um die geschwungene Form zu erzeugen. Besonders deutlich ist der tanzende, spielerische Charakter in der Ansicht von Westen zu sehen, von wo aus die Skulptur mit anderen unterschiedlichen Hochspannungsmasten betrachtet werden kann. Zwischen 2017 und 2019 musste die Skulptur wegen statischer Probleme erneuert werden. Die daraus resultierende etwas begradigte Kontur veranlasste das Künstlerkollektiv zur Entwicklung einer neuen Farbgebung. Im September 2019 wurde das Kunstwerk an den Regionalverband Ruhr übergeben.[52][53] Künstlergruppe: Inges Idee, 2013/2019. Lage: Gehölzgarten Ripshorst von Haus Ripshorst, Ripshorster Straße 306, Borbeck  (Weitere Ansichten)

Slinky Springs to Fame
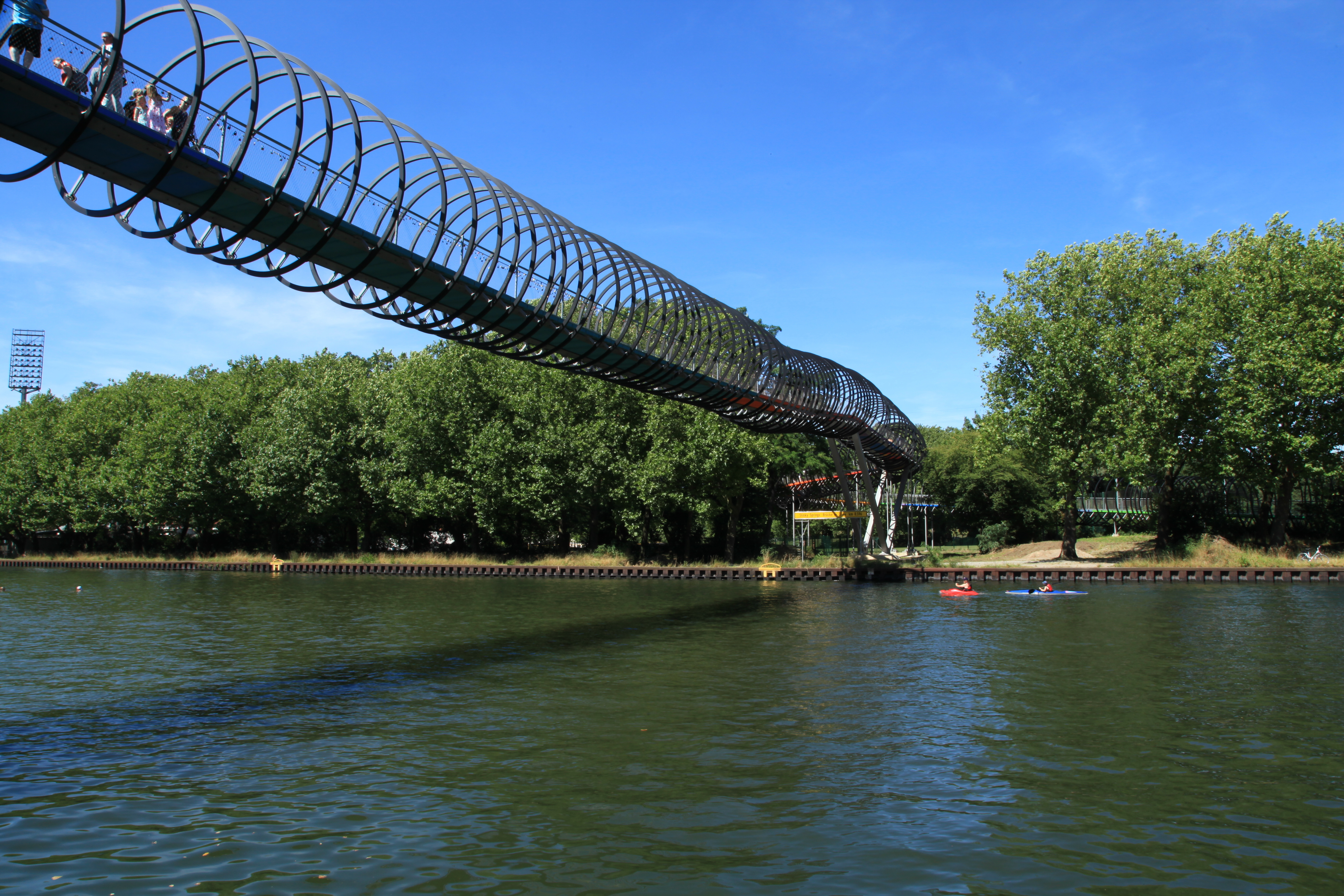
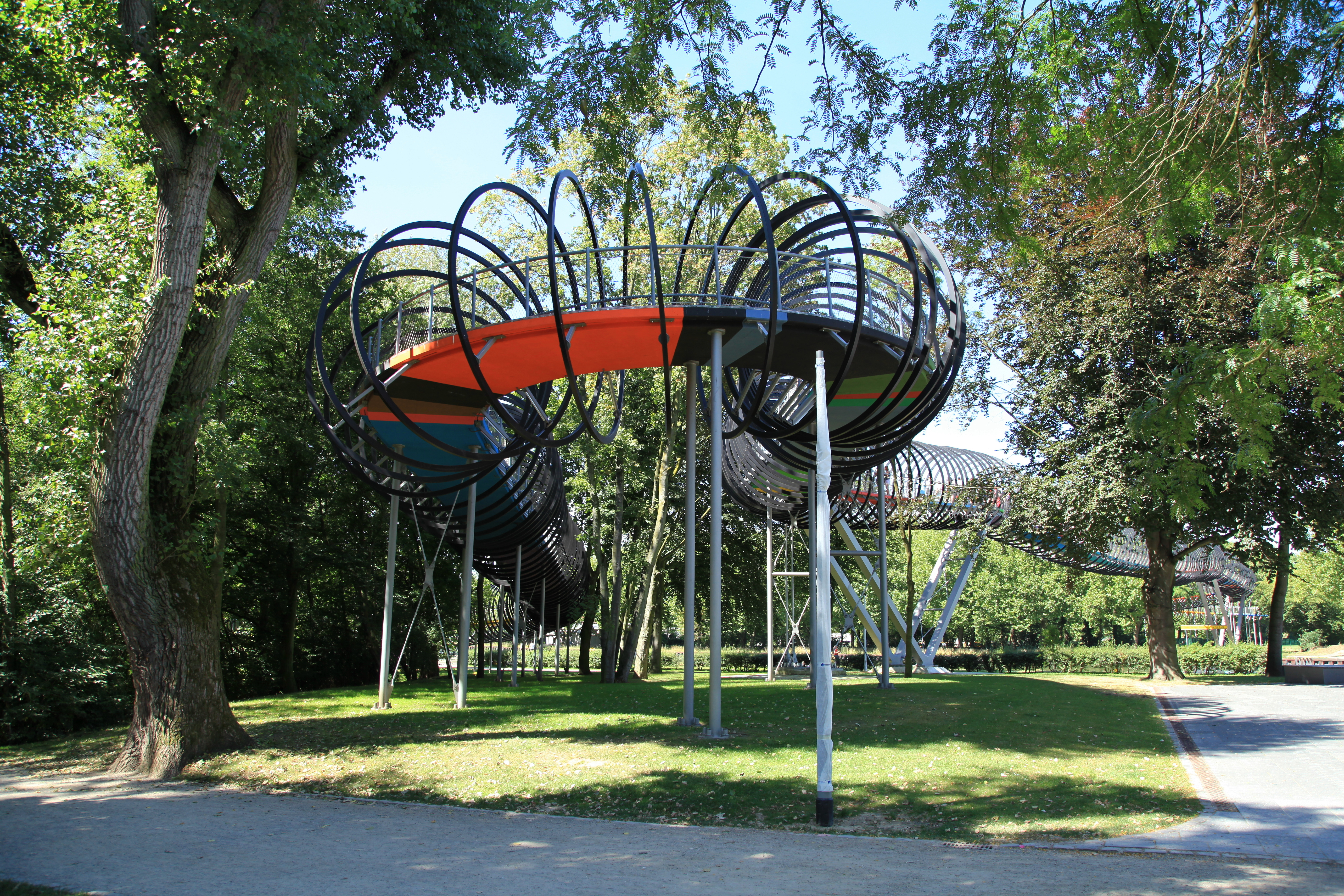
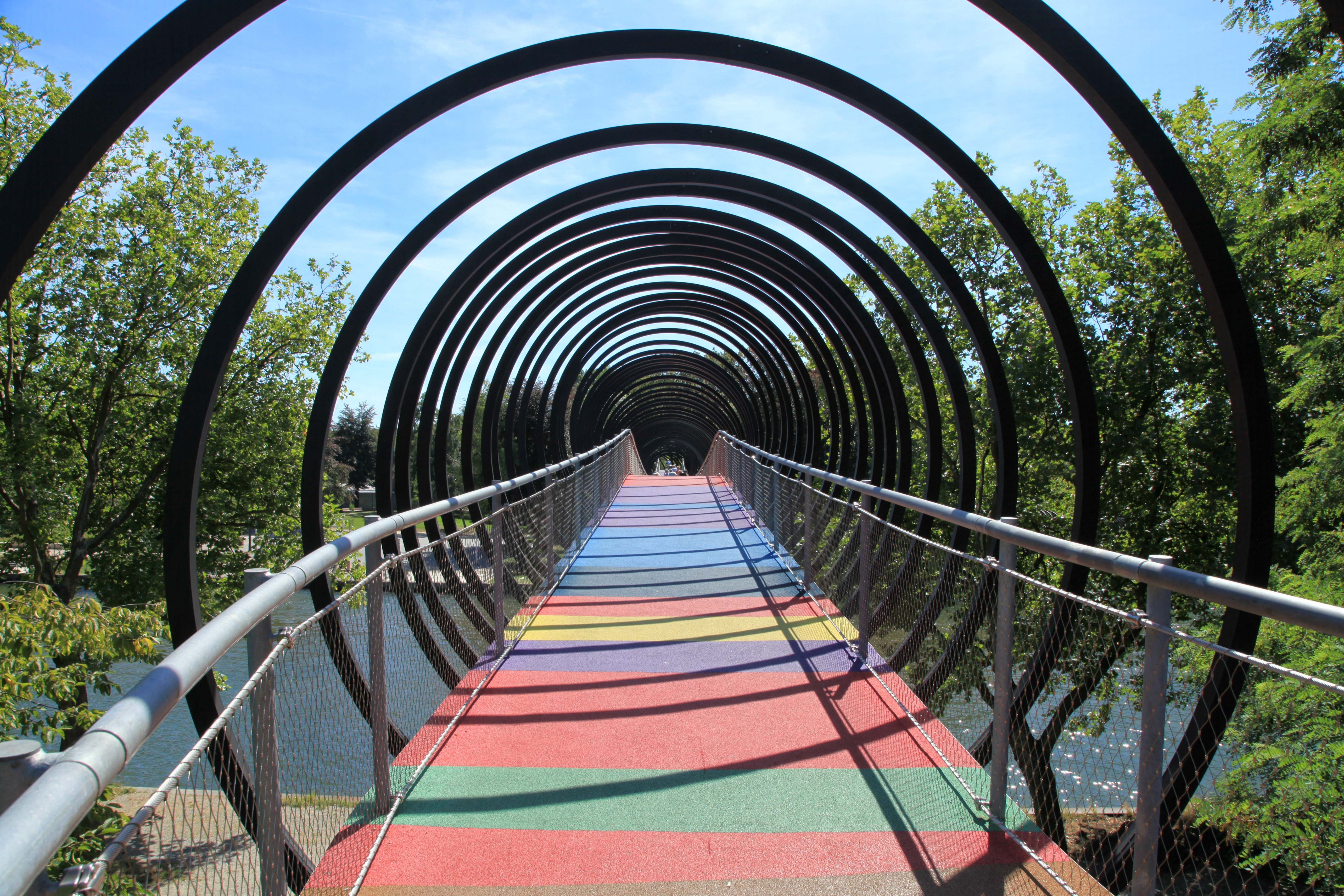

- Slinky Springs to Fame: Die Spannbandbrücke aus Stahl mit 496 Aluminiumbögen führt an Stelle einer früheren Brücke über den Rhein-Herne-Kanal und verbindet die Emscher-Insel mit dem historischen Kaisergarten von Schloss Oberhausen. Aufgrund des Containerschiffsverkehrs auf dem Kanal beträgt die Höhe über dem Wasser 8,5 bis 10 Meter. An beiden Enden verläuft die 406 Meter lange Brücke in großen Bögen. Sie ist mit Tartanboden in 16 verschiedenen Farbfeldern belegt. Nachts wird die Brücke durch den mit 406 Meter LED-Leuchtschienen bestückten Handlauf sowie durch 293 weitere LEDs, die unten in die Spiralwinden eingebaut sind, beleuchtet. Das Kunstwerk ist inspiriert durch das Kinderspielzeug Slinky.[54][55] Künstler: Tobias Rehberger, 2010. Lage: Kaisergarten, Emscher-Weg, Höhe Konrad-Adenauer-Allee 46, Marienviertel  (Weitere Ansichten)
- Play_Land: Der Jugendtreff mit Spielplatz ersetzt den im Zuge des Emscherumbaus 2013 abgerissenen Vorgängerbau an anderer Stelle. Das gesamte Gelände ist mit einem begrünten Erdhügel gegenüber dem Wohngebiet abgeschirmt. Im Hügel ist der Jugendtreff mit Cafébereich, Aufenthaltsgelegenheiten und Fahrradwerkstatt untergebracht. Die klar gegliederte Fassade aus Betonwänden läuft weiter bis zur Straße und mündet in eine 600 Quadratmeter große Skatebahn. Hinter dem Gebäude schließt sich ein Spielplatz mit farbigen bespielbaren Kanalrohrelementen an.[56][57] Künstlerin: Apolonija Šušteršič, 2013. Lage: Jugend- und Kulturzentrum emscherdamm, Bahnstraße 196/Flugstraße 1, Holten

### Duisburg

Neustadt
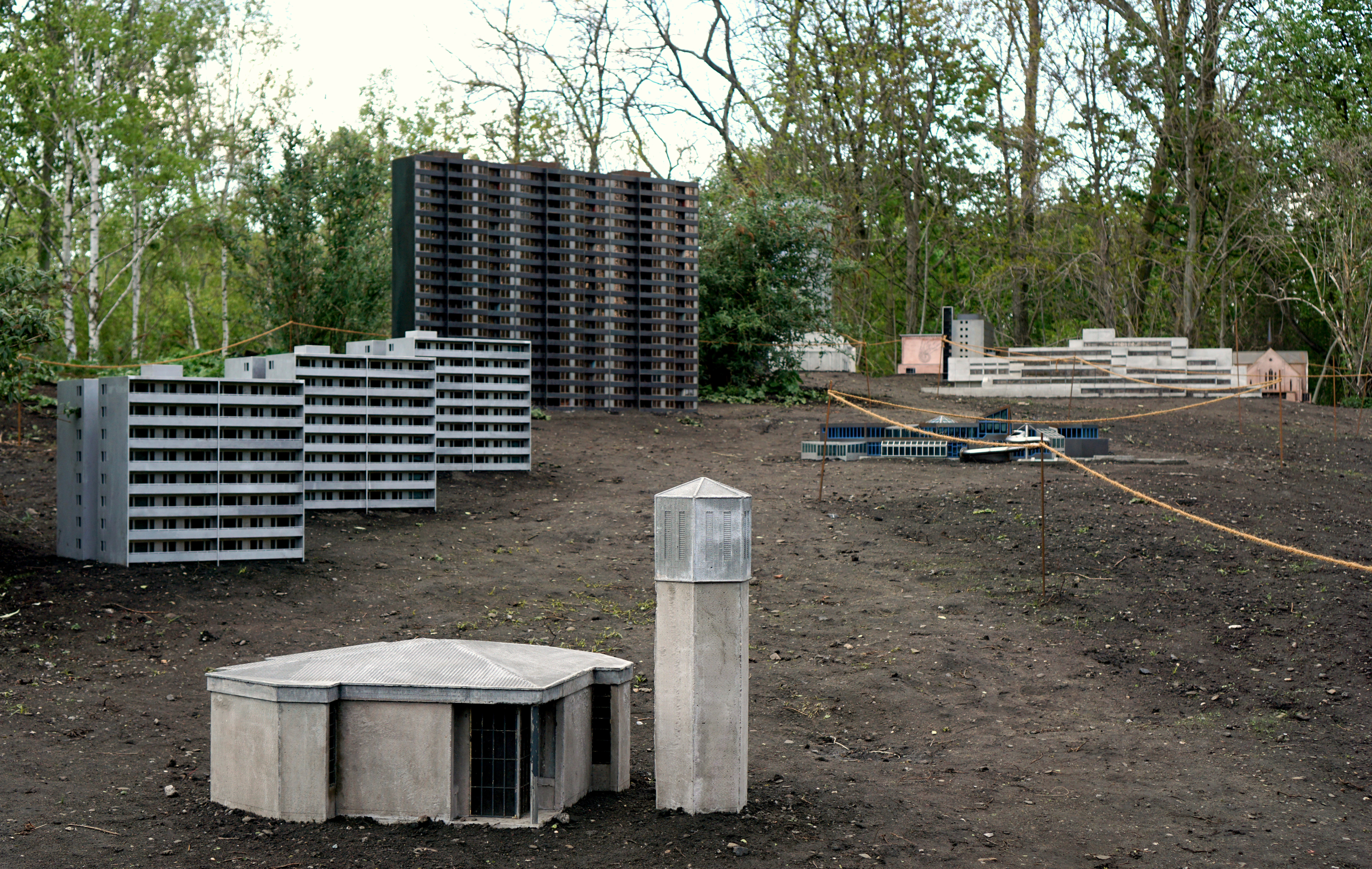
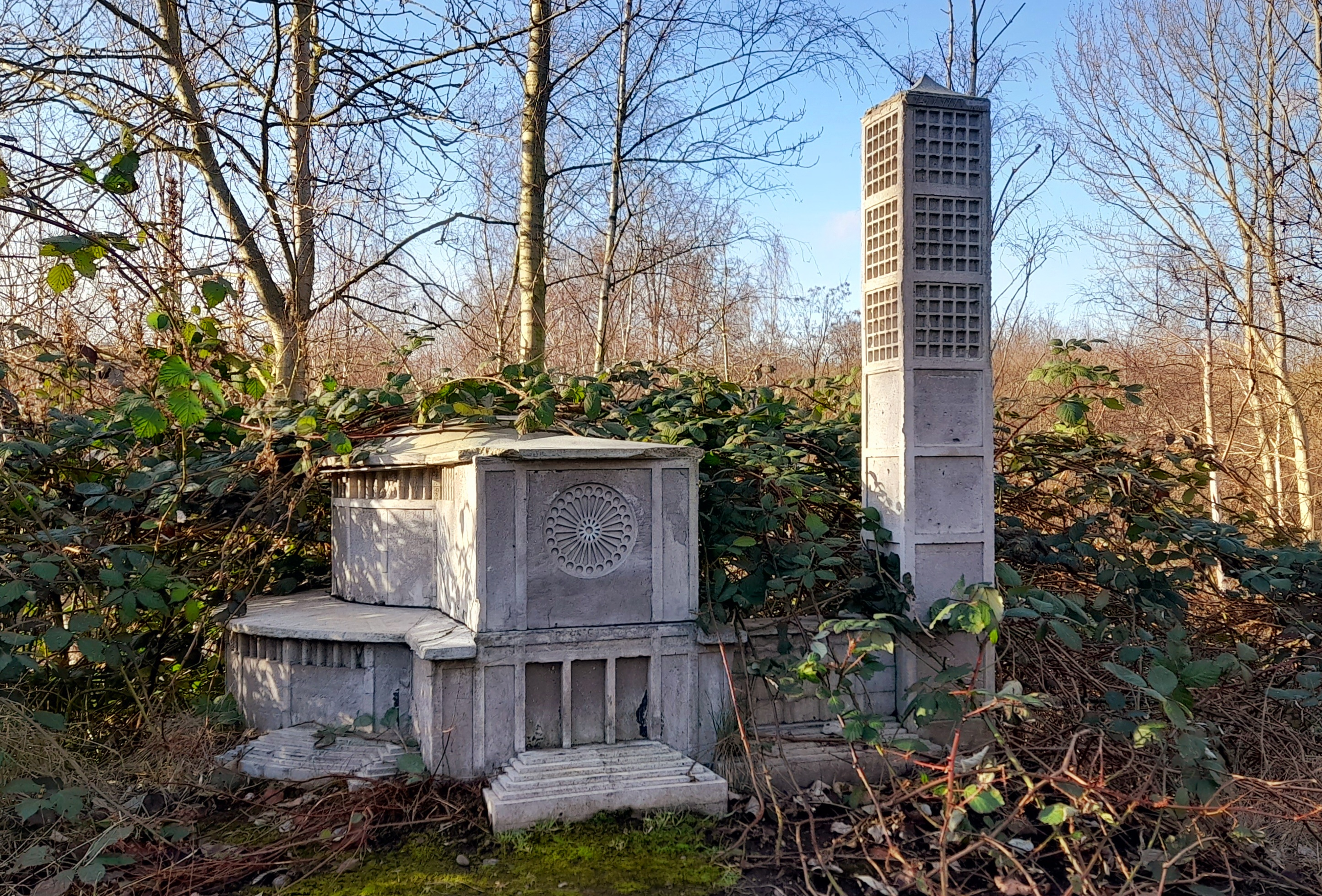
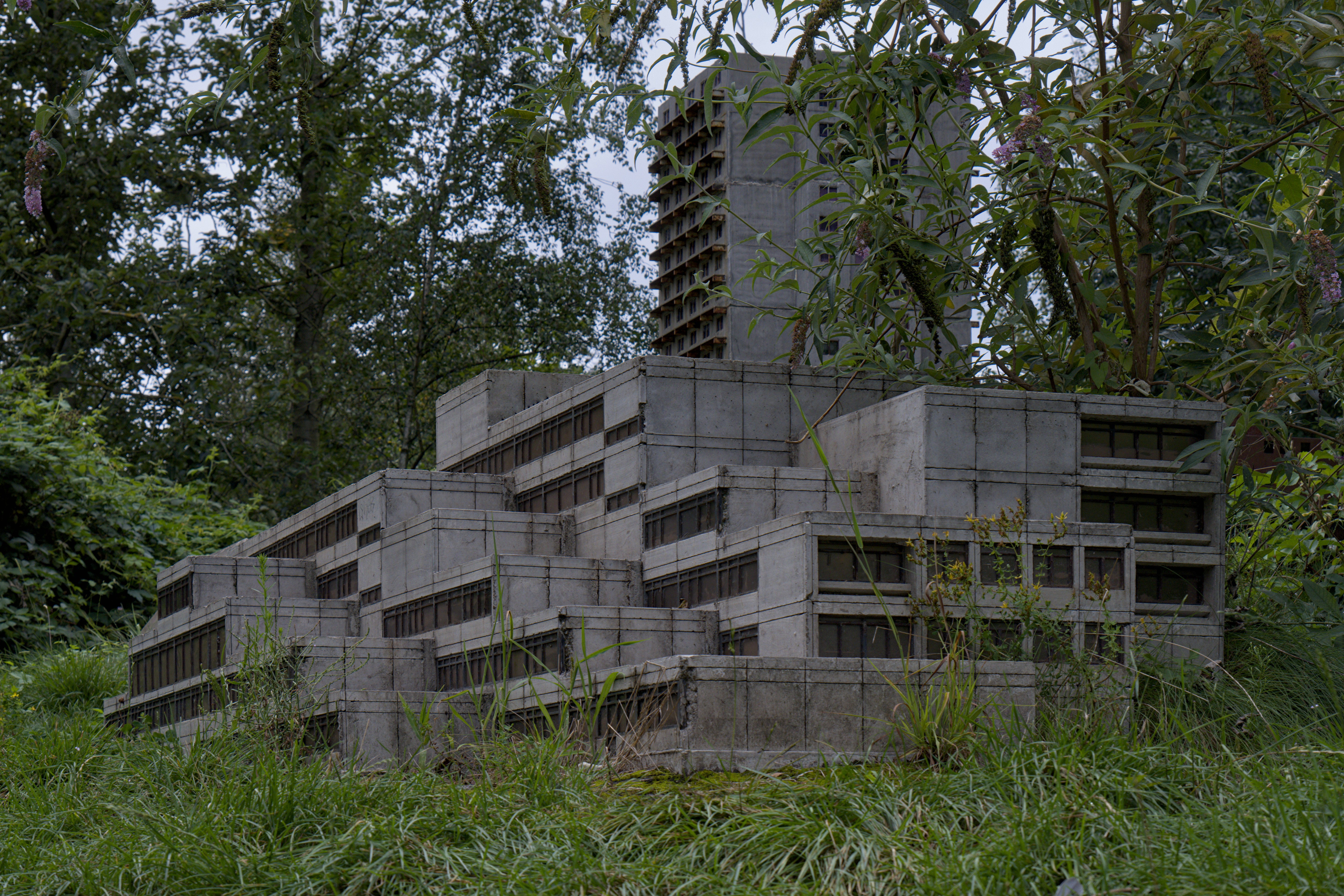

- Neustadt: Das Kunstwerk zeigt eine fiktive Stadt, die sich aus 23 Hausmodellen im Maßstab 1 : 25 zusammensetzt.[58] Die Häuser sind Miniaturen verschiedener realer Gebäude, die seit der Jahrtausendwende im Ruhrgebiet abgerissen wurden und zeigen einen zeitlichen und architektonischen Querschnitt des lokalen Städtebaus. Dazu gehören unter anderem ein Essener Mietshaus aus der Gründerzeit, das Hochhaus Goliath Marl aus dem Jahr 1973, Wohneinheiten im Plattenbaustil aus den 1970er Jahren, die Paulskirche aus Duisburg oder die Kirchen St. Josef und St. Stephanus aus Essen, ebenso wie Industriebauten, unter anderem das Kraftwerk Gustav Knepper. Die Skulpturen bestehen aus Beton, Stahl, Edelstahl und Acrylglas. Ihre Einbettung und allmähliche Überwucherung durch die sie umgebenden Pflanzen ist Teil des künstlerischen Konzeptes.[59] Sie stehen auf einer baumbestandenen Grünfläche zwischen der Alten Emscher, dem Fahrradweg „Grüner Pfad“ und der A 42.[60][61] Künstler: Julius von Bismarck, Marta Dyachenko, 2019. Lage: Landschaftspark Duisburg-Nord, Emscherstraße 71, Meiderich  (Weitere Ansichten)

Emscher Folly
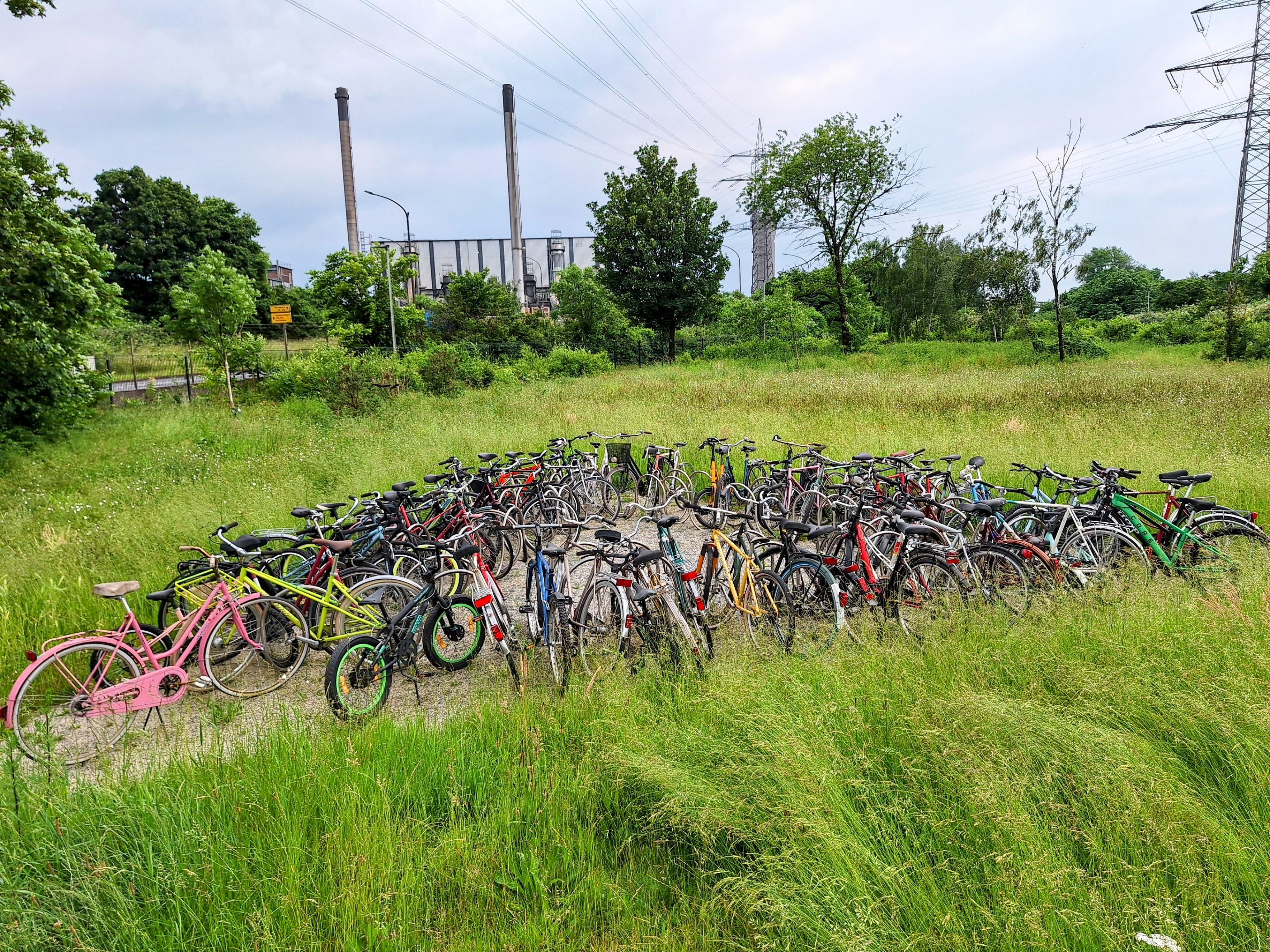

- Emscher Folly: Die Installation besteht aus einem dreieckigen Betonfundament, auf dem über fünfzig bunte Fahrräder angeordnet sind. Sie sind dauerhaft an eine geschwungene, in Bögen verlaufende rostfreie Stahlkonstruktion angeschweißt.[62] Das Werk steht auf einer Fläche zwischen der Kläranlage Duisburg Alte Emscher und dem Hüttenwerk Bruckhausen an der Alten Emscher und der Halde Alsumer Berg. In der Nähe mündete die Emscher ursprünglich in den Rhein.[63] Der Name des Kunstwerks ist inspiriert vom Begriff „Folly“ als ein ungewöhnliches, nutzloses Kuriosum.[64] Nachdem Vögel auf der Suche nach Nistmaterial die Fahrradsättel aufpickten, wurden diese durch robustere Sättel ersetzt.[65] Künstlerin: Nicole Wermers, 2022. Lage: Kläranlage Duisburg Alte Emscher, Alsumer Straße 215, Hamborn